# Second Empire
Pour les articles homonymes, voir Second Empire (homonymie).
2 décembre 1852 – 4 septembre 1870
(17 ans, 9 mois et 2 jours)
Entités précédentes :
- Deuxième République
- Royaume de Sardaigne (Nice et Savoie)

Entités suivantes :
- Troisième République
- Commune de Paris
 Commune de Marseille
 Commune de Saint-Étienne
 Commune de Lyon
 Commune de Narbonne
 Commune du Creusot
- Empire allemand
  -  Alsace-Lorraine

Le Second Empire est le système constitutionnel et politique instauré en France le 2 décembre 1852 lorsque Louis-Napoléon Bonaparte, premier président de la République française, devient le souverain Napoléon III, empereur des Français, un an jour pour jour après son coup d'État du 2 décembre 1851. Ce régime politique succède à la Deuxième République.
Depuis L'Histoire de la France contemporaine d'Ernest Lavisse, le Second Empire est analysé en deux périodes par les historiens : la première qualifiée d'Empire autoritaire qui s'étend globalement de 1852 à 1860 s'oppose à la seconde, dite de l'Empire libéral, s'étalant globalement de 1860 à 1870.
Le Second Empire se termine le 4 septembre 1870 à la suite de la défaite de Sedan, lors de la guerre contre la Prusse, puissance montante en Europe dirigée par le chancelier impérial Otto von Bismarck. Après un bref épisode de guerre civile, la Troisième République lui succède et inaugure la pérennité du régime républicain en France.

## Origines de l'Empire

### Les difficultés de l'instauration de la Deuxième République
Après l'abdication du roi Louis-Philippe Ier, le gouvernement provisoire décide d'instaurer plusieurs mesures visant à mettre en place un régime sous la forme d'une république. Cela passe notamment par l'instauration du suffrage universel masculin. D'après Nicolas Delalande et Blaise Truong-Loï : « Le droit de vote est supposé permettre l'avènement du Peuple comme acteur politique à part entière. »
Mais les espoirs d'une partie des républicains sont déçus. Le 21 juin 1848, la fermeture des Ateliers nationaux provoque des soulèvements dans les quartiers populaires de Paris. Le général républicain Cavaignac est chargé de rétablir l'ordre. Contrairement à 1848, la troupe est composée de soldats originaires de toute la France et ne fraternise pas avec les insurgés. Les émeutes qui s'ensuivent font plus de 5 500 morts, et les classes populaires n'ont plus confiance dans ce régime qui a montré son caractère répressif. Parallèlement, les classes paysannes rejettent le nouvel impôt mis en place en mars 1848 pour financer les Ateliers nationaux.
Lors de l'élection présidentielle du 10 décembre 1848, Louis-Napoléon Bonaparte, exploitant habilement les mécontentements de la population, s'impose très largement face aux candidats républicains, dont le général Cavaignac et Alphonse de Lamartine.
Le 31 mai 1850, l'Assemblée vote une loi qui impose des conditions de résidences (trois ans minimum) pour l'inscription sur les listes électorales, ce qui exclut du suffrage un tiers des hommes en âge de voter, surtout des hommes des classes ouvrières, obligés à de fréquents déplacement pour le travail.
Afin de pouvoir se représenter à l'élection présidentielle de 1852, Louis-Napoléon Bonaparte tente d'obtenir une révision de celle-ci. En effet, d'après la Constitution, il ne peut pas briguer un second mandat. La Chambre, tenue par le parti de l'Ordre avec lequel il est en conflit, s'y oppose. Louis-Napoléon Bonaparte décide donc de tenter un coup d'État pour conserver le pouvoir.

### Le coup d’État de 1851

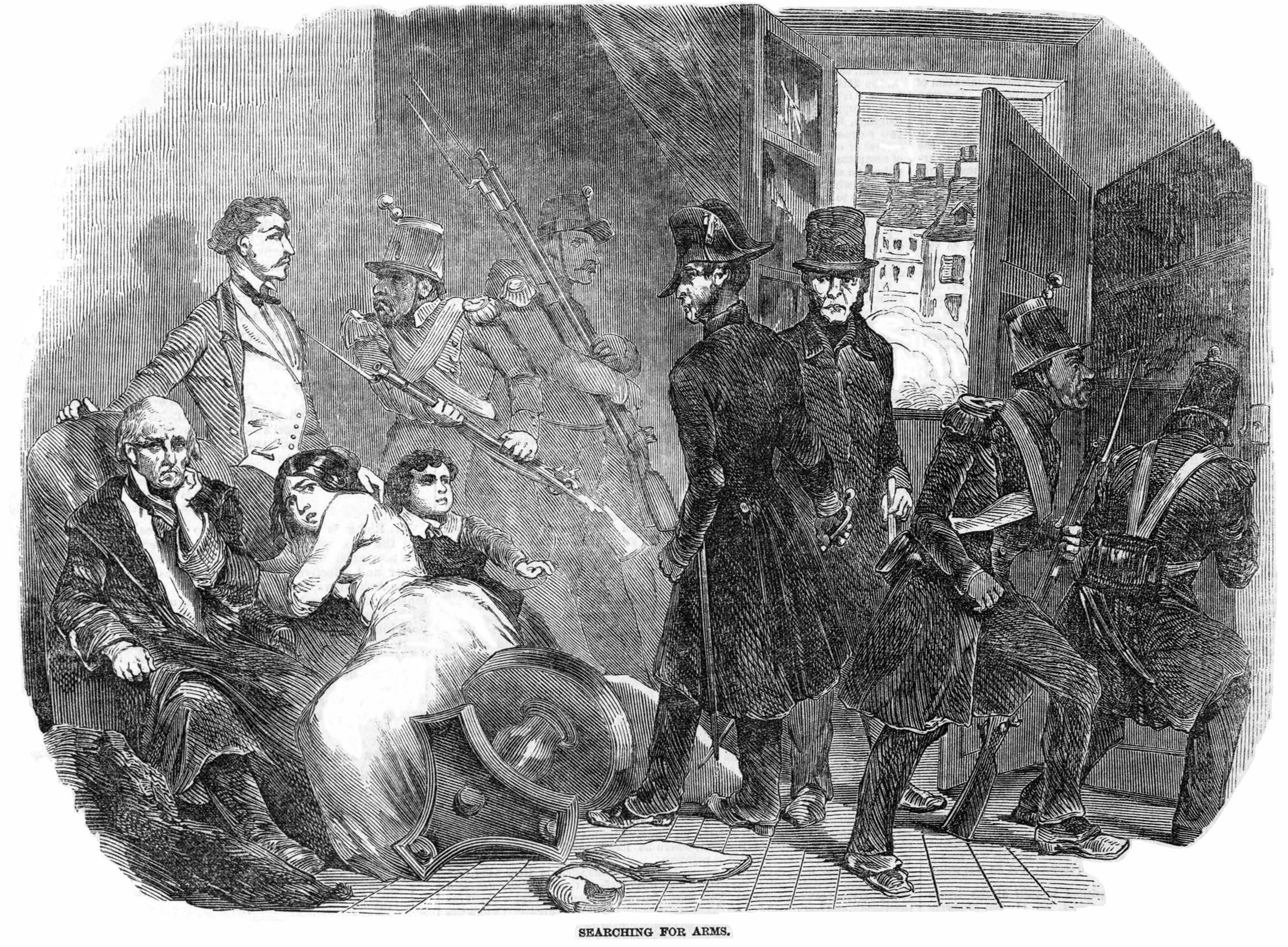
Durant le coup d'État du 2 décembre 1851, des policiers et des soldats recherchent des armes chez des particuliers.
Gravure publiée dans The Illustrated London News.

Le 2 décembre 1851, Louis-Napoléon Bonaparte organise un coup d'État et arrête ses opposants. Cet événement est l'acte fondateur du Second Empire et marque la victoire des bonapartistes autoritaires.
Face à la légalité constitutionnelle dont se prévalaient alors les défenseurs de la République, les bonapartistes déclarent opposer le suffrage universel, placé au-dessus de la Constitution, et la confiance directe manifestée par le peuple comme seule source de légitimité. Ainsi, l'une des principales mesures annoncées fut le rétablissement du suffrage universel masculin, précédemment limité par l’Assemblée, et la restitution à tous les citoyens de leurs droits à désigner leurs représentants,. Louis-Napoléon profite des contradictions de la IIe République et des mesures conservatrices mises en place par les républicains modérés puis par le Parti de l'Ordre.
Ces décisions et la prolongation du mandat présidentiel à 10 ans sont approuvées par plébiscite les 21 et 22 décembre 1851 dans un contexte de répression des résistances républicaines et de censure des journaux opposés au coup de force. Le président jouit cependant d'une réelle popularité auprès des paysans. Les civils sont autorisés à voter à bulletin secret alors que l'armée et la marine se prononcent à registres ouverts. À la suite du ralliement du clergé et de bon nombre des parlementaires de la majorité qui avaient été arrêtés le 2 décembre et avaient voté sa déchéance, le corps électoral se prononce ainsi favorablement sur la révision par 7 481 231 « oui » contre 647 292 « non » selon les résultats définitifs publiés par le décret du 14 janvier 1852 (pour environ 10 millions d’inscrits).
Les opposants républicains sont arrêtés ou proscrits et d'autres partent en exil.

### La Constitution française de 1852
Louis-Napoléon avait exposé sa conception de la démocratie césarienne quelques années plus tôt dans Des Idées napoléoniennes où il écrivait que « dans un gouvernement dont la base est démocratique, le chef seul a la puissance gouvernementale ; la force morale ne dérive que de lui, tout aussi remonte directement jusqu'à lui, soit haine, soit amour ». Les éléments clefs du bonapartisme, alliant autorité et souveraineté du peuple, sont ainsi clairement exposés. C'est à partir de ces principes qu'une nouvelle constitution est écrite et promulguée le 14 janvier 1852. Largement inspirée de la Constitution de l'An VIII et fondée au terme de son premier article sur les grands principes proclamés en 1789, la nouvelle République consulaire confie le pouvoir exécutif à un président de la République élu pour dix ans (article 2) seul responsable devant le peuple français auquel il a toujours droit de faire appel (article 5). Le nouveau régime politique sera donc plébiscitaire et non parlementaire.

#### Chef de l'exécutif
Napoléon III a seul l'initiative des lois qu'il sanctionne et promulgue alors que les ministres ne sont responsables de leurs actes que devant lui.

#### Pouvoir législatif
Le pouvoir législatif est composé de deux chambres :
- le Corps législatif ;
- le Sénat.

Les membres du Corps législatif sont élus au suffrage universel masculin, ceux du Sénat sont nommés par l'empereur, comme les membres du Conseil d'État, dont la tâche est de préparer les lois. Ces deux chambres n'ont aucun droit d'initiative, toutes les lois étant proposées par le pouvoir exécutif (mais votées par le Parlement).
Un serment de fidélité à la personne du chef de l'État ainsi qu'à la Constitution est instituée pour les fonctionnaires et les élus. Le président nomme par ailleurs à tous les emplois civils et militaires et la justice se rend en son nom. Le chef de l'État est aussi seul apte à déclarer la guerre et à conclure les traités de paix ou de commerce. La presse fait l'objet d'une nouvelle loi restrictive de liberté avec mise en place d'un système d'avertissement préfectoral. Quant à la garde nationale, elle est réorganisée en une armée de parade.

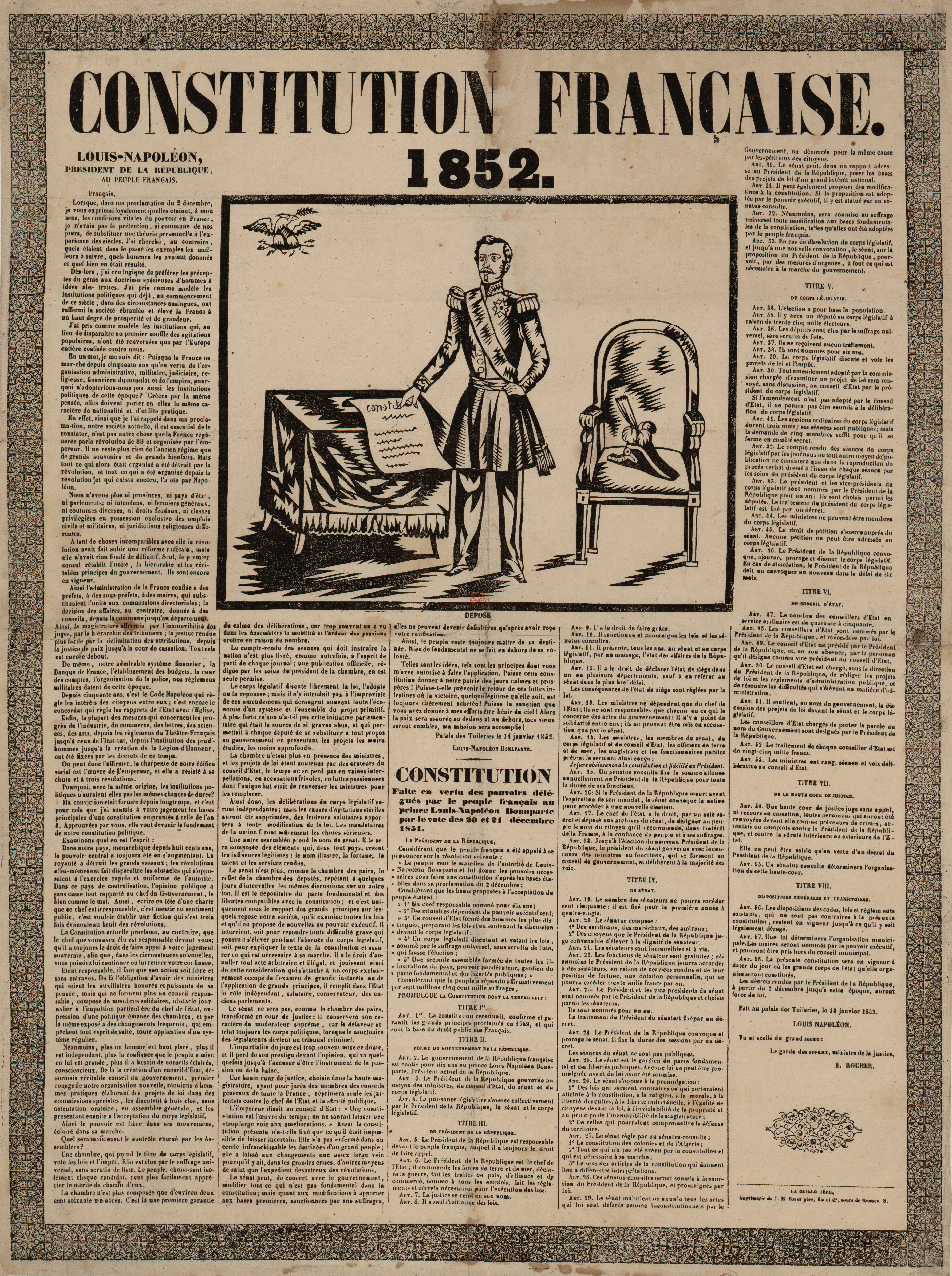
Constitution française de 1852 (estampe).
Organigramme de la constitution de 1852 modifiée.

### La marche vers l'Empire

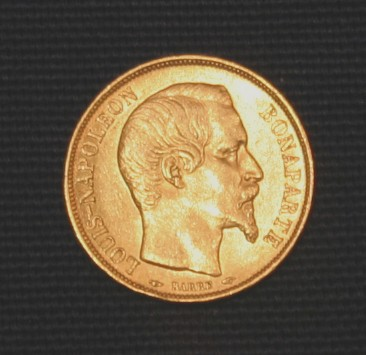
Pièce de monnaie à l'effigie de Louis-Napoléon Bonaparte.

Parallèlement à la mise en place de la nouvelle Constitution de 1852, le statut du président de la République évolue pour devenir celui d'un monarque : il signe Louis-Napoléon, se laisse appeler Son Altesse impériale tandis que l'effigie du prince-président fait son apparition sur les pièces de monnaie et les timbres-poste. Les aigles impériales sont rétablies sur les drapeaux alors que ses amis et partisans se voient récompensés pour le prix de leur fidélité.
Le Code civil est rebaptisé Code Napoléon tandis que le 15 août devient le jour de la célébration de la Saint-Napoléon, premier modèle réussi en France de fête nationale populaire.
Les 29 février et 14 mars 1852, il est procédé aux élections des membres du Corps législatif. Pour ces premières élections de la nouvelle république consulaire, les préfets ont reçu les consignes de mettre l'administration au service des candidats officiels, depuis les juges de paix jusqu'aux gardes-champêtres et aux cantonniers. Celle-ci utilise alors tous les moyens possibles pour faciliter l'élection du candidat officiel que ce soit par l'octroi de subventions, de faveurs, de décorations mais aussi de bourrage d'urnes, de menaces contre les candidats adverses et de pressions exercées par les notables sur leurs dépendants. Si ces pratiques ne sont en fait pas nouvelles pour avoir eu lieu sous la Monarchie constitutionnelle, cette fois, elles sont généralisées. Au soir des résultats, les candidats officiels ont obtenu 5 200 000 voix contre 800 000 aux divers candidats d'opposition. Les authentiques bonapartistes ne représentent pourtant qu'1/3 des députés élus dont une bonne moitié issue de l'orléanisme, les autres étant d'origines et d'allégeances diverses. Ainsi, dans le premier corps législatif de la république consulaire, on trouve aussi 35 députés légitimistes (dont 3 élus sur liste officielle), 17 orléanistes, 18 conservateurs indépendants, 2 catholiques libéraux et 3 républicains. Les opposants qui parviennent à se faire élire doivent néanmoins prêter serment de fidélité au chef de l'État et à la Constitution s'ils veulent siéger. En conséquence, les 3 députés républicains élus, qui refusent de prêter serment, ne siégeront pas à l'Assemblée.
Afin de tester la possibilité du rétablissement éventuel de l'institution impériale, Louis-Napoléon entreprend, à compter du 1er septembre 1852, un voyage dans l'Hexagone dans le but de montrer à l'étranger l’enthousiasme du peuple.

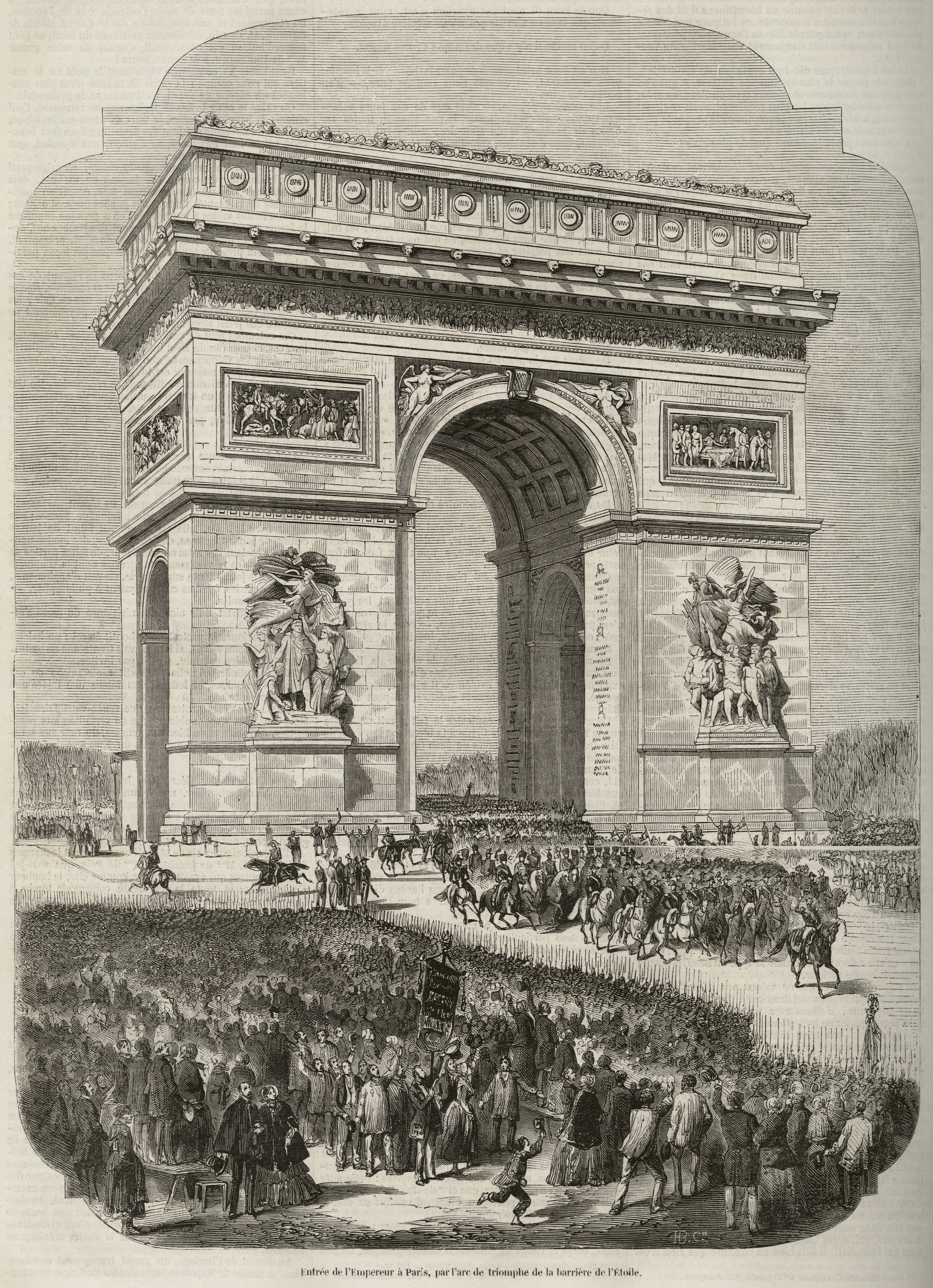
Entrée de Louis-Napoléon Bonaparte à Paris, par l'Arc de triomphe de la barrière de l'Étoile en novembre 1852.

Si, en Europe, le coup d'État est accueilli favorablement par les gouvernements, les signes annonciateurs du rétablissement du régime impérial inquiètent, obligeant Louis-Napoléon à préciser ses intentions : « Certaines personnes disent : l'Empire, c'est la guerre. Moi, je dis, l'Empire, c'est la paix. Des conquêtes, oui : les conquêtes de la conciliation, de la religion et de la morale. Nous avons d'immenses territoires incultes à défricher, des routes à ouvrir, des ports à creuser, des rivières à rendre navigables, des canaux à terminer, notre réseau de chemin de fer à compléter. Nous avons en face de Marseille un vaste royaume à assimiler à la France. Nous avons tous nos grands ports de l'Ouest à rapprocher du continent américain par la rapidité de ces communications qui nous manquent encore. Nous avons enfin partout des ruines à relever, de faux dieux à abattre, des vérités à faire triompher. Voilà comment je comprends l'Empire, si l'Empire doit se rétablir ».
Le 16 octobre, le président de la République est de retour à Paris où des arcs de triomphe gigantesques ont été dressés, couronnés de banderoles à Napoléon III, Empereur. Le 7 novembre 1852, par 86 voix contre une seule, un sénatus-consulte rétablit la dignité impériale, approuvée deux semaines plus tard, lors d'un plébiscite, par 7 824 129 voix contre 253 149 non et un peu plus de 2 millions d'abstentions. Pour Jules Ferry, l'authenticité du résultat du vote ne peut être mise en doute et démontre l'expression « passionnée, sincère et libre » de la classe paysanne telle que déjà exprimée lors de l'élection présidentielle de 1848 et en décembre 1851, tandis que le journaliste libéral Lucien-Anatole Prévost-Paradol se déclare guéri du suffrage universel.
La dignité impériale est ainsi rétablie au profit du prince-président Louis-Napoléon Bonaparte, élu par le peuple français, qui devient officiellement « Napoléon III, Empereur des Français » à compter du 2 décembre 1852, date anniversaire symbolique du coup d’État, du sacre de Napoléon Ier et de la victoire d’Austerlitz.

## Nature de l'Empire

### Période dite «autoritaire»

#### La constitution, les mécanismes impériaux et leur évolution

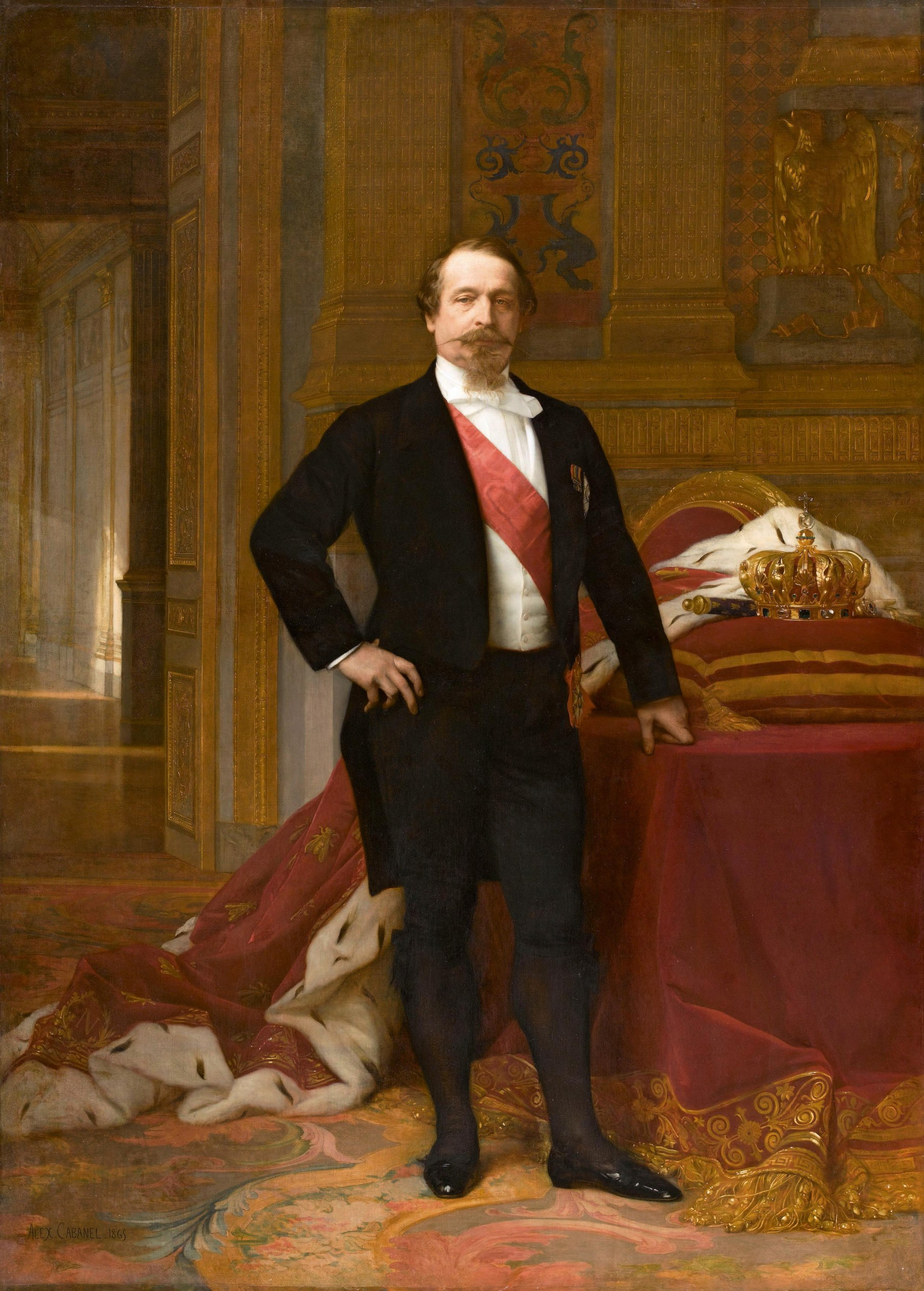
Napoléon III portraituré par Alexandre Cabanel, palais de Compiègne, vers 1865.

Même si le mécanisme gouvernemental était quasiment le même sous le Second Empire que sous le Premier Empire, ses principes fondateurs étaient différents. La fonction de l'Empire, comme Napoléon III se plaisait à le répéter[réf. nécessaire], était de guider le peuple à l'intérieur vers la justice et à l'extérieur vers une paix perpétuelle. Tenant ses pouvoirs du suffrage universel masculin et ayant fréquemment, depuis sa prison ou en exil, reproché aux précédents gouvernements oligarchiques d'avoir négligé les questions sociales, il résolut de les traiter en organisant un système de gouvernement basé sur les principes des « idées napoléoniennes », c'est-à-dire celles de l'Empereur — l'élu du peuple, représentatif du peuple, de la démocratie — et de lui-même, le représentant du grand Napoléon Ier, héros de la Révolution française, et donc gardien de l'héritage révolutionnaire.
Seul maître du pouvoir exécutif, Napoléon III gouverne avec l'aide de deux organes dont les attributions sont distinctes : le cabinet particulier, sorte de secrétariat général du chef de l'État, et le gouvernement. Jusqu'en 1864, le cabinet particulier est dirigé par Jean-François Mocquard et composé de fidèles. Quant au gouvernement, il est composé d'une dizaine de commis, individuellement responsables devant le seul Empereur et révocables tout autant selon sa seule volonté. Si les ministres ne peuvent s'opposer aux projets du chef de l'État, il en est autrement des conseillers d'État. Hauts magistrats nommés par l'Empereur, ils sont pour la plupart issus de l'administration orléaniste et peu enclins à partager les préoccupations sociales de Napoléon III. Si leur rôle est essentiellement consultatif, ils n'hésitent pas à reprendre et discuter le travail des ministres et à amender en profondeur les textes sur lesquels ils se prononcent, y compris ceux en provenance directe du cabinet. Ainsi, la suppression du livret ouvrier, l'adoption d'un système d'assurance pour les travailleurs agricoles ou la fixation autoritaire du prix du pain se heurteront à l'opposition du Conseil d'État, sans que Napoléon III ne procède, durant tout son règne, à la moindre révocation de conseillers alors qu'il en avait les pouvoirs.

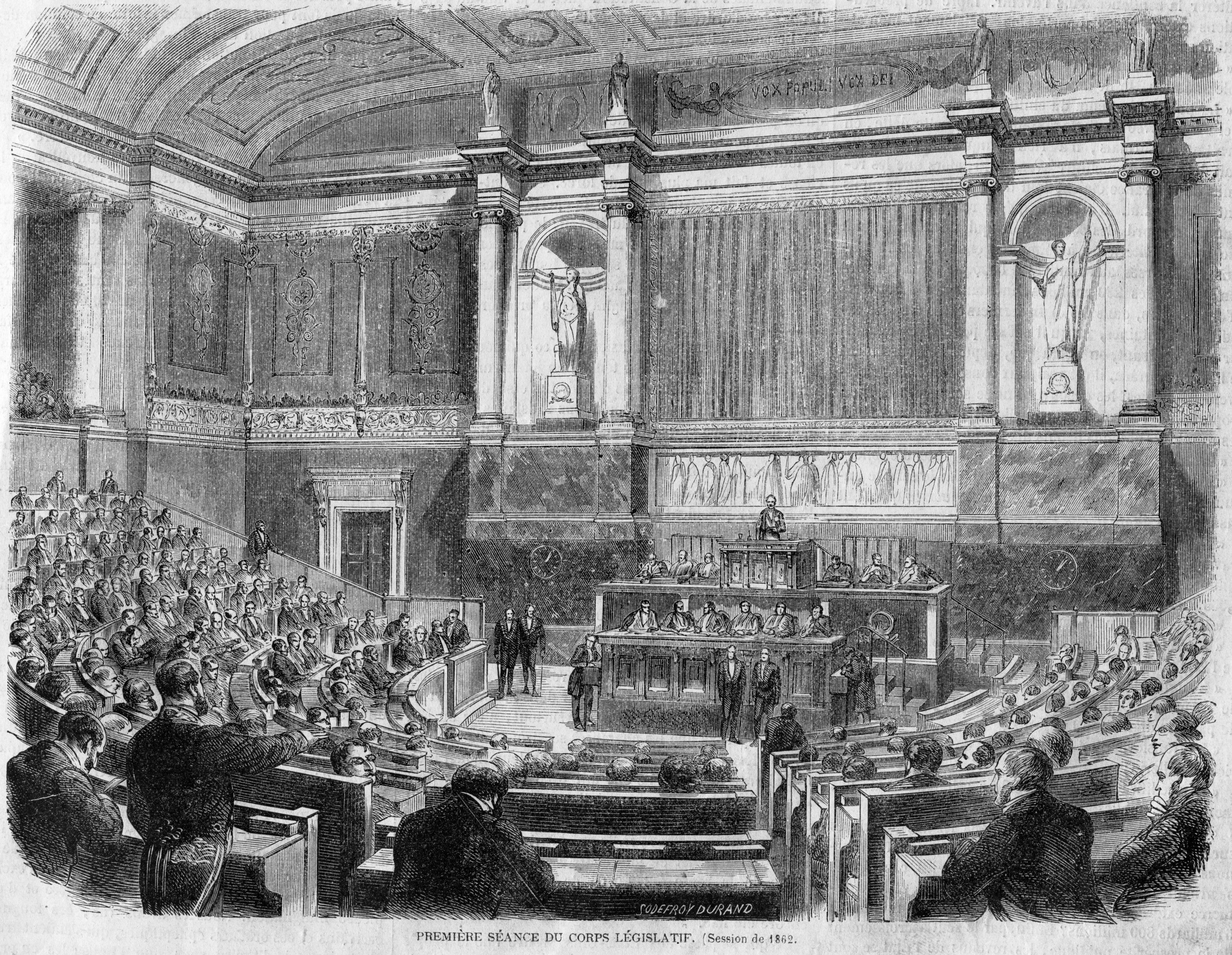
Première séance du Corps législatif, session de 1862, L'Illustration, février 1862.

Le Corps législatif, composé de 270 élus, siégeait pendant une unique session annuelle de 3 mois. Il ne pouvait élire son président ni voter sur le budget en détail, ni interpeller le gouvernement ou poser des questions aux ministres. Le seul pouvoir réel dont les membres du Corps législatif disposaient était de rejeter les propositions de lois et les prévisions budgétaires. Émanation du suffrage universel masculin, Napoléon III et les bonapartistes estimaient qu'il ne pouvait y avoir deux expressions concurrentes de la volonté du peuple : celle exprimée par la voix du plébiscite présenté par l'Empereur, représentant exclusif de la souveraineté nationale au terme de la Constitution, et celle exprimée par des députés via le relais des scrutins législatifs. Cette conception césarienne de la démocratie n'entendait laisser s'exprimer autrement le vote populaire qu'à condition que les élections au Corps législatif soient rares (la Chambre basse était alors élue pour 6 ans) et impliquait le recours massif aux candidatures officielles, notamment parce que celles-ci permettaient de rassembler l'électorat autour de ce qui pouvait exprimer son unité. Elles avaient aussi fonction de polariser les élections législatives et de donner une fonction d'appréciation du régime en général et non du député en particulier. Les districts électoraux étaient ajustés de façon à noyer le vote libéral citadin dans la masse de la population rurale.
Jusqu'aux années 1860, Napoléon III s'appuie essentiellement sur la bourgeoisie d'affaires et le clergé catholique pour gouverner. Il n'y a pas de parti bonapartiste pour le soutenir mais seulement des ralliements plus ou moins sincères ou opportunistes. Il y a ceux qui se réclament d'un « bonapartisme de gauche » populaire et anticlérical et ceux qui se réclament d'un « bonapartisme de droite » conservateur et clérical. L'Empereur en est conscient, lequel déclare un jour : « Quel gouvernement que le mien ! l'Impératrice est légitimiste, Napoléon-Jérôme républicain, Morny, orléaniste ; je suis moi-même socialiste. Il n'y a de bonapartiste que Persigny : mais Persigny est fou ! ».
En plus de Morny et de Persigny, il peut aussi compter sur Eugène Rouher, son homme de confiance de 1863 à 1869 qui fera figure de « vice-empereur » ou de Premier ministre sans le titre. En fait, alors que la monarchie et la république ont clairement leurs partisans, le succès du bonapartisme apparaît d'abord comme une sorte d’identification de l'électorat à un homme qui se réclame à la fois de 1789 et de la gloire de son oncle avant de devenir une idéologie et une pratique qui emprunte des éléments à la fois à la droite monarchiste et cléricale qu'à la gauche républicaine et démocrate-socialiste. Or, il est difficile à Napoléon III de constituer une véritable adhésion à une telle synthèse politique et ne peut qu'obtenir le ralliement de « clients » qui attendent de lui l’application d’une partie précise de son programme et qui peuvent très vite se détourner de lui s’ils sont mécontents. De ce fait, il aura peu de réels partisans prêts à se battre pour lui.

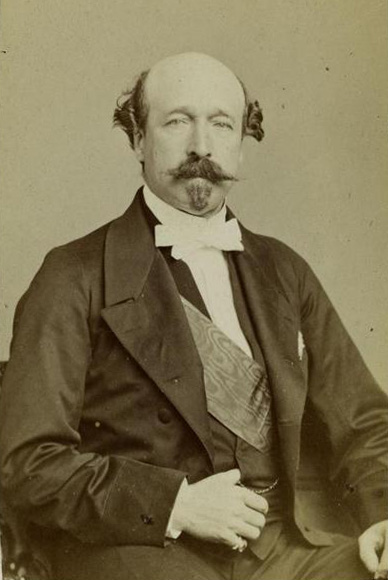
Le duc Charles de Morny.
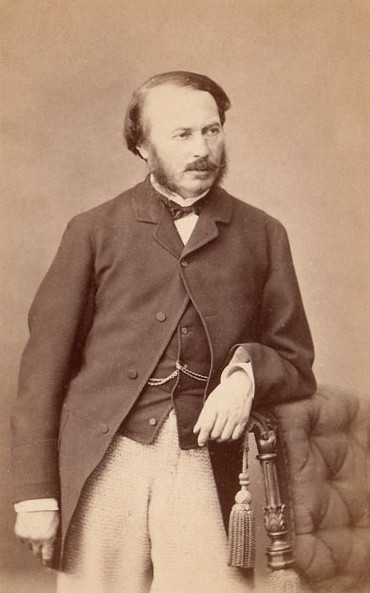
Victor de Persigny.
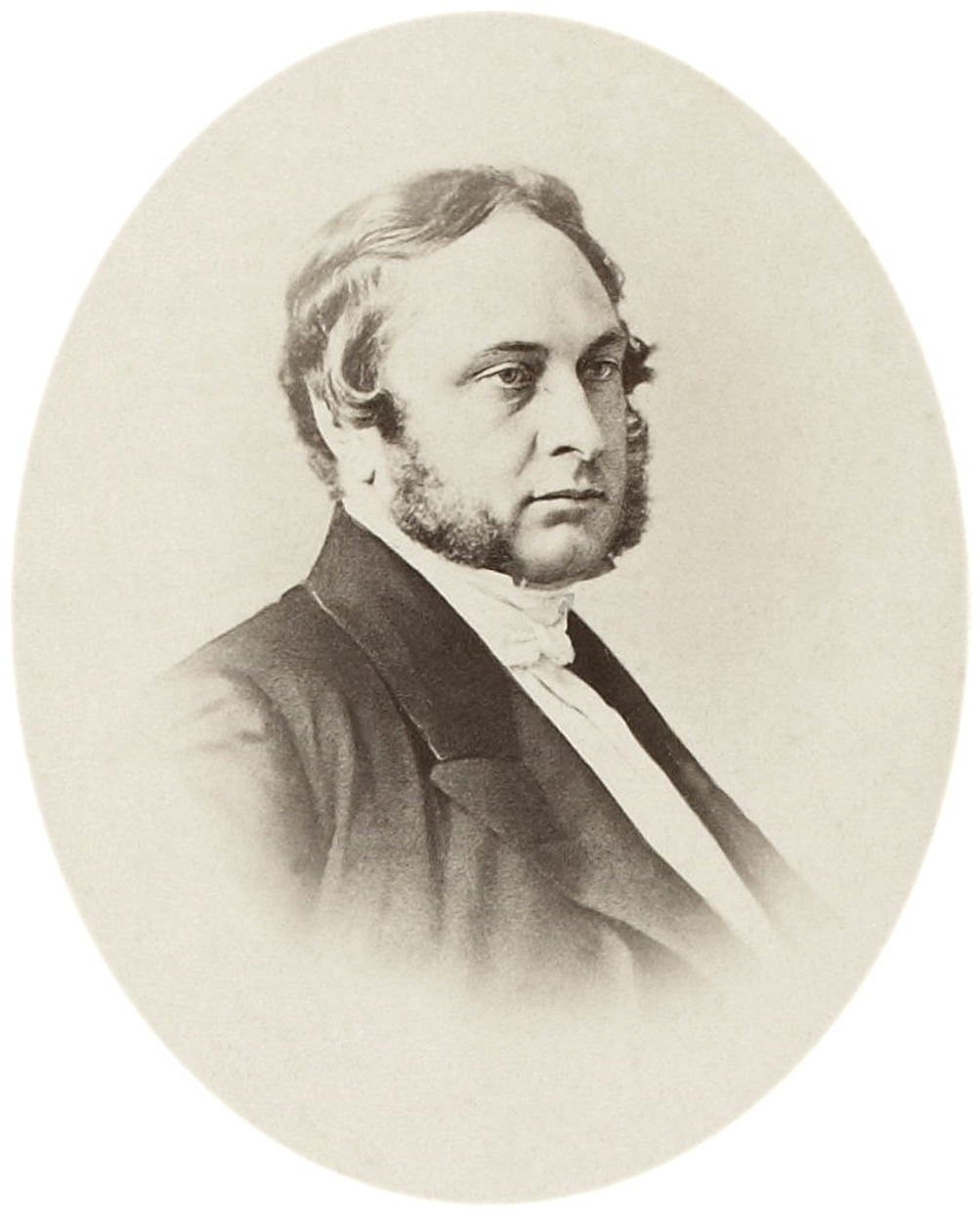
Eugène Rouher.
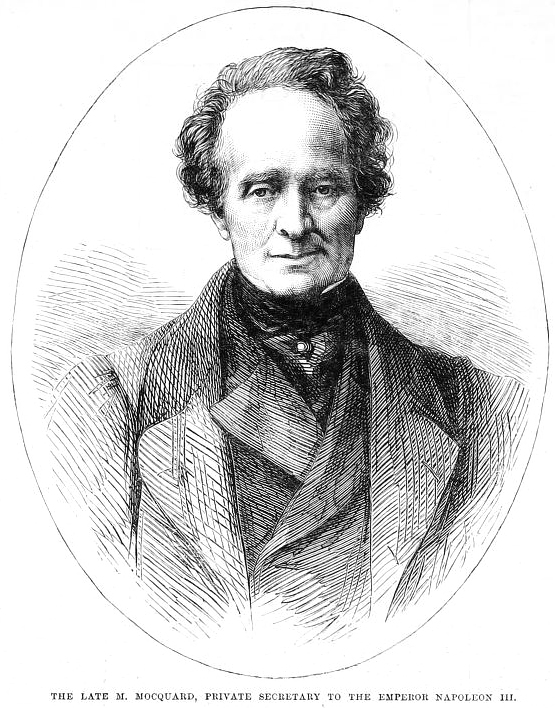
Jean-François Mocquard.

#### Le succès électoral de 1857

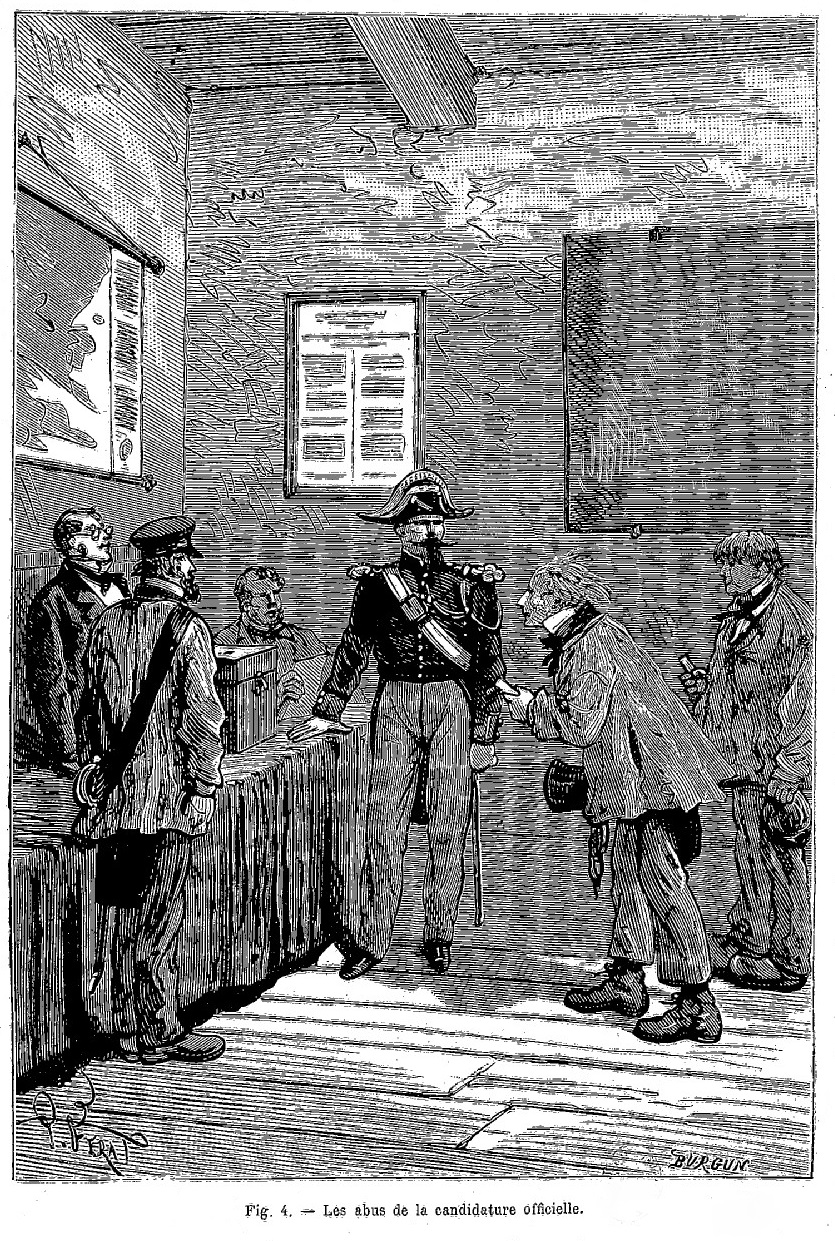
Les abus de la candidature officielle. Gravure extraite de l'ouvrage de Taxile Delord, Histoire illustrée du Second Empire, Paris, imprimerie G. Baillière, 1880-1883.

Les premières élections pour le renouvellement du Corps législatif ont lieu le 22 juin 1857. Face aux candidats officiels, soutenus par les services du ministre de l'Intérieur, l'opposition est morcelée, y compris au sein de chacune de ses formations politiques, qu'elle soit légitimiste, orléaniste ou républicaine. Les candidats officiels remportent 85 % des suffrages exprimés (5 500 000 voix). Il y a deux millions d'abstentionnistes. Dans l'opposition (665 000 suffrages), ce sont néanmoins les républicains qui engrangent des voix supplémentaires, notamment dans les grandes villes (progression de 15 000 voix à Paris) mais leurs députés (Hippolyte Carnot, Michel Goudchaux et Cavaignac) refusent de prêter serment et ne peuvent en conséquence siéger. Toutefois, aux élections complémentaires d'avril 1858, les cinq députés républicains qui sont élus (Jules Favre, Ernest Picard, Jacques-Louis Hénon, Louis Darimon et Émile Ollivier) acceptent de prêter serment pour pouvoir siéger au parlement. De leur côté, les royalistes sont peu actifs après la tentative infructueuse, faite à Frohsdorf en 1853, d'alliance des légitimistes et des orléanistes.
À la suite de la progression relative de l'opposition républicaine, l'Empereur refuse de remettre en cause le suffrage universel comme le lui demande son entourage.

#### L'attentat d'Orsini

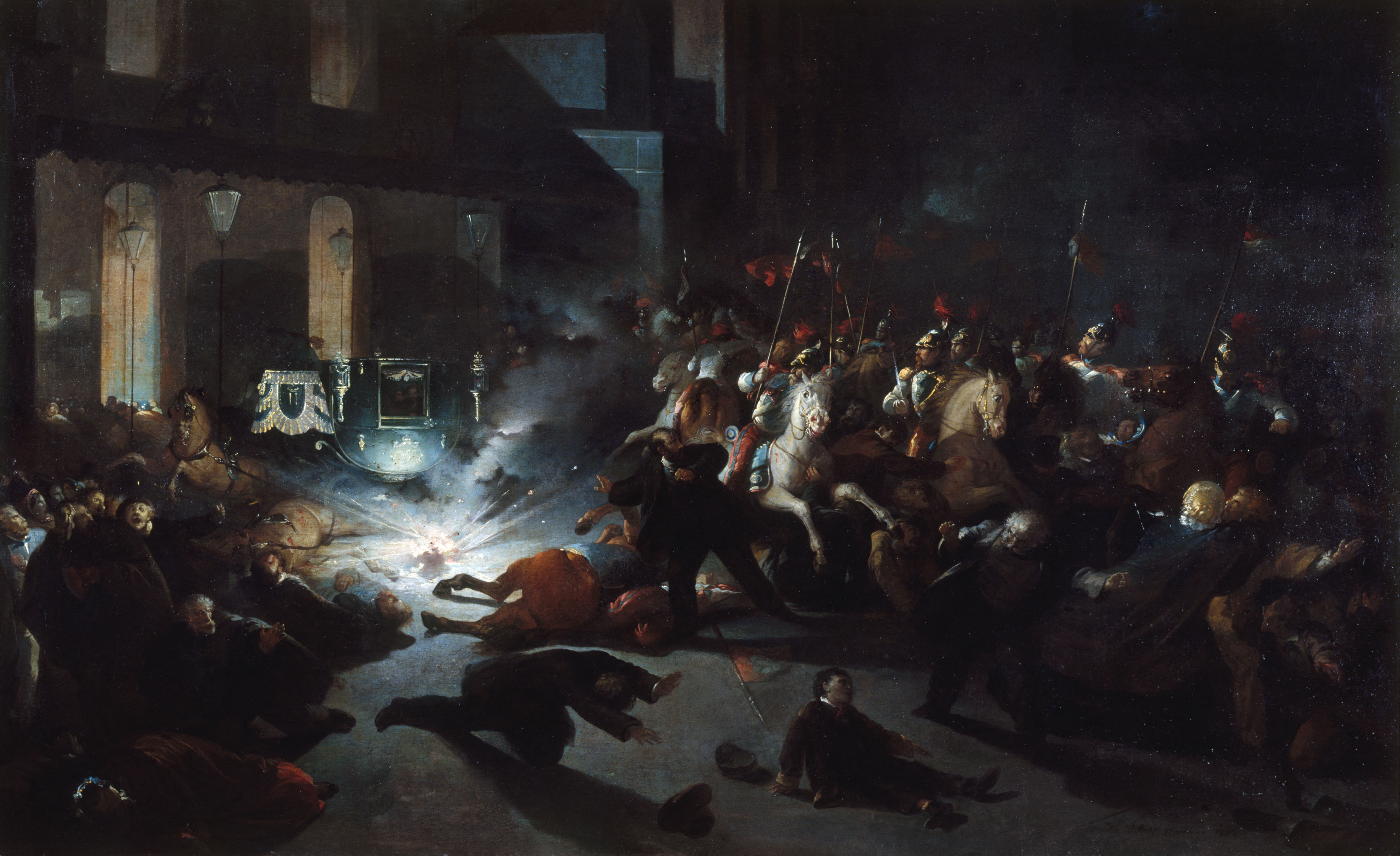
L'attentat de Felice Orsini contre Napoléon III devant la façade de l'Opéra, le 14 janvier 1858, par H. Vittori Romano (1862).

L'attentat manqué de Felice Orsini contre l'Empereur et l'Impératrice en 1858 fait de nombreuses victimes et a pour conséquence de durcir le régime. Plusieurs hauts fonctionnaires sont démis de leurs fonctions tout comme Adolphe Billault, le ministre de l'Intérieur, remplacé par le général Espinasse. L'instruction publique était strictement supervisée, l'enseignement de la philosophie et de l'histoire fut supprimé au lycée et les pouvoirs disciplinaires de l'administration furent augmentés.
Le 1er février, un projet de loi de sûreté générale est déposé devant le Corps législatif, permettant de punir de prison toute action ou complicité d'acte accomplie dans le but d'exciter à la haine ou au mépris des citoyens les uns contre les autres. Il donnait également pouvoir au gouvernement d'interner ou de déporter sans jugement (« transportation ») après l'expiration de sa peine, tout individu condamné pour des délits relatifs à la sûreté de l'État ou pour offense contre la personne de l'Empereur mais également tout individu ayant été condamné, exilé ou déporté à la suite des journées de juin 1848, de juin 1849 et de décembre 1851.
Le Corps législatif approuva la loi par 221 voix contre 24 et 14 abstentions. Au sénat, seul Patrice de Mac Mahon s'y opposa tandis que le Conseil d'État n'approuve le texte que de justesse, par 31 voix contre 27.
Le général Espinasse a carte blanche pour agir et ne se prive pas pour appliquer les sanctions aux éventuels fauteurs de troubles mais dès le mois de mars, la loi est mise en sommeil et ne sera plus jamais appliquée jusqu'à la fin de l'Empire. Au total, 450 personnes auront été renvoyées en prison ou transportées en Algérie ; la plupart d'entre elles étant libérées au plus tard le 15 août 1859 à l'occasion d'une amnistie générale pour célébrer ses victoires en Italie du Nord. Certains comme Victor Hugo ou Edgar Quinet refusent d'en profiter.

### L'Empire libéral

#### La montée des difficultés et des contestations

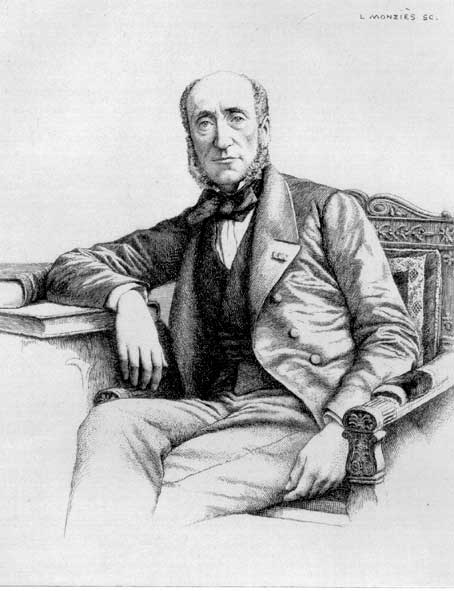
Michel Chevalier.

Toute contestation du régime était étouffée, mais au fil des années 1860, le Second Empire prend une tournure libérale. Il desserre ainsi progressivement la censure, libéralise le droit de réunion et les débats parlementaires. Sous l'influence notamment du duc de Morny, il se dirige lentement vers une pratique plus parlementaire du régime. Néanmoins, cette libéralisation parlementaire, accompagnée de l'amnistie générale décrétée au retour de la campagne d'Italie, ont réveillé l'opposition, qu'elle soit républicaine ou monarchiste y compris la droite cléricale qui n'a pas apprécié la politique italienne de l'Empereur. Si les républicains et les libéraux ont approuvé la politique italienne de l'Empereur ainsi que sa politique commerciale (notamment le traité de libre-échange avec le Royaume-Uni ratifiant la politique menée par Richard Cobden et Michel Chevalier), celles-ci lui ont aliéné la sympathie des catholiques et des industriels. Cette opposition critique est notamment incarnée par l'Univers, le journal de Louis Veuillot. Elle persiste même après l'expédition en Syrie de 1860 en faveur des catholiques maronites, qui étaient persécutés par les Druzes. Napoléon III est alors obligé de rechercher de nouveaux appuis dans le pays.

#### La réforme constitutionnelle de 1862
Le décret du 24 novembre 1860, complété par les sénatus-consultes des 2 et 3 février et du 31 décembre 1861, réforme la constitution de 1852. Il s'agit pour Napoléon III de donner aux grands corps de l'État une participation plus directe à la politique générale du gouvernement. Ainsi, le droit d'adresse du Sénat et du Corps législatif est rétabli, le droit d'amendement est élargi ainsi que les modalités de discussion des projets de loi. Un compte-rendu sténographique des débats est instauré et rendu public. L'empereur compte sur cette mesure pour tenir en échec l'opposition catholique montante, qui est de plus en plus alarmée par la politique de laissez-faire pratiquée par l'Empereur en Italie. Les modalités de discussion budgétaire sont elles aussi modifiées, le budget cessant d'être voté globalement par département ministériel, permettant à l'assemblée d'exercer un contrôle vigilant et rigoureux sur l'administration et la politique du gouvernement. Le fonctionnement de l'État tend alors à se rapprocher de celui d'une monarchie constitutionnelle. Le Second Empire est alors à son apogée. Pour Lord Newton, « Si la carrière de Napoléon III s'était terminée en 1862, il aurait probablement laissé un grand nom dans l'Histoire et le souvenir de brillants succès ».
Cette libéralisation parlementaire, accompagnée de l'amnistie générale, réveille l'opposition tandis que la majorité parlementaire montre aussitôt des signes d'indépendance. Le droit de voter le budget par section est une nouvelle arme donnée à ses adversaires.

#### Les élections législatives de 1863

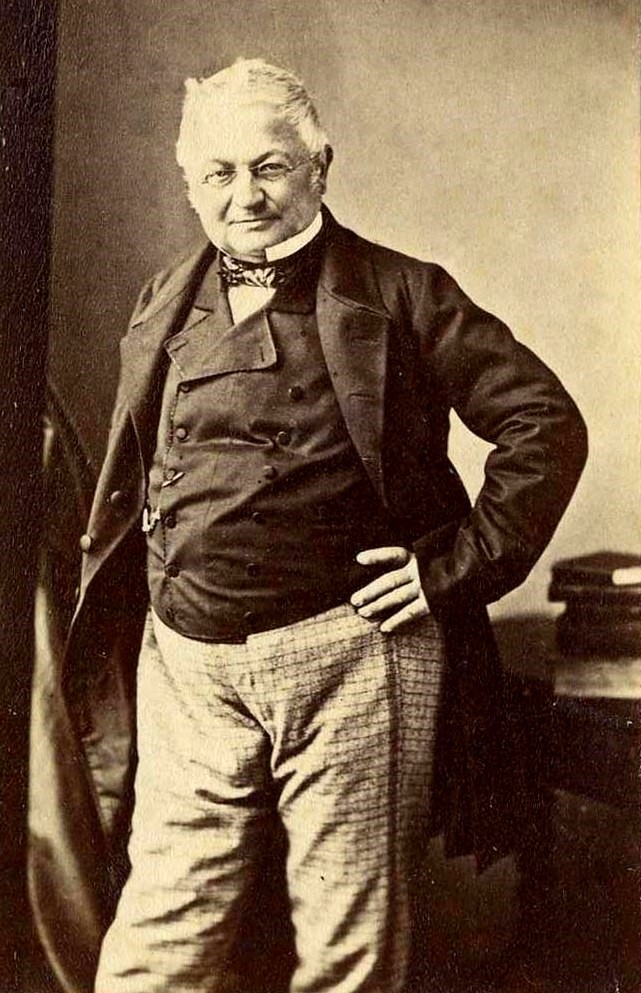
Adolphe Thiers.

Les élections du 31 mai 1863 interviennent dans un contexte marqué par des difficultés économiques liées aux mauvaises récoltes, à leurs effets désastreux sur l'industrie textile, en raison de la pénurie de coton, du blocus des côtes sudistes par les troupes de Lincoln, provoquant faillites et montée du chômage. Plus de 300 candidats d'opposition se présentent, les plus nombreux étant les républicains alors même que, depuis 1858, le serment de fidélité à la Constitution est exigé de tous les candidats et non plus seulement de ceux qui sont élus. Des alliances sont contractées entre monarchistes et républicains, notamment à Paris où l'orléaniste mais néanmoins empreint d'idées républicaines Adolphe Thiers se présente sur une liste unique comprenant une majorité de candidats républicains. Finalement, avec 5 308 000 suffrages, les candidats gouvernementaux perdent des suffrages tandis que l'opposition obtient 1 954 000 votes et 32 sièges (17 républicains et 15 indépendants dont Thiers) alors que le taux d'abstention recule fortement (27 %). Si par leur vote, les campagnes et les villes inférieures à 40 000 habitants ont soutenu les candidats officiels, les suffrages des grandes villes sont allés majoritairement à l'opposition. Néanmoins, de grandes personnalités de l'opposition tels Charles de Rémusat ou le comte de Montalembert subissent un échec dans leur tentative de retrouver les bancs de l'Assemblée.

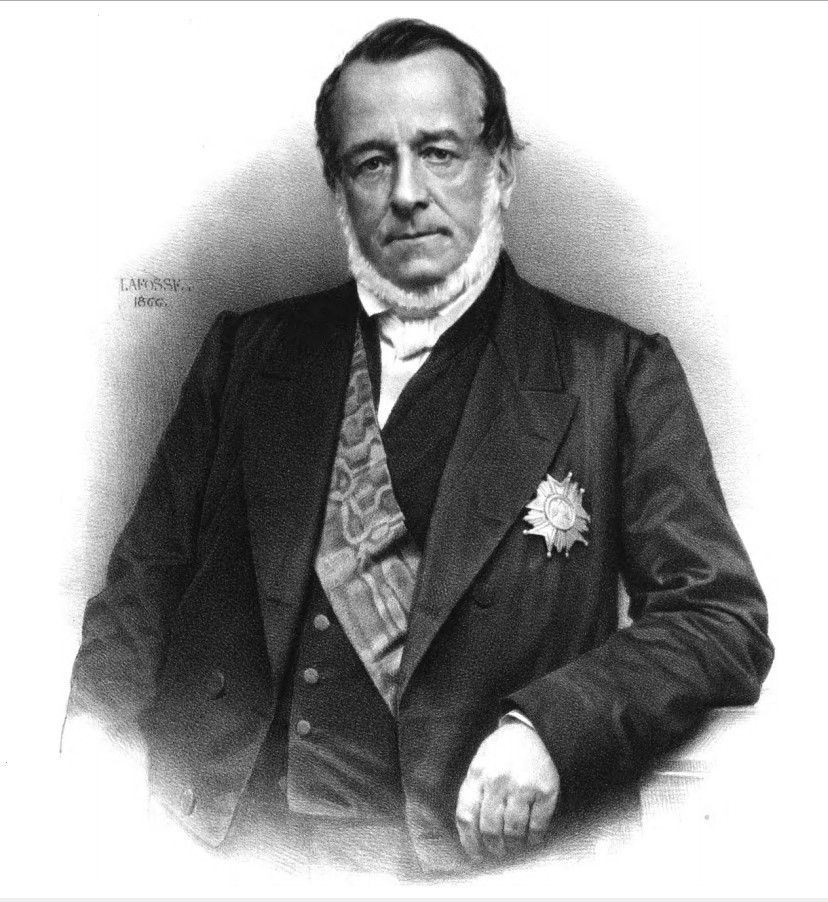
Paul Boudet.

Les élections sont suivies d'un important remaniement ministériel. À ceux, tels Walewski et Persigny, soutenus par l'Impératrice, qui souhaitaient revenir à l'Empire autoritaire, s'opposaient les réformistes menés par le duc de Morny vers lesquels penche Napoléon III. Lors du remaniement, Eugène Rouher devient l'homme fort du gouvernement, une sorte de « vice-empereur ». Persigny est démis du ministère de l'Intérieur, remplacé par Paul Boudet, un avocat anticlérical, protestant et franc-maçon tandis qu'un industriel saint-simonien, Armand Béhic, devenait ministre de l'Agriculture et que Victor Duruy, un historien libéral, reprenait le ministère de l'Instruction publique. Au Corps législatif, les républicains ralliés à l'Empire forment avec les bonapartistes libéraux, le Tiers Parti,.
Mais même si l'opposition représentée par Thiers était davantage constitutionnelle que dynastique, il y avait une autre opposition irréconciliable, celle des républicains amnistiés ou exilés volontairement, dont Victor Hugo était le porte-voix le plus éloquent.
Ceux qui avaient précédemment constitué les classes gouvernantes montraient alors à nouveau des signes de leur ambition de gouverner. Il apparut le risque que ce mouvement né au sein de la bourgeoisie pourrait s'étendre au peuple. Comme Antée tenait sa force en touchant la terre, Napoléon III crut qu'il pouvait contrôler son pouvoir menacé en se tournant à nouveau vers les masses laborieuses dont il tenait son pouvoir.
Les concessions accordées par la Constitution de 1862 et dans les années qui suivirent accélèrent la cassure entre les bonapartistes autoritaires et les bonapartistes pragmatiques tout en restant insuffisantes pour les opposants au Second Empire. Par ailleurs, la politique étrangère hasardeuse a entamé une bonne partie de la confiance que le Second Empire avait capitalisé jusque-là. Thiers et Jules Favre, en tant que représentants de l'opposition, dénoncent les erreurs de 1866. Émile Ollivier divise le Tiers Parti par l'amendement de l'article 45, et fait comprendre qu'une réconciliation avec l'Empire serait impossible jusqu'à ce que l'Empereur libéralise réellement le régime. Le rappel des troupes françaises de Rome, en accord avec la convention de 1864, donne également lieu à de nouvelles attaques du parti ultramontain, soutenu par la papauté.

#### Le temps des «réformes utiles»
En janvier 1867, Napoléon III annonce ce qu'il appelle des « réformes utiles » et une « extension nouvelle des libertés publiques ». Un décret du 31 janvier 1867 remplace le droit d'adresse par le droit d'interpellation. La loi du 11 mai 1868 sur la presse abolit toutes les mesures préventives : la procédure de l'autorisation est remplacée par celle de la déclaration et celle de l'avertissement est supprimée. De nombreux journaux d'opposition apparaissent, notamment ceux favorables aux républicains qui « s'enhardissent dans leurs critiques et leurs sarcasmes contre le régime ». La loi du 6 juin 1868 sur les réunions publiques supprime les autorisations préalables, sauf celles où sont traitées les questions religieuses ou politiques. Néanmoins, la liberté des réunions électorales est reconnue.
Toutes ces concessions, si elles divisent le camp bonapartiste, restent insuffisantes pour les opposants au Second Empire.

#### Conditions de la presse

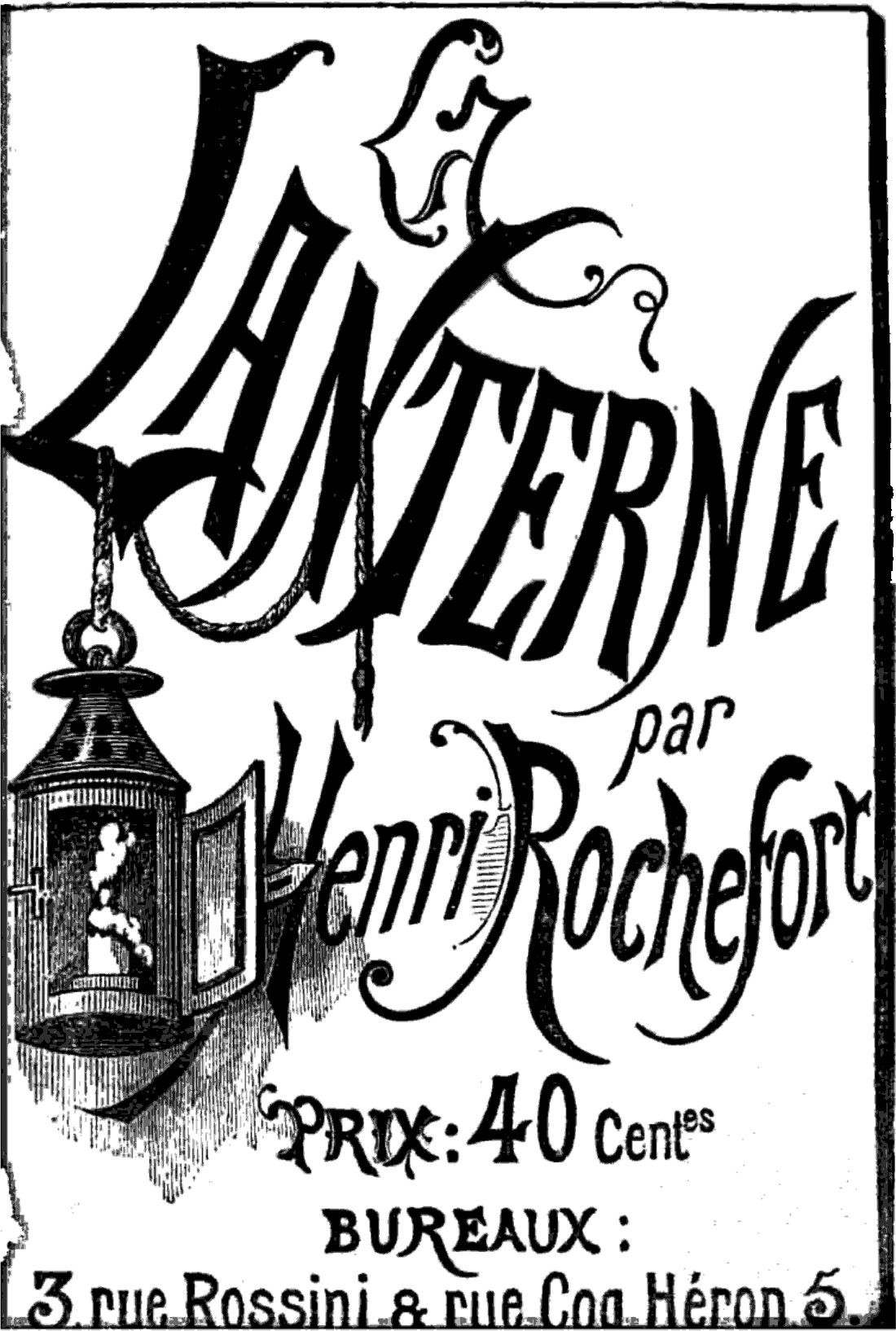
La Lanterne d'Henri Rochefort.

La presse était assujettie à un système de « cautionnement », sous forme d'argent, déposé à titre de garantie de bonne conduite, et d'« avertissements », c'est-à-dire de requêtes par les autorités de cesser la publication de certains articles, sous la menace de la suspension ou de la suppression, tandis que les livres étaient sujets à la censure. Avec la liberté de la presse, les journaux se multiplient, notamment ceux favorables aux républicains. L'Empereur avait vainement espéré que, même en donnant la liberté de la presse et en autorisant les réunions, il garderait la liberté d'action ; mais il avait joué le jeu de ses ennemis. Les Châtiments de Victor Hugo, l'électeur libre de Jules Ferry, Le Réveil de Charles Delescluzes, La Lanterne d'Henri Rochefort, la souscription au monument à Baudin, le député tué dans les barricades en 1851, suivis par le discours de Léon Gambetta contre l'Empire à l'occasion du procès de Charles Delescluze démontrent rapidement que le parti républicain n'était pas conciliable.
De l'autre côté, le parti orléaniste était devenu mécontent parce que les industries autrefois protégées n'étaient pas satisfaites par la réforme du libre-échange.
En vain, Rouher tente de rencontrer l'opposition libérale en organisant un parti pour la défense de l'Empire, l'Union dynastique.

#### La loi Niel
La succession de revers internationaux durant la période 1866-1867 et les craintes d'un conflit armé ont convaincu Napoléon III de procéder à une refonte de l'organisation militaire. Au Mexique, la grande idée du règne s'est terminée par une retraite humiliante tandis que l'Italie, comptant sur sa nouvelle alliance avec la Prusse, mobilise les forces révolutionnaires pour compléter son unité et conquérir Rome. La crise luxembourgeoise a ridiculisé la diplomatie impériale. La tentative du comte Beust de ressusciter, avec le soutien du gouvernement autrichien, le projet d'une résolution sur la base d'un statu quo avec désarmement réciproque, est refusée par Napoléon III sur le conseil du colonel Stoffel, son attaché militaire à Berlin, qui indique que la Prusse n'accepterait pas le désarmement. Une refonte de l'organisation militaire lui semble néanmoins nécessaire. La loi de réforme militaire que l'empereur propose en 1866 après la victoire des Prussiens à Sadowa est destinée à modifier le recrutement militaire en supprimant ses aspects inégalitaires et injustes (le tirage au sort, par exemple) et à renforcer l'instruction. La loi Niel telle qu'elle s'appelle est néanmoins considérablement dénaturée par les parlementaires, en majorité hostiles, et est finalement adoptée avec tant de modifications (maintien du tirage au sort) qu'elle en devient inefficace,.

#### Les élections législatives de 1869

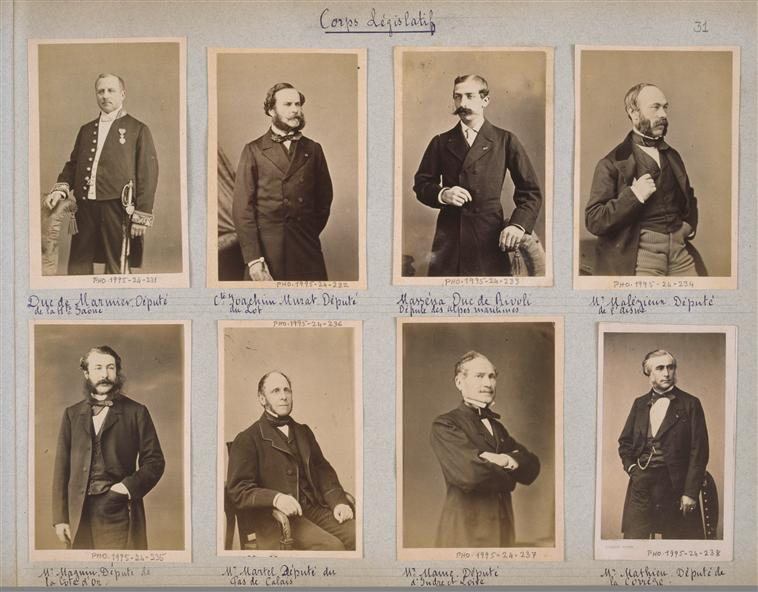
Députés du Corps législatif.

Les élections législatives de mai 1869 donnent lieu à des combats de rue, ce qui ne s'était pas vu depuis plus de 15 ans. Si les candidats favorables à l'Empire l'emportent avec 4 600 000 voix, l'opposition, majoritairement républicaine, rafle 3 300 000 voix et la majorité dans les grandes villes. Au Corps législatif, ces élections marquent le recul important des bonapartistes autoritaires (97 sièges) face au grand vainqueur, le Tiers Parti (125 sièges), et face aux orléanistes de Thiers (41 sièges) et aux républicains (30 sièges). Si le régime garde le soutien essentiel de la paysannerie, les ouvriers ont rallié pour la première fois en majorité les candidats républicains, ce qui sonne comme un échec pour la politique d'ouverture sociale de Napoléon III. L'union entre les internationalistes et les bourgeois républicains devient dès lors un fait accompli.
À la suite de ces élections, Napoléon III accepte de nouvelles concessions tandis que « les violences républicaines inquiètent les modérés ». Par un sénatus-consulte du 8 septembre 1869, le Corps législatif reçoit l'initiative des lois et le droit d'interpellation sans restriction. Le Sénat achève sa mue pour devenir une seconde chambre législative tandis que les ministres forment un cabinet responsable devant l'empereur.

### Tableau comparatif des élections sous le Second Empire: le tournant de 1863
| Élections | Élections | Inscrits   | Pour le gouvernement | Contre le gouvernement | Abstention |
| --------- | --------- | ---------- | -------------------- | ---------------------- | ---------- |
|           | 1852      | 9 836 000  | 5 248 000            | 810 000                | 3 613 000  |
|           | 1857      | 9 490 000  | 5 471 000            | 665 000                | 3 372 000  |
|           | 1863      | 9 938 000  | 5 308 000            | 1 954 000              | 2 714 000  |
|           | 1869      | 10 417 000 | 4 438 000            | 3 355 000              | 2 291 000  |

### Le dernier plébiscite pour l'Empire libéral

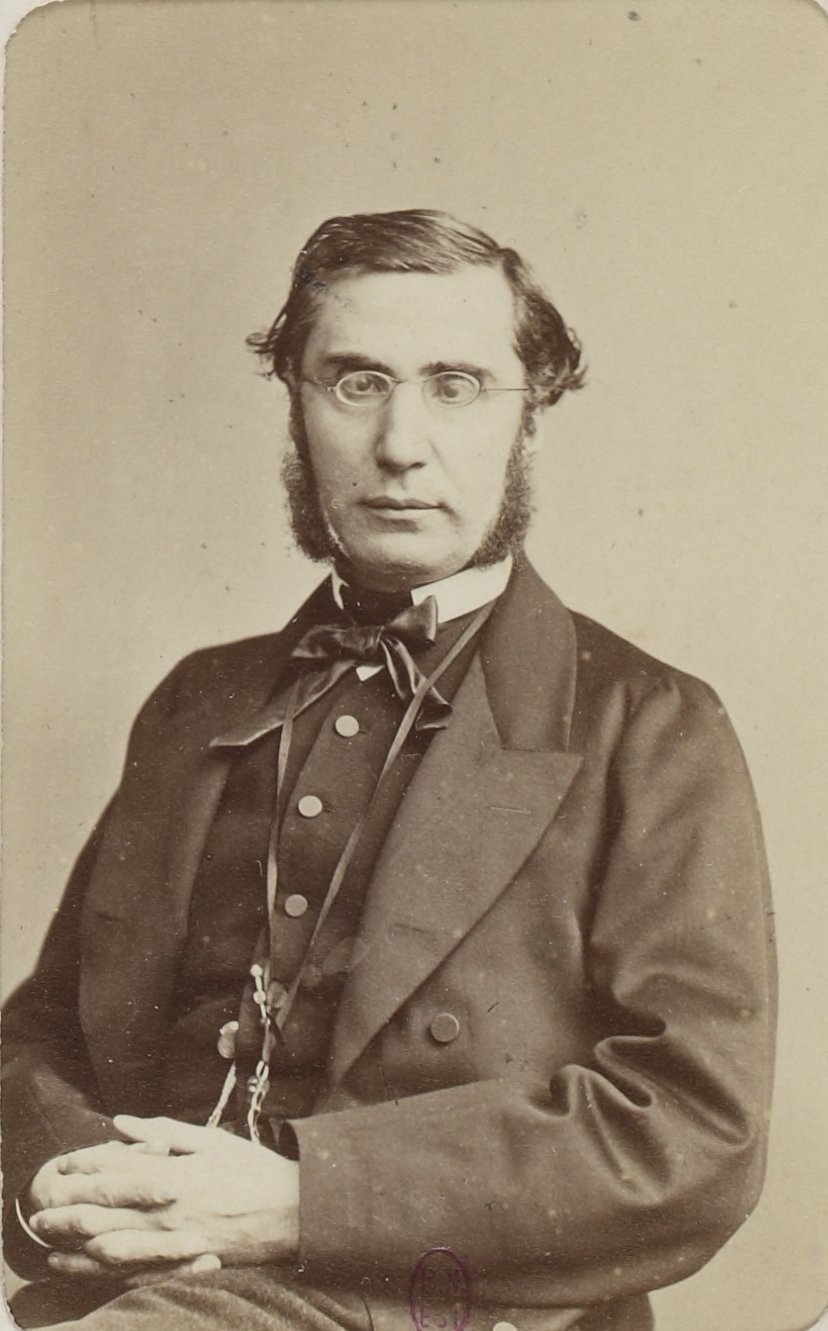
Émile Ollivier.

En janvier 1870, Napoléon III nomme Émile Ollivier, issu des bancs de l'opposition républicaine et l'un des chefs du Tiers Parti, pour diriger de fait son gouvernement. C'est la reconnaissance du principe parlementaire. Ollivier constitue alors un gouvernement d'hommes nouveaux en associant bonapartistes libéraux (centre droit) et orléanistes ralliés à l'Empire libéral (centre gauche), mais en excluant les bonapartistes autoritaires (droite) et les républicains (gauche). Il prend lui-même le ministère de la Justice et des Cultes, le premier dans l'ordre protocolaire, et apparaît comme le véritable chef du ministère sans en avoir le titre.

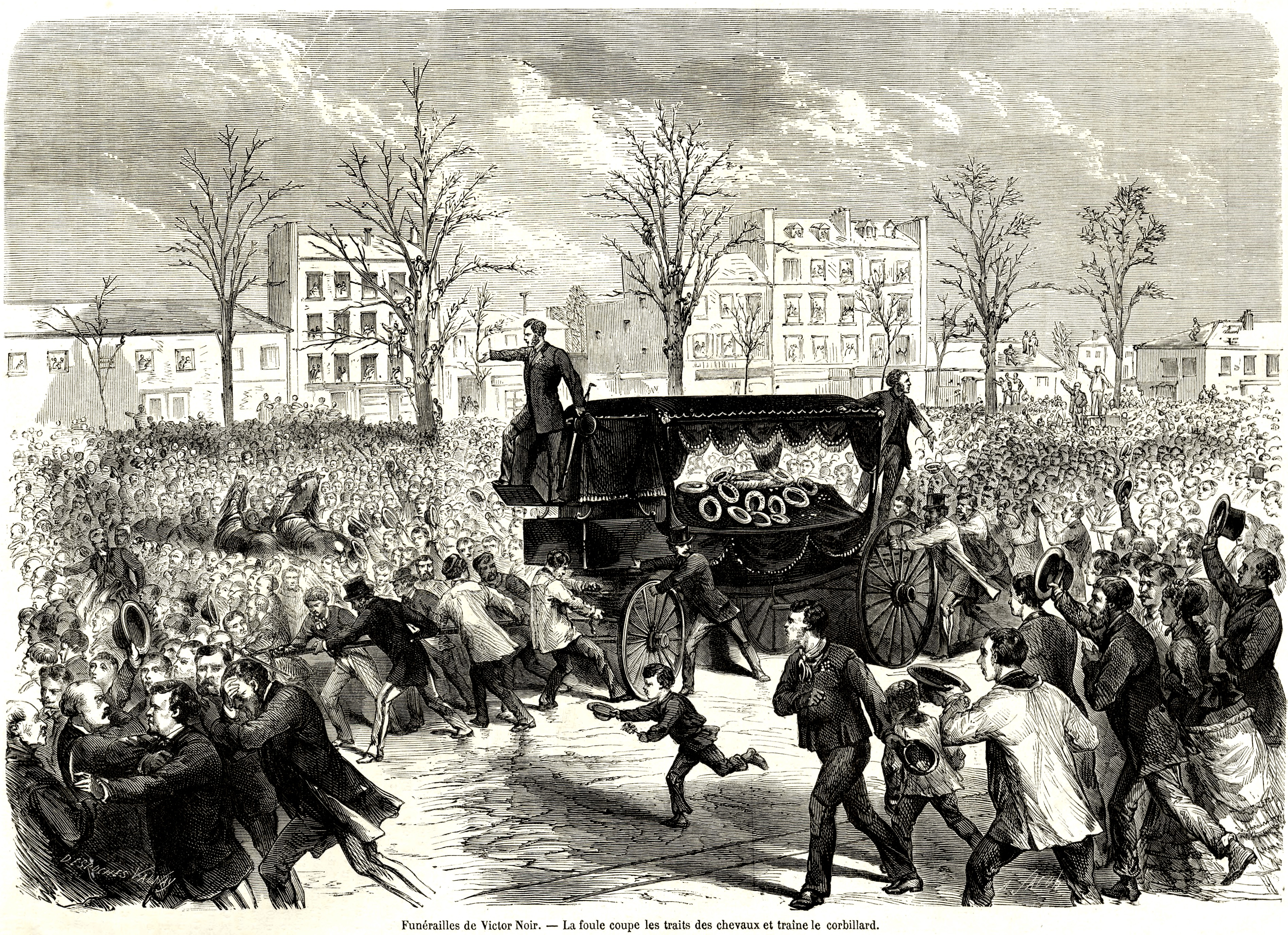
Funérailles du journaliste Victor Noir assassiné par Pierre Bonaparte, un membre de la famille impériale.

Mais le parti républicain, contrairement au pays qui réclame la réconciliation de la liberté et de l'ordre[réf. nécessaire], refuse de se contenter des libertés acquises et refuse d'ailleurs tout compromis, se déclarant plus décidé que jamais à renverser l'Empire. Le meurtre du journaliste Victor Noir par Pierre Bonaparte, un membre de la famille impériale, donne aux révolutionnaires l'occasion si longtemps attendue le 10 janvier 1870. Mais l'émeute se termine par un échec.

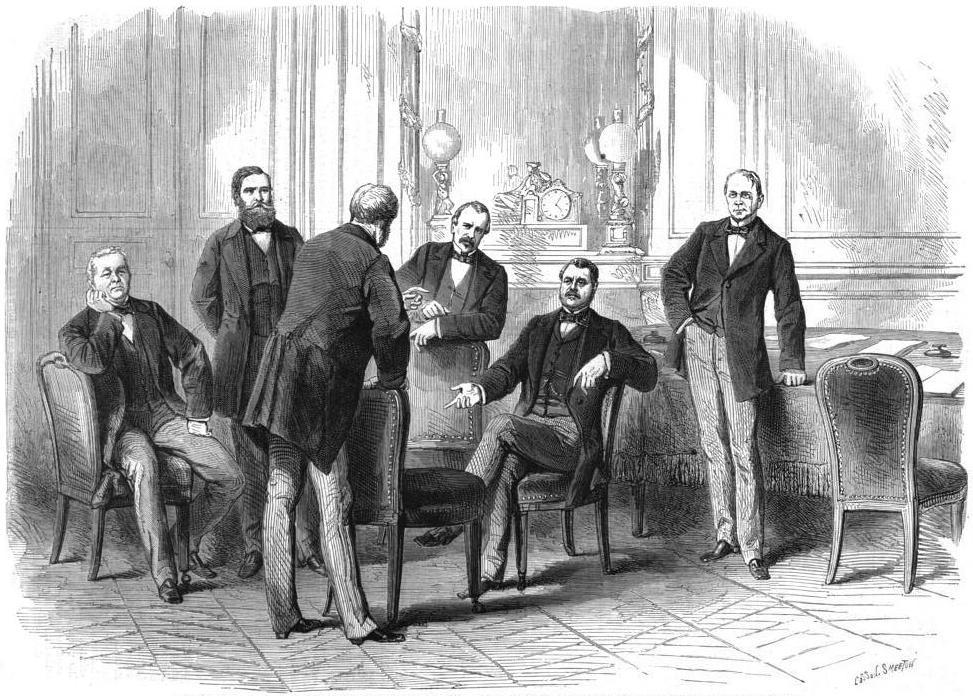
Le comité central plébiscitaire en avril 1870, composé (de gauche à droite) de l'amiral Bouët-Willaumez, de Clément Duvernois, du duc d'Albufera (de dos), d'Arthur de La Guéronnière, du comte de Lagrange et d'Émile de Girardin.

De son côté, Émile Ollivier convainc l'Empereur de procéder à une révision constitutionnelle d'ensemble pour mettre sur pied un système semi-parlementaire. Les procédés de candidature officielle sont abandonnés et le préfet Haussmann, jugé trop autoritaire, est renvoyé (5 janvier 1870). Un sénatus-consulte proposant un régime plus libéral est soumis à l'approbation du peuple lors d'un plébiscite (le troisième depuis 1851) : le 8 mai 1870, les réformes sont approuvées avec plus de 7 millions de oui en dépit de l'opposition des monarchistes légitimistes et des républicains qui ont appelé à voter « non » ou à s'abstenir. C'est ainsi que se met en place la constitution du 21 mai 1870. Napoléon III se serait exclamé à cette occasion : « J'ai mon chiffre ! » Émile Ollivier crut pouvoir dire de l'empereur : « Nous lui ferons une vieillesse heureuse ».
Ce succès, qui aurait dû consolider l'Empire, n'est qu'un prélude à sa chute. Il était supposé qu'un succès diplomatique puisse faire oublier la liberté en faveur de la gloire. C'est en vain qu'après la révolution parlementaire du 2 janvier 1870, le comte Daru ressuscite, par l'intermédiaire de Lord Clarendon, le plan du comte Beust de désarmement après la bataille de Sadowa (Königgratz). Il rencontre un refus de la Prusse et de l'entourage impérial. L'Impératrice Eugénie est créditée de la remarque « S'il n'y a pas de guerre, mon fils ne sera jamais empereur ».

## Caractéristiques économiques et sociales sous le Second Empire

### Prospérité, développement économique et culturel

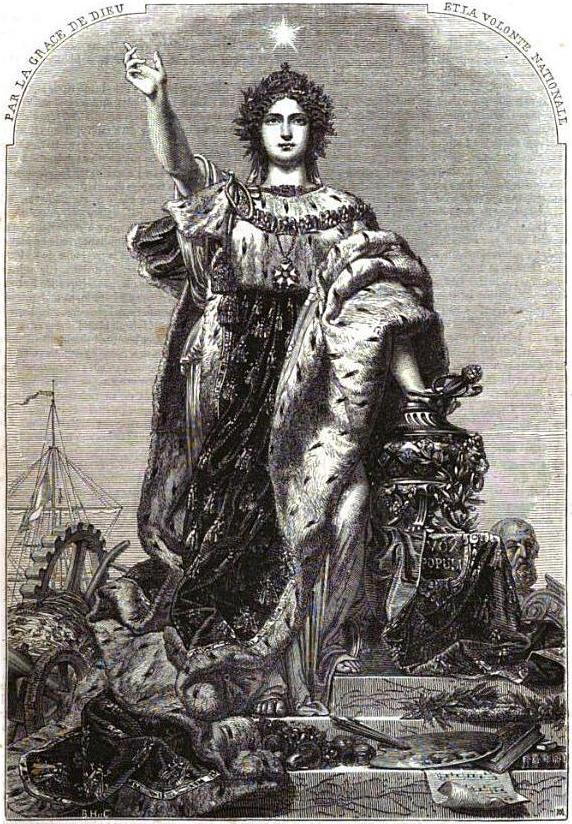
Allégorie du Second Empire légitimant le régime « par la grâce de Dieu et la volonté nationale » (synthèse de droit divin et de démocratie).

L'historien Maurice Agulhon note que « l’histoire économique et culturelle » du Second Empire se caractérise par « une période prospère et brillante ».
Le Second Empire coïncide quasi exactement, entre deux dépressions économiques (celle de 1817-1847 et celle de 1873-1896) au quart de siècle de prospérité économique internationale qu'a connu la France au XIXe siècle. D'inspiration saint-simonienne, la politique économique fortement étatiste menée au lendemain du coup d'État a pour objectif la relance de la croissance et la modernisation des structures. En 20 ans, le pays s'est ainsi doté d'infrastructures modernes, d'un système financier bancaire et commercial novateur et a rattrapé en 1870 son retard industriel sur le Royaume-Uni, en partie grâce à la politique volontariste de l'Empereur et à son choix du libre-échange.
Si les campagnes connaissent une certaine prospérité et que la production industrielle connaît une forte croissance, le taux moyen de croissance annuelle se stabilise autour de 2 % par an, à la suite de plusieurs crises ponctuelles intervenues notamment en 1856, 1861, 1864 et 1870. Enfin, dans l'ensemble, ce sont les secteurs industriels liés en particulier aux chemins de fer qui ont réussi leur modernisation quand d'autres industries, incapables d'évoluer ou de se moderniser, disparaissaient,.
Durant la décennie 1860, les contraintes monétaires et budgétaires entraînent le gouvernement à suivre néanmoins les préceptes des partisans d'une politique économique et financière moins proche de celles préconisées par les saint-simoniens[réf. nécessaire].

#### Le développement des voies de communication

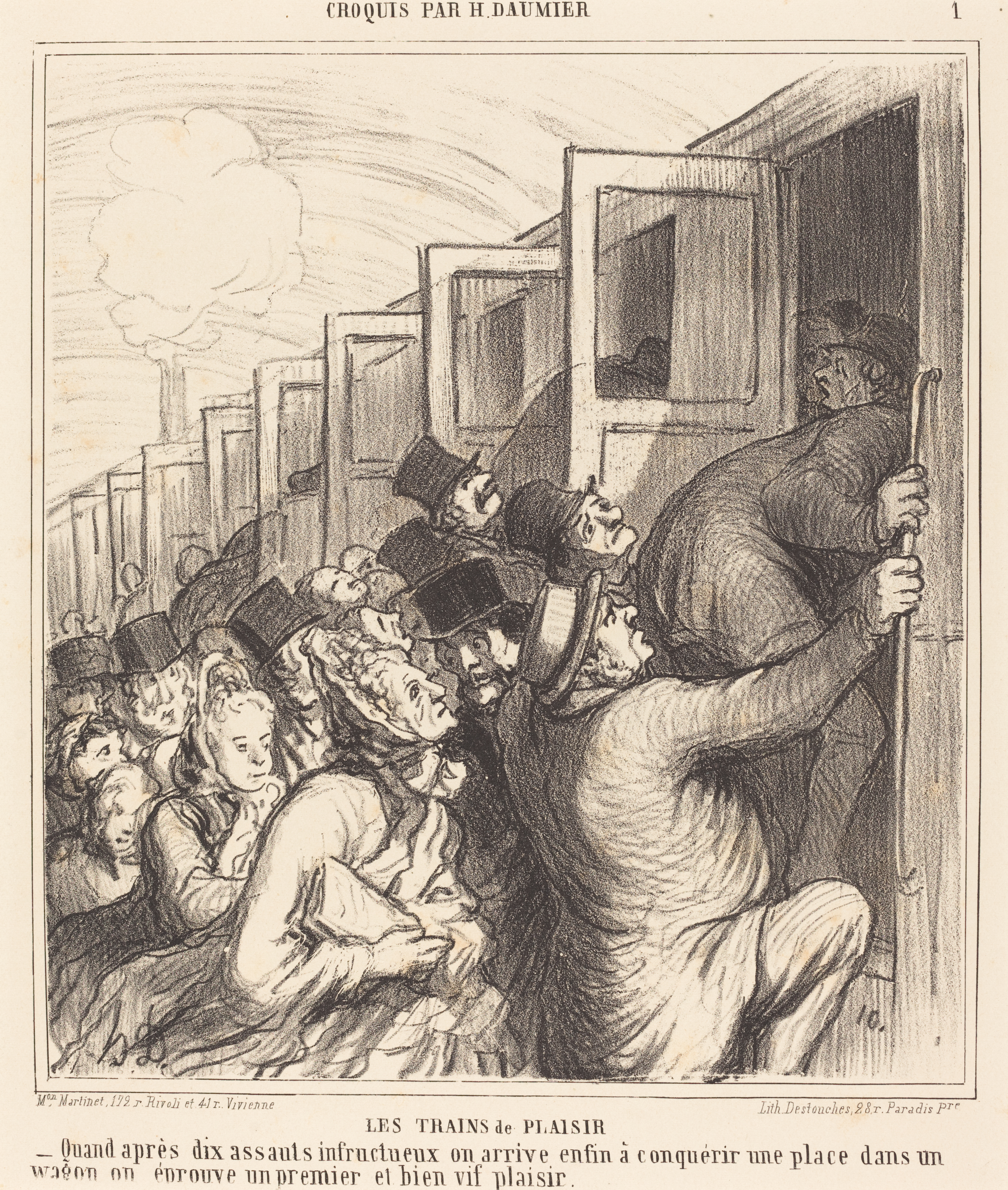
Les trains de plaisir par Honoré Daumier, caricature publiée dans Le Charivari, 1864.

Le règne de Napoléon III est d'abord marqué par l'achèvement de la construction du réseau ferroviaire français supervisée par l'État. En 1851, le pays ne compte que 3 500 km de voies ferrées contre plus de 10 000 km en Grande-Bretagne. Sous l'impulsion de Napoléon III et de son ministre des travaux publics, Pierre Magne, dont la politique est caractérisée par un engagement financier de l'État dans les entreprises ferroviaires, le pays rattrape et dépasse sa rivale d'outre-Manche pour atteindre près de 20 000 km de voies ferrées en 1870, sur lesquelles circulent annuellement plus de 110 000 000 voyageurs et 45 000 000 tonnes de marchandises. Le chemin de fer dessert désormais toutes les grandes et moyennes villes françaises. Les incidences sont considérables sur de nombreux secteurs industriels, que ce soient ceux des mines, de la sidérurgie, des constructions mécaniques et des travaux publics.
Parallèlement, le gouvernement porte également ses efforts sur la construction et l'entretien des routes ainsi que sur les ouvrages d'arts puis, à partir de 1860, sous l'impulsion de l'empereur, sur le développement des voies navigables avec la construction de nouveaux canaux. Enfin, l'État bonapartiste favorise le développement de la télégraphie électrique mais aussi les fusions et la création de grandes compagnies maritimes de navigation (les messageries maritimes, la compagnie générale transatlantique, etc.) ainsi que la modernisation de la flotte et l'essor du commerce maritime par l'équipement des grands ports, notamment celui de Marseille.

#### Le développement des sources de crédit

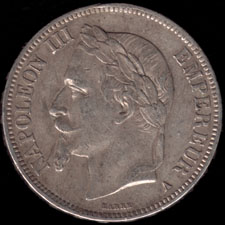
5 francs 1868.

Inspiré de la doctrine saint-simonienne, Napoléon III multiplie également les sources de crédit et d'argent à bon marché en réformant le système bancaire dans le but de mieux faire circuler l'argent, de drainer l'épargne afin de favoriser le décollage industriel du pays.
La masse monétaire française passe de 3,9 milliards de francs or en 1845 à 8,6 milliards de francs en 1870, grâce à la bonne conjoncture mondiale découlant de l'intense création monétaire permise par la ruée vers l'or en Californie (1848) et la ruée vers l'or au Victoria (1851).

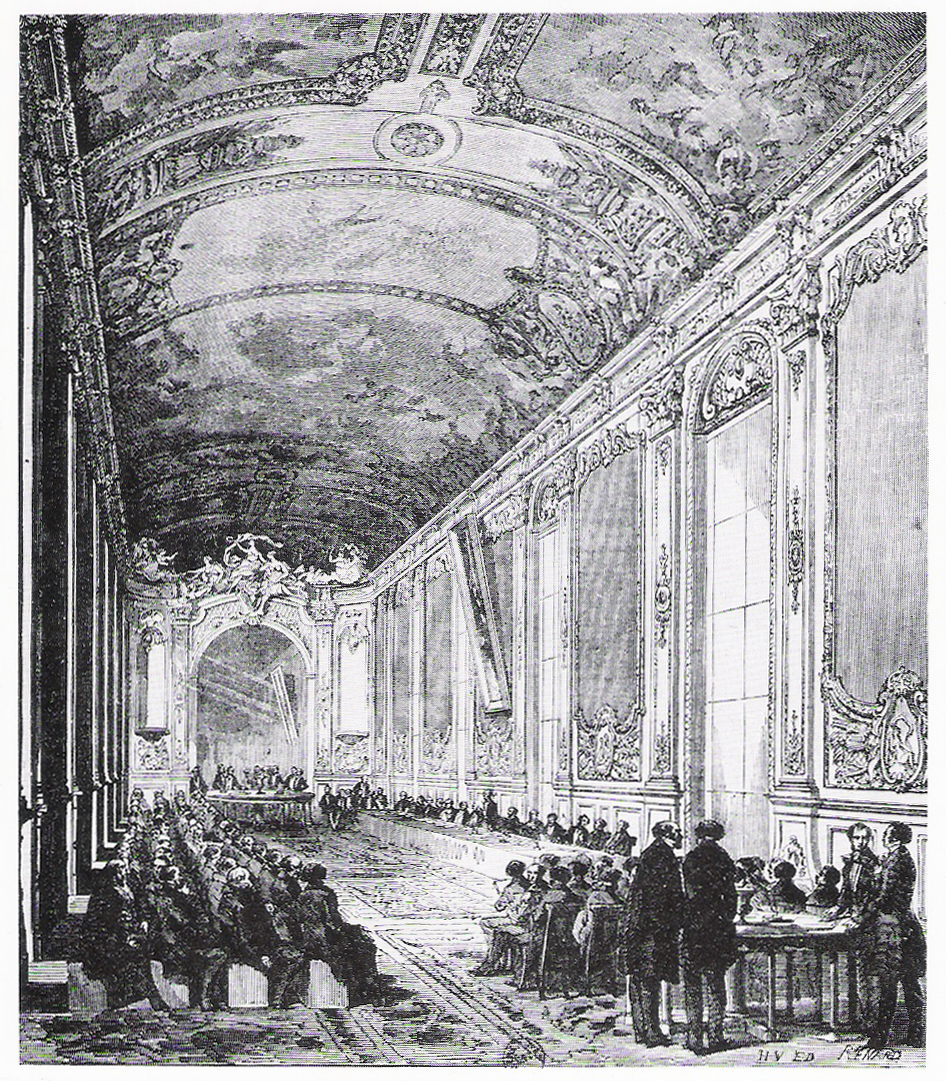
Assemblée générale de la Banque de France, tenue le 29 janvier 1852 dans la Galerie dorée de l'Hôtel de Toulouse.

Le système bancaire d'investissement est relancé par Napoléon III, favorisant l'établissement d'instituts de crédit foncier, comme le Crédit foncier de France pour le monde agricole, et le Crédit mobilier, une banque d'affaires dirigée par les frères Pereire jusqu'en 1867 et destinée à financer les sociétés industrielles, notamment celles du chemin de fer mais aussi l'omnibus parisien ou l'éclairage au gaz. Les Caisses d'épargne passent 730 000 à 2,4 millions de souscripteurs entre 1849 et 1869 et les versements qui y sont faits de 97 à 765 millions de francs.
Plus tard, de nombreuses grandes banques de dépôt sont créées tels le comptoir d'escompte de Paris, le Crédit industriel et commercial (décret impérial de 1859) et le Crédit lyonnais. Par ailleurs, le rôle de la Banque de France évolue et, poussée par l'empereur, elle s'engage dans le soutien au développement économique tandis que la loi du 24 juin 1865 importe en France le chèque comme moyen de paiement. Parallèlement, le droit des sociétés est adapté aux exigences du capitalisme financier. Ainsi la loi du 17 juillet 1856 créait la société en commandite par actions, celle du 23 mai 1863 fonde une nouvelle forme de société anonyme nommée Société à responsabilité limitée, celle du 24 juillet 1867 libéralise les formalités de création de sociétés commerciales dont les sociétés anonymes.
Une telle politique exigeait pour la sécurité des crédits hypothécaires que soient publiées, non seulement les hypothèques, mais aussi les aliénations d’immeubles et la constitution de droits réels immobiliers, ou les baux de plus de dix-huit ans ; ce sera l'objet de la loi du 23 mars 1855 qui rétablit la publication des actes et jugements translatifs ou constitutifs de droits réels immobiliers. Le statut de conservateur des hypothèques, sa responsabilité dans la tenue du fichier immobilier et la délivrance des renseignements, trouvent désormais leur pleine application pour contribuer à la sécurité du crédit attaché à ces vastes opérations immobilières.

#### La remise en cause du protectionnisme
L'influence des saint-simoniens sur la politique économique se manifeste enfin par la politique mise en œuvre par l'empereur pour mettre fin au protectionnisme économique face à la concurrence étrangère, et ce en dépit de l'opposition des industriels français. Ainsi, le 15 janvier 1860, la conclusion d'un traité de commerce avec l'Angleterre, négocié secrètement entre Michel Chevalier et Richard Cobden, fait alors figure de « coup d'État douanier ». Ce traité, abolissant non seulement les droits de douane sur les matières premières et la majorité des produits alimentaires entre les deux pays mais supprimant également la plupart des prohibitions sur les textiles étrangers et sur divers produits métallurgiques, est suivi par une série d'accords commerciaux négociés avec d'autres nations européennes (la Belgique, le Zollverein, l’Italie, et l’Autriche). Cette ouverture économique des frontières stimule alors la modernisation du tissu industriel français et de ses modes de production.

#### Le développement des grands magasins
L'époque est aussi marquée par l'émergence des grands magasins comme le Bon Marché d'Aristide Boucicaut puis le Bazar de l'Hôtel de Ville, le Printemps et la Samaritaine. L'activité économique productive connaît un véritable âge d'or : l'industrie (acier, textile) connaît une forte croissance, du moins jusqu'au milieu des années 1860 et les mines, de charbon dans l'Est et le Nord et d'ardoise en Anjou prennent leur essor (ces dernières seront submergées par une inondation record de la Loire en 1856, occasion pour le chef de l'État de se rendre à Trélazé pour y restaurer son image ternie à la suite d'une répression politique envers une émeute républicaine un an plus tôt).

#### Les expositions universelles

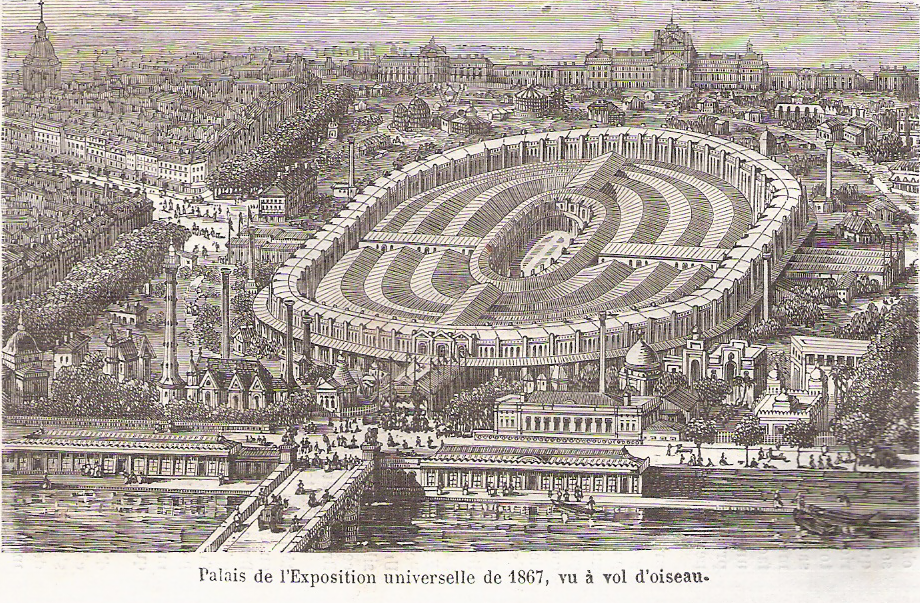
Exposition universelle de 1867.

Capitale de l'Europe au même titre que la Londres victorienne, Paris accueille de grandes réunions internationales telles que l'Exposition universelle de 1855 et celle de 1867 qui lui permettent de mettre en avant l'intérêt de la France pour les progrès techniques et économiques. L'Exposition universelle de 1867, qui a lieu dans un Paris transformé et modernisé par le baron Haussmann accueille notamment dix millions de visiteurs et des souverains venus de toute l'Europe. Le succès de celle-ci est quelque peu terni par la tentative d'assassinat de Berezowski sur le tsar Alexandre II de Russie, et par le tragique destin de l'Empereur Maximilien au Mexique.
Intéressé personnellement par tout ce qui relève du progrès technique, l'Empereur finance lui-même les travaux d'Alphonse Beau de Rochas sur le moteur thermique à quatre temps.

#### Le Paris saint-simonien deNapoléonIII

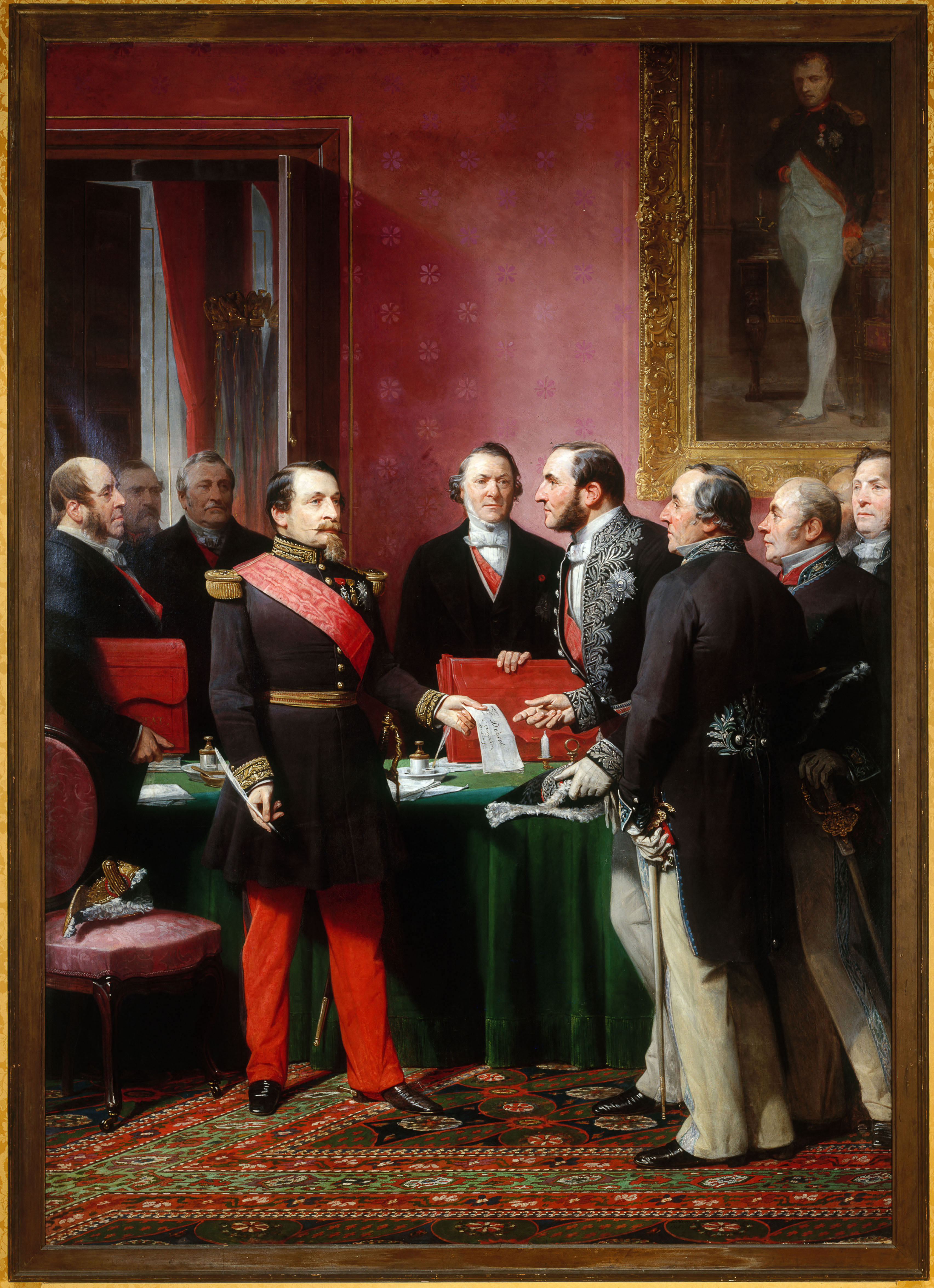
Napoléon III remet au baron Haussmann le décret d'annexion à Paris des communes suburbaines (1860).

Le Second Empire est une période faste pour l'architecture française, favorisée par l'intensité des transformations urbaines. Commanditaire des travaux du Baron Haussmann à Paris, Napoléon III a notamment pour objectif de transformer cette ville réputée au milieu du XIXe siècle pour sa surpopulation, son insalubrité et sa sensibilité aux épidémies en un modèle d'urbanisme et d'hygiène comme l'était alors Londres.
Saint-simonien convaincu, inspiré notamment par son proche conseiller Michel Chevalier, Louis-Napoléon rêve d'une ville organisée et saine, avec de larges boulevards et avenues reliant facilement les pôles d'attraction, où le commerce et l'industrie puissent se développer et les plus démunis vivre dans des conditions décentes. Le Paris transformé par le Baron Haussmann sera ainsi d'abord le Paris saint-simonien imaginé par le prince-président dont beaucoup d'aspects figuraient dans les phalanstères de Charles Fourier et dans l'Icarie d'Étienne Cabet. Suivant ces principes fouriéristes, Louis-Napoléon est à l'origine de la construction des 86 premiers logements sociaux de Paris à la cité Rochechouart en 1851, qu'il fait financer par le sous-comptoir du commerce et de l'industrie pour le bâtiment afin de pallier la défaillance du Conseil municipal de Paris. Il fait lui-même un don de 50 000 francs pour aider à la construction de cités ouvrières destinées au remplacement des logements insalubres de la capitale et fait traduire et publier Des habitations des classes ouvrières, de l'architecte anglais, Henry Roberts.
Quand le 22 juin 1853, Georges Eugène Haussmann est nommé préfet de la Seine par Napoléon III, il est chargé de réaliser le Paris rêvé de l'Empereur dont la mission peut se résumer à « aérer, unifier et embellir la ville ». La capitale, pour la première fois considérée dans son ensemble, est ainsi transformée en profondeur et modernisée avec la création d'un tissu cohérent de voies de communication. De nouvelles voies et axes reliant notamment les grandes gares entre elles sont percées, des perspectives et des places sont ouvertes tandis que de nombreux squares, espaces verts et jardins sont créés (Montsouris, Buttes-Chaumont, bois de Vincennes et de Boulogne, Boucicaut…). Plusieurs îlots misérables comme celui dit de la petite Pologne sont rasés. L'Empereur lui-même veille de près sur les travaux et dessine le plan d’un ensemble de 41 pavillons destinés à l’usage des classes ouvrières situés avenue Daumesnil et qui seront présentés à l’Exposition universelle de 1867,.

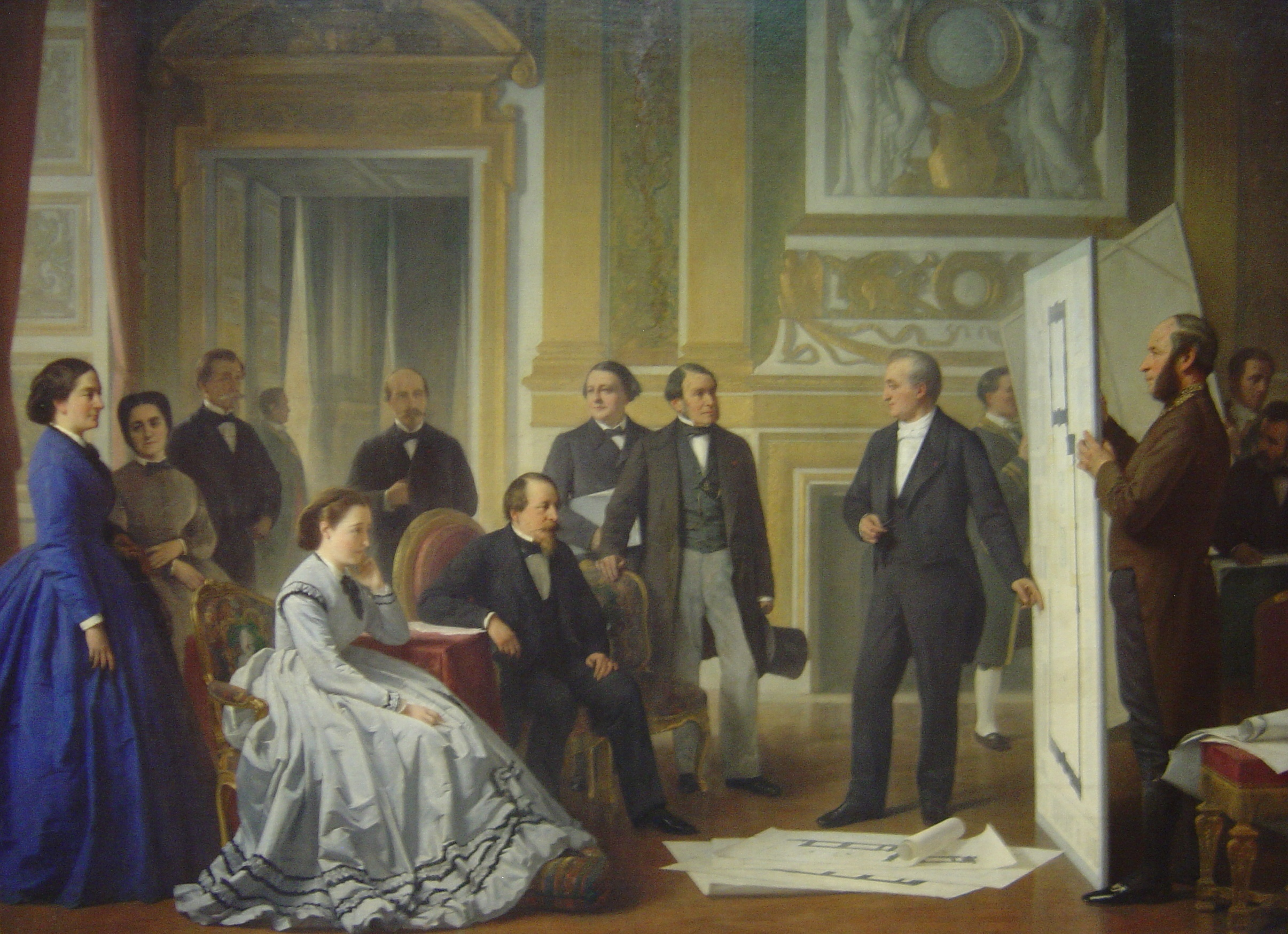
Au palais des Tuileries, en 1853, l'architecte Louis Visconti, au côté de Hector-Martin Lefuel, présente au couple impérial et à ses proches (les comtesses de Rayneval et de Lourmel, le comte d'Arjuson, le sénateur Ney et Achille Fould) les plans de son projet d'achèvement du palais du Louvre et de réunion à celui des Tuileries.
Peinture par Ange Tissier.

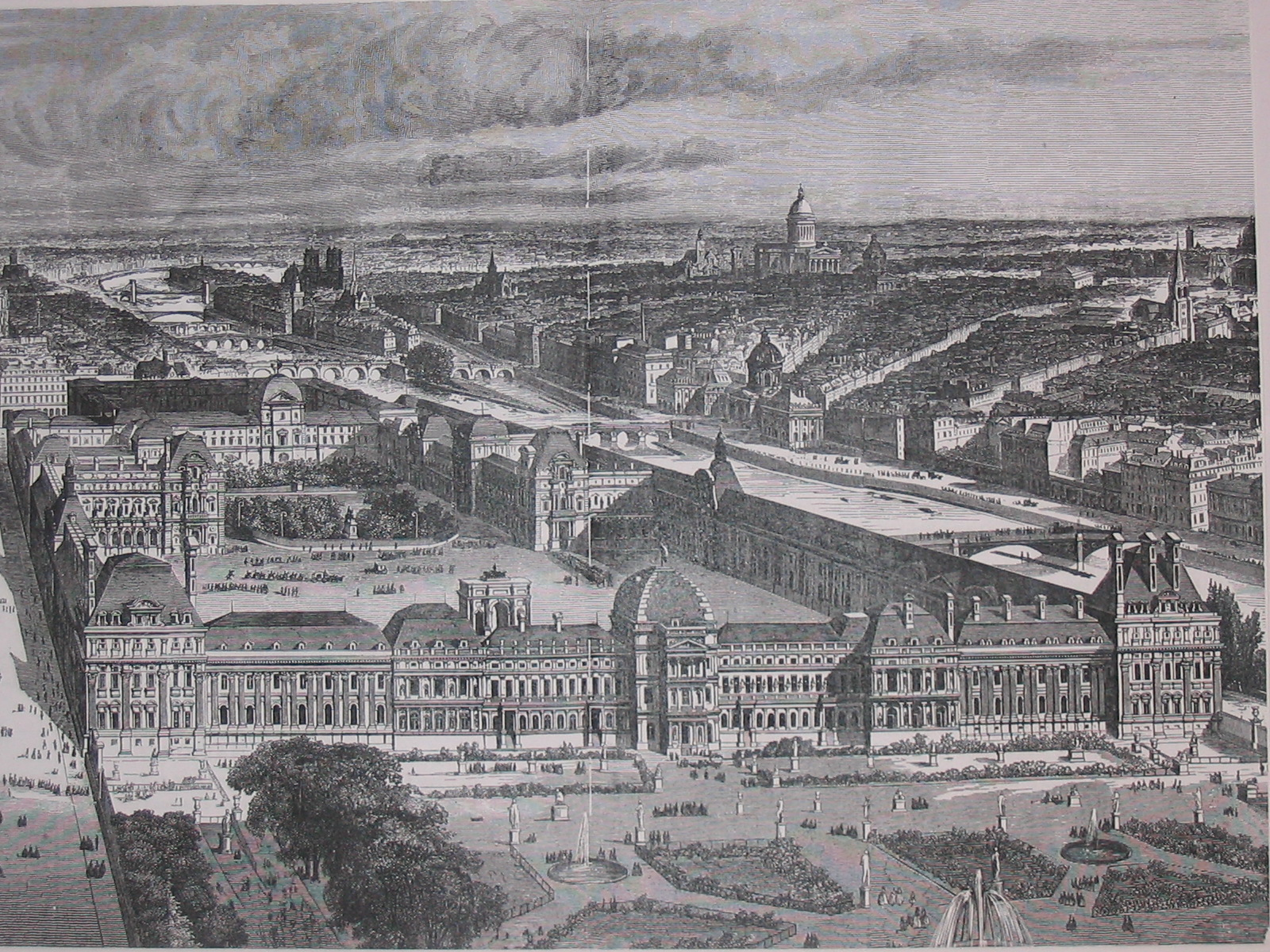
Palais des Tuileries en 1857.

La loi du 16 juin 1859 repousse les limites de la capitale aux fortifications de Thiers. La ville absorbe onze communes en totalité (Belleville, Grenelle, Vaugirard, La Villette) ou en partie (Auteuil, Passy, Batignolles-Monceau, Bercy, La Chapelle, Charonne, Montmartre), ainsi que treize portions de communes. La superficie de Paris passe ainsi de 3 300 à 7 100 hectares tandis que sa population gagne 400 000 habitants pour s'établir à 1 600 000 Parisiens. Paris est désormais réorganisé en vingt arrondissements et 80 quartiers. En 1870, la ville atteint 2 000 000 d'habitants. Pour la première fois de son histoire, un plan général de la ville est dressé ainsi qu'un relevé topographique.
Entre 1852 et 1870, plus de 300 km de voies nouvelles et éclairées sont réalisées dans Paris, accompagnées de plantations (600 000 arbres plantés et 20 000 hectares de bois et jardins), de trottoirs (plus de 600 km), de mobilier urbain, de caniveaux et de 600 km d'égouts. Plus de 19 000 immeubles insalubres comprenant 120 000 logements auront été abattus et remplacés par 30 000 bâtiments nouveaux fournissant 215 300 logements auxquels s'ajoutent de nombreux nouveaux monuments publics et édifices, le nouvel Hôtel-Dieu, des théâtres (Le Châtelet), des lycées, les halles de Baltard ou de nombreux lieux de culte (église Saint-Augustin, église Saint-François-Xavier…). L'utilisation du fer et de la fonte dans la structure des édifices publics alors construits est la principale nouveauté de l'époque et fait la renommée des architectes Victor Baltard, Hector Horeau, Louis-Auguste Boileau, Henri Labrouste marquant aussi les débuts de Gustave Eiffel. Aux adeptes de l'architecture métallique s'ajoutent ceux qui défendent un style plus éclectique comme Théodore Ballu (église Sainte-Clotilde et église de la Trinité à Paris), Jacques Ignace Hittorff (Cirque d'Hiver et gare du Nord) ou Joseph-Louis Duc (façade du nouveau Palais de Justice). Celui qui fait cependant figure d'architecte officiel du Second Empire est néanmoins Hector Lefuel qui achève le palais du Louvre qu'il relie au palais des Tuileries. Quant au chantier architectural le plus important et le plus emblématique du Second Empire, c'est celui de l'opéra Garnier dont le chantier commence en août 1861 et que l'Empereur ne verra jamais abouti.
Ces travaux du Second Empire ont modelé le visage du Paris du XXe siècle. Ils ont cependant eu un coût non négligeable. Les opposants aux travaux conduits par Haussmann ont notamment dénoncé leur coût financier (les travaux coûtèrent 2,5 milliards de francs en dix-sept ans pour un budget initial de 1,1 milliard de francs, obligeant Haussmann à recourir à des bons de délégation émis par la Caisse des travaux de Paris, à creuser la dette de la ville et à se justifier par la théorie des dépenses productives). À ces critiques financières s'ajoutent celles sur la vague de spéculation immobilière (les loyers augmentent de 300 % sur toute la période) et leur coût social (refoulement des plus pauvres hors du centre de Paris). Enfin, une autre vague de critiques porte sur le coût culturel de ces travaux (comme la destruction de nombreux vestiges du passé, notamment sur l'île de la Cité). Si nombre de ces critiques peuvent être justifiées, il s'avère qu'il n'y eut finalement pas d'accroissement du déséquilibre social dans la capitale par rapport à la période antérieure et qu'en 1865, 42 % des Parisiens restaient classés dans la catégorie des plus défavorisés car non imposables et qu'à la fin de l'administration haussmannienne en 1870, 65 % des logements parisiens étaient occupés par des indigents, des ouvriers et par les représentants les plus modestes de la petite bourgeoisie. Enfin, l'état d'insalubrité atteint à Paris en 1850, le délabrement des édifices et les difficultés de circulation exigeaient une nouvelle politique urbanistique.
Les opposants aux travaux ont également dénoncé les grands boulevards (très larges et droits) permettant de mieux contrecarrer les éventuelles révoltes en empêchant la formation de barricades. Haussmann ne niera jamais ce rôle quasi-militaire de la percée de certaines des voies parisiennes, formant des brèches au milieu de quartiers constituant de véritables citadelles d'insurrection tels que ceux de l'hôtel de ville, du faubourg Saint-Antoine et des deux versants de la montagne Sainte-Geneviève. Cependant, il répondra que la majorité des grandes artères percées consistaient surtout à améliorer la circulation entre les gares, entre celles-ci et le centre-ville et aussi à aérer la ville pour éviter les foyers infectieux.
Parallèlement, Napoléon III encourage cette politique dans les autres grandes et moyennes villes de France, de Lyon à Biarritz en passant par Dieppe (les nombreuses rues impériales alors tracées sont souvent par la suite rebaptisées « rue de la République »). L'Empereur multiplie les séjours personnels dans les villes d'eau telles que Vichy, Plombières-les-Bains, Biarritz, ce qui contribue beaucoup à leur lancement et à leur fortune durable. Une politique de grands travaux et d'assainissement permettent de mettre en valeur des régions comme la Dombes, les Landes, la Champagne, la Provence ainsi que la Sologne, région chère à Napoléon III en raison de ses attaches familiales du côté Beauharnais et qui s'investira personnellement dans la bonification de celle-ci en participant au financement des travaux.

#### Développement de la photographie

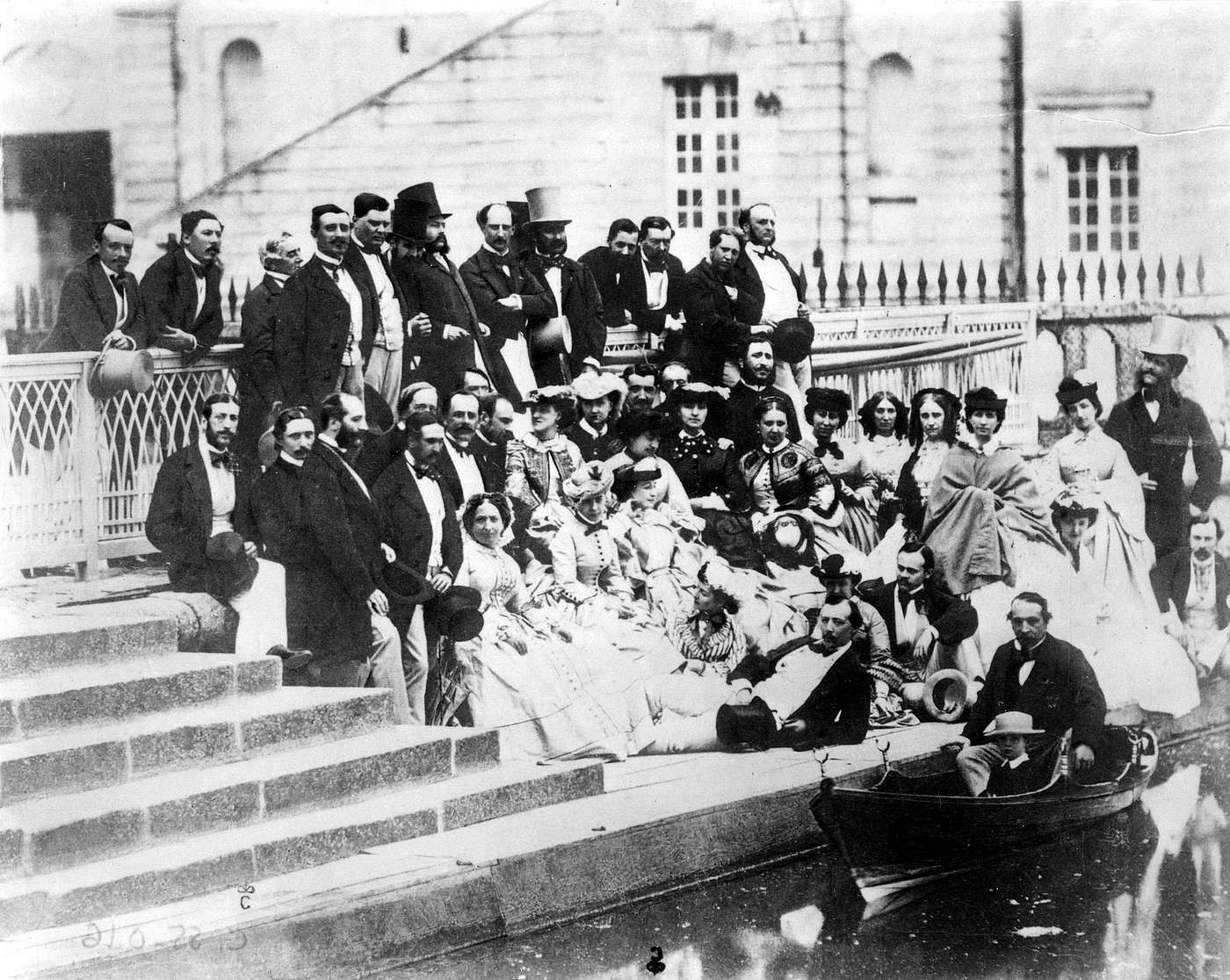
La cour impériale, l'Empereur et le prince impérial en 1860 au château de Fontainebleau.

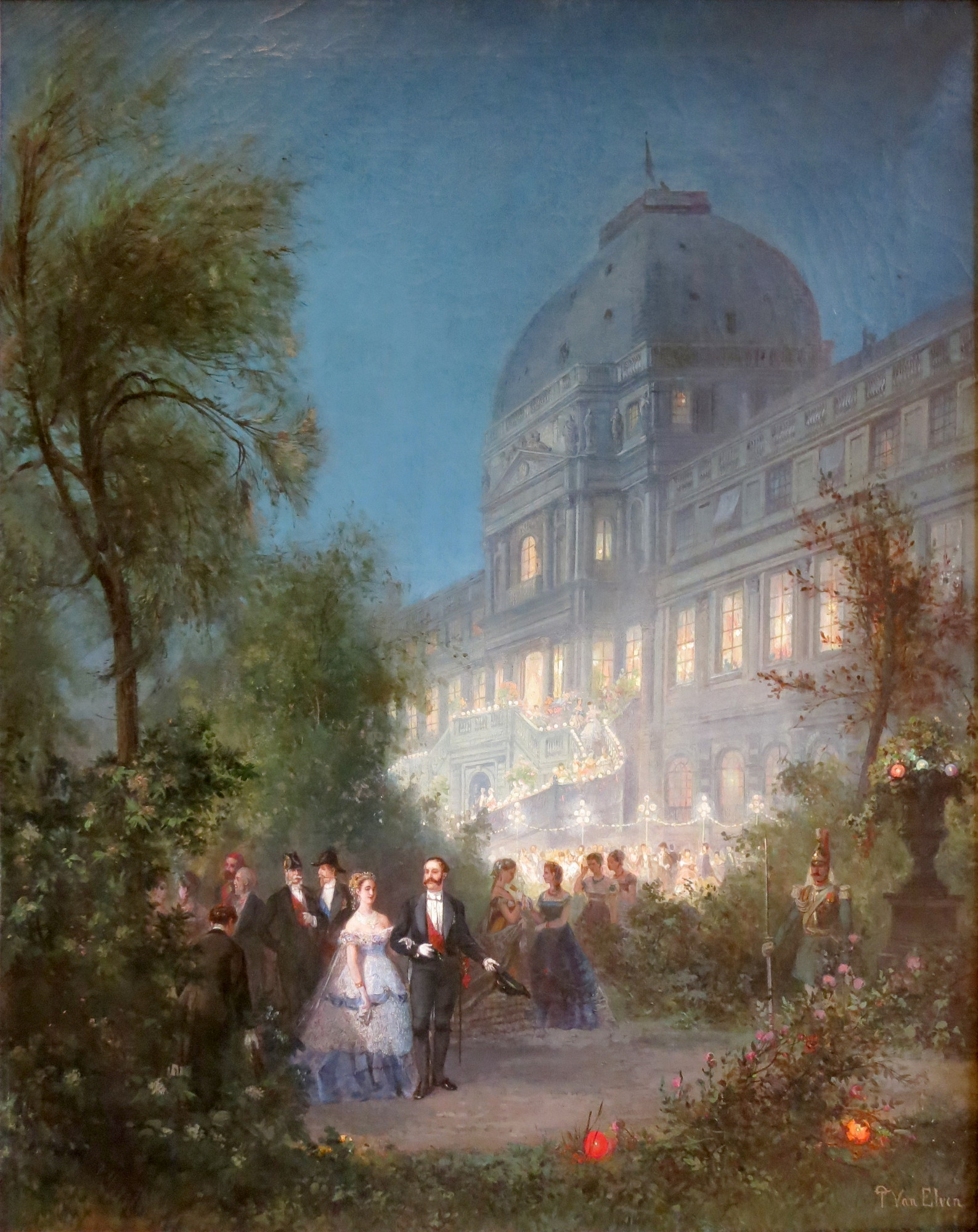
Palais et jardin des Tuileries lors d'un bal sous le Second Empire.

Désireux de faire apparaître son règne comme celui du « progrès scientifique et social, de l’industrie et des arts, de la grandeur retrouvée de la France », Napoléon III trouve en la photographie un instrument moderne permettant de réaliser cette ambition politique pour diffuser largement son image et les événements de son règne au côté des techniques plus traditionnelles qu'étaient notamment la peinture et la sculpture.
La Mission héliographique témoigne de cet intérêt des pouvoirs publics permettant la notoriété et le succès de Léon-Eugène Méhédin, de Gustave Le Gray (à qui Louis-Napoléon commande la première photographie officielle d'un chef d'État), d'Auguste Mestral, d'Hippolyte Bayard ou d'Henri Le Secq tout comme le traduisent les commandes publiques passées par la suite à Désiré Charnay, Auguste Salzmann, Adolphe Braun, Jean-Charles Langlois, Charles Nègre, Pierre-Louis Pierson et Pierre-Ambroise Richebourg, dont le but in fine restait toujours de rendre compte de l’action menée par l’Empereur et ses ministères dans les plus divers des domaines, y compris à l'étranger.

#### Arts et lettres
Le Second Empire apparaît comme une période intense dans le domaine de la création littéraire et artistique en dépit de la politique répressive menée au début de la période dite de l'Empire autoritaire. C'est l'époque où de nouveaux mouvements picturaux et littéraires apparaissent tels l'impressionnisme, le réalisme pictural, le réalisme littéraire et le Parnasse.

##### Littérature et peinture
Le développement doit beaucoup à l'industrialisation de l'imprimerie et au développement de la protection du droit d'auteur (la loi des 8 et 9 avril 1854 porte la durée du droit posthume de 20 à 30 ans, durée prolongée à 50 ans par la loi du 14 juillet 1866).
Durant la période de l'Empire autoritaire et dans une moindre mesure dans les années 1860, la censure sévit dans le domaine des arts et des lettres. Prêché par l'Église, le retour à l'ordre moral, appuyé par l'Impératrice Eugénie, est l'une des préoccupations du régime. Alors que la presse s'en prend à la lascivité des danses modernes, le parquet de la Seine poursuit en justice les écrivains Baudelaire, Eugène Sue et Flaubert pour leurs œuvres contraires « à la morale publique et religieuse » (1856-1857) alors que Renan est destitué de sa chaire au Collège de France. Néanmoins, en 1863, alors que Jean-Léon Gérôme et les grands peintres officiels sont célébrés au Salon de peinture et de sculpture, Napoléon III permet l'ouverture d'un « Salon des refusés » où exposent Courbet et les futurs impressionnistes.
Cette période est cependant caractérisée par la richesse de sa littérature, de Flaubert à George Sand ou aux frères Edmond et Jules de Goncourt. Les écrivains les plus emblématiques et les plus proches du régime impérial sont néanmoins Prosper Mérimée et Charles-Augustin Sainte-Beuve.

##### Théâtre et opéra
La construction de l'opéra Garnier illustre l'importance accordée au monde du spectacle, élément de la « fête impériale ». Les spectacles en ville se développent notamment l'opéra-bouffe, un genre dans lequel triomphe le compositeur Jacques Offenbach, mais aussi les pièces de théâtre comme celles d'Eugène Labiche qui remportent un franc succès. Bien que ces deux personnalités assument leur bonapartisme, leurs œuvres se livrent à une « critique corrosive mais souriante de la société impériale ».. Le décret impérial du 6 janvier 1864 instaure la « liberté des théâtres », ce qui met fin aux contrôles administratifs, hormis la censure.
Doté d'une forte pension officielle et d'une très confortable liste civile, les fêtes et les réceptions grandioses de l'Empereur et de l'Impératrice aux Tuileries, à Saint-Cloud ou à Compiègne confèrent aussi à la « fête impériale » un rôle de propagande. De nombreux artistes tels Eugène Delacroix, Gustave Flaubert, Prosper Mérimée mais aussi des personnalités du monde scientifique comme Louis Pasteur participent notamment aux séries, des fêtes données pendant toute une semaine au palais de Compiègne par le couple impérial.

##### Archéologie
Passionné d'histoire, Napoléon III écrit une monumentale Histoire de Jules César aidé d'une équipe de collaborateurs dont il assure la direction, comprenant notamment Alfred Maury, Prosper Mérimée et Victor Duruy. La préface est rédigée par l'empereur (ainsi que principalement les deux premiers volumes) et reprend les thèmes exposés dans sa jeunesse. Paru chez Plon en 1865 et 1866 pour les deux premiers volumes qui vont jusqu'au début de la guerre civile en 49 av. J.-C., l'ouvrage compte six volumes au total et est complété, du moins pour les trois derniers volumes, sous la plume du baron Eugène Stoffel. Bien ultérieurement, l'ouvrage reçoit la reconnaissance et la caution scientifique des historiens Claude Nicolet et Christian Goudineau, spécialistes de l'histoire romaine et de la Gaule.
Parallèlement à ses recherches sur l'artillerie romaine, l'empereur joue un rôle important dans la mise en œuvre d'une véritable archéologie nationale. En juillet 1858, il constitue une commission topographique chargée de dresser une carte de la Gaule. Il institue des chaires d'antiquité à l'école normale, à l'école des Chartes et au collège de France. Sur ses deniers personnels, il achète les jardins Farnèse sur le Palatin et y exhume les palais de César. Il envoie parallèlement des missions archéologiques en Espagne, Macédoine, Syrie, Algérie, Tunisie, Grèce ou encore en Asie Mineure. En 1862, il fait ouvrir le musée des Antiquités nationales à Saint-Germain-en-Laye et fait ériger une statue de Vercingétorix au mont Auxois. Sur ses deniers personnels, il finance plus de 8 millions de francs en recherches archéologiques, études expérimentales et travaux cartographiques et fait réaliser des fouilles à Alise-Sainte-Reine, identifiée comme étant le site d'Alésia qu'il visite en 1861 avant celui de Gergovie, ainsi qu'à Bibracte.

### Situation sociale sous le Second Empire
Quand Napoléon III arrive au pouvoir, la loi Le Chapelier de 1791, interdisant toute association professionnelle et mettant les classes prolétaires à la merci de leurs employeurs, est en vigueur. Privé du soutien des catholiques, que sa politique en faveur de la réunification italienne inquiète, et de celui du patronat et des industriels, ulcérés par son traité de libre-échange conclu en 1860 avec la Grande-Bretagne, Napoléon III, déçu par les élites, recherche l'appui de nouveaux soutiens dans les masses populaires, notamment les ouvriers.

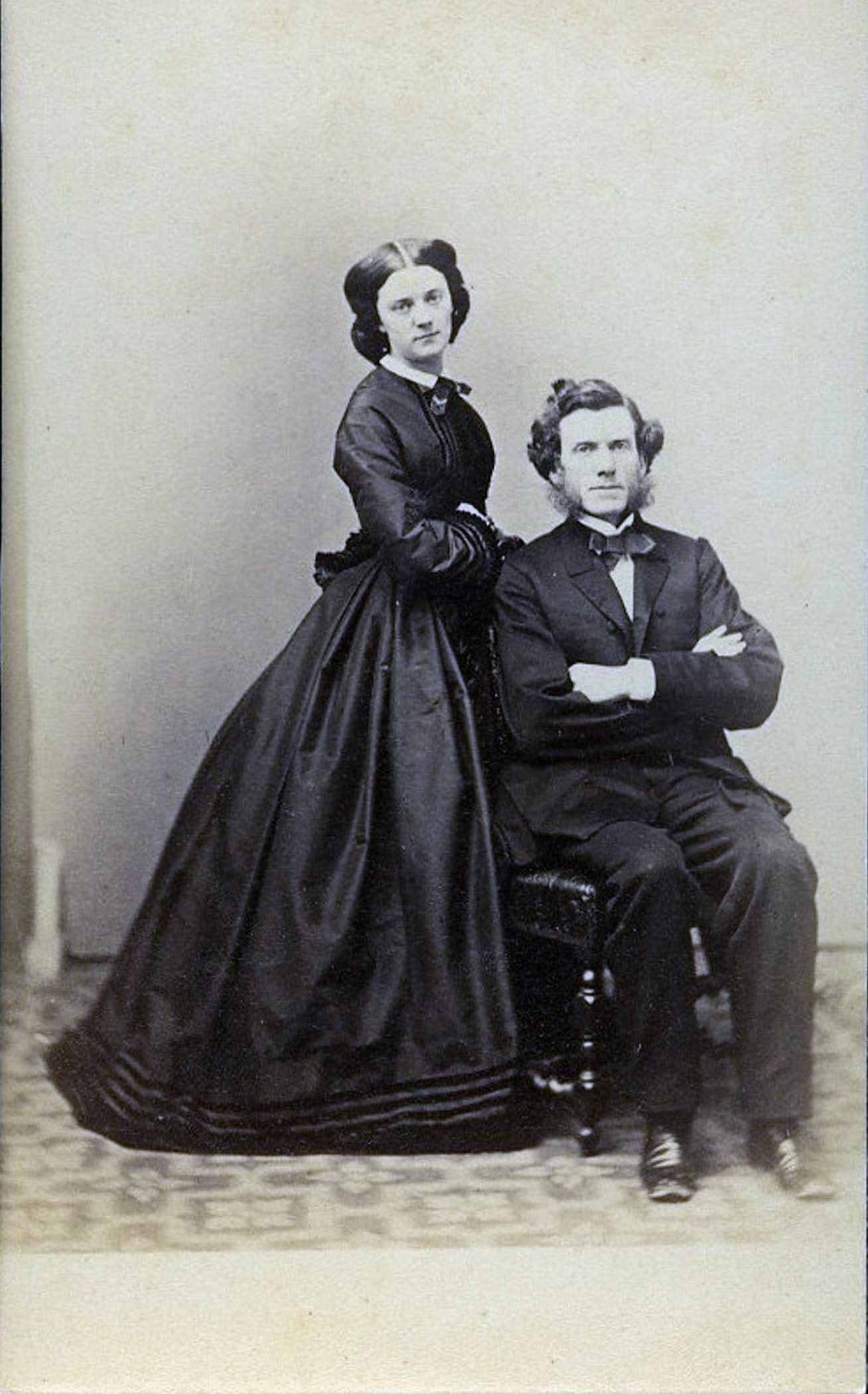
Couple photographié sous le Second Empire, Georges Penabert, 1865.

#### L'ouverture vers les prolétaires
À partir de 1862, sa politique sociale se montre plus audacieuse et novatrice que durant la décennie écoulée. En mai 1862, il fonde la Société du prince impérial, destinée à prêter de l'argent aux ouvriers et à aider les familles temporairement dans le besoin. Son projet de loi visant à créer une inspection générale du travail, pour faire respecter la loi de 1841 sur le travail des enfants, est cependant révoqué par le Conseil d'État. La même année, sous les encouragements des parlementaires réformistes (Darimon, Guéroult) et de l'élite ouvrière, il subventionne l'envoi d'une délégation ouvrière conduite par Henri Tolain à l'Exposition universelle de Londres. Pour l'économiste et homme politique socialiste Albert Thomas, « si la classe ouvrière se ralliait à lui [Napoléon III], c'était la réalisation du socialisme césarien, la voie barrée à la République. Jamais le danger ne fut aussi grand qu'en 1862 ». De retour de Londres, la délégation ouvrière demande l'application en France d'une loi permettant aux travailleurs de se coaliser sur le modèle de ce qui se faisait en Grande-Bretagne et, dans le contexte des élections de 1863 et de celles complémentaires de 1864, Tolain et les militants ouvriers, dont Zéphirin Camélinat, rédigent le manifeste des soixante, un programme de revendications sociales qui affirme son indépendance vis-à-vis des partis politiques, notamment les républicains, et présente des candidats (qui sont finalement battus). Une loi du 23 mai 1863 donne aux travailleurs la possibilité, comme au Royaume-Uni, d'économiser de l'argent en créant des sociétés coopératives. L'empereur appuie néanmoins le vœu de Tolain sur le droit de coalition qui est relayé au parlement par Darimon et le duc de Morny. Malgré les réticences du Conseil d'État, le projet de loi préparé par Émile Ollivier est adopté par 221 voix contre 36 par le Corps législatif et par 74 voix contre 13 au Sénat. Ratifiée et promulguée par Napoléon III, la loi du 25 mai 1864 reconnaît pour la première fois le droit de grève en France du moment qu'il ne porte pas atteinte à la liberté du travail et s'exerce paisiblement.

#### Le droit d'organisation des salariés
De nombreux ouvriers sont alors séduits par la politique sociale de l'Empereur mais leur ralliement au régime n'est cependant pas massif. Certains refusent aux « bourgeois-républicains » le droit de parler en leur nom mais les tentatives de Tolain pour donner à ces ouvriers ralliés une représentation parlementaire ont échoué. Le ralliement est aussi limité par les incertitudes de la politique économique du gouvernement, par la persistance de la crise du coton et par le début d'une récession au début de l'année 1866.
En dépit de la reconnaissance du droit de grève, les syndicats proprement dits demeurent prohibés. Une circulaire impériale du 23 février 1866 demande d'abord aux préfets de laisser se tenir les rassemblements ayant des revendications purement économiques. Puis le droit d'organisation des salariés dans des associations à caractère syndical est reconnu dans une lettre du 21 mars 1866 et par un décret du 5 août 1866 portant création d'une Caisse impériale des associations coopératives. Le 30 mars 1868, les chambres syndicales sont officiellement tolérées par le gouvernement mais les syndicats eux-mêmes ne seront pas autorisés avant la loi Waldeck-Rousseau en 1884. Par ailleurs, la classe ouvrière est progressivement gagnée par les théories collectivistes et révolutionnaires de Karl Marx et de Bakounine, mises en avant dans les congrès de l'Association internationale des travailleurs.

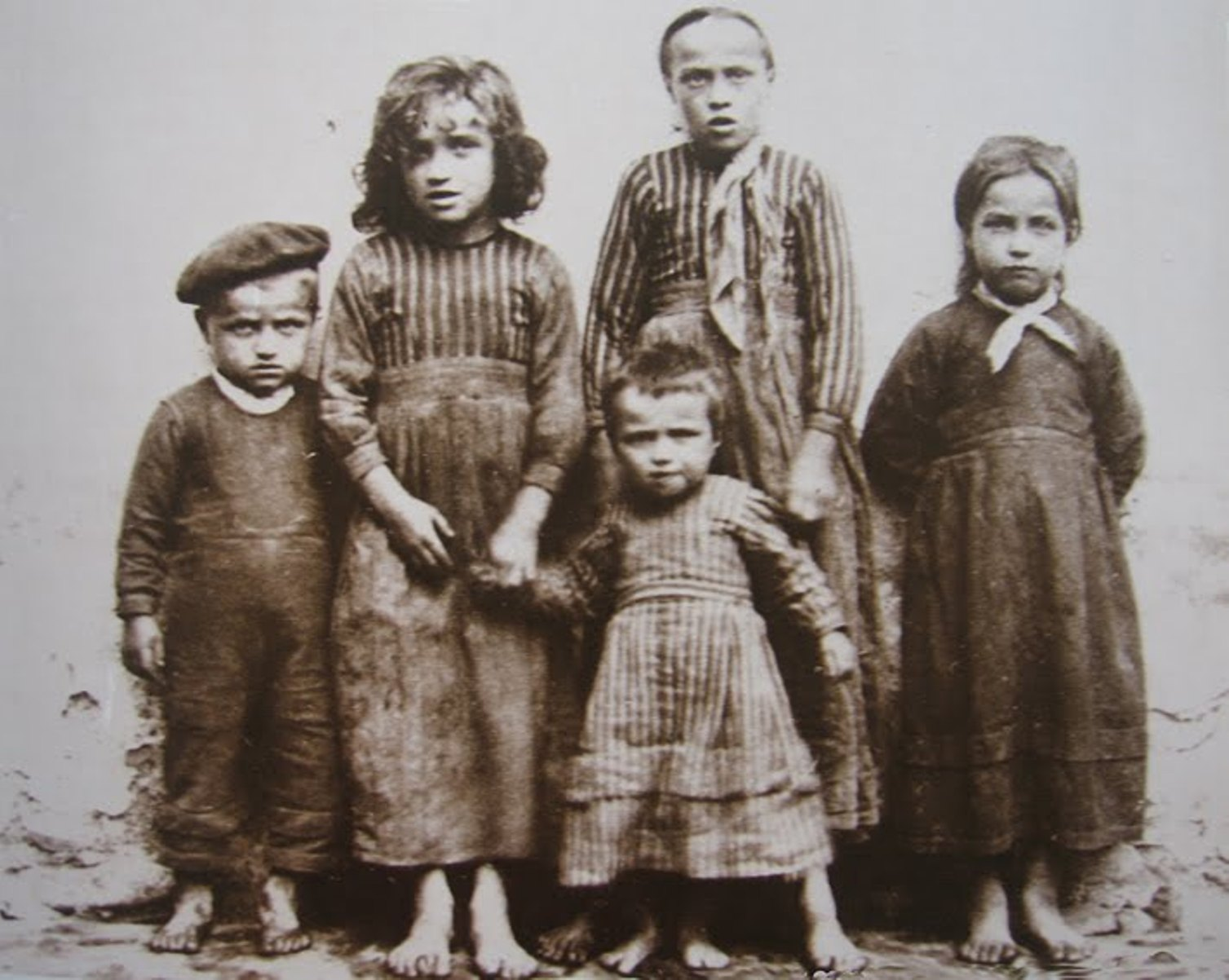
Enfants d'ouvriers sous le Second Empire.

#### L'échec du ralliement des ouvriers
Les contacts pris à Londres avec les représentants ouvriers de divers pays ont abouti à la création, en 1864, de l'Association internationale des travailleurs (AIT) alors « dominée par les réformistes et les proudhoniens ». Bien que tiraillée entre diverses tendances, c'est Karl Marx qui en rédige l'Adresse inaugurale et les statuts selon lesquels « l'émancipation des travailleurs doit être l'œuvre des travailleurs eux-mêmes » et reposent « implicitement sur le dogme de la lutte des classes »,. L'AIT ouvre un bureau en France en 1865, dirigé par Henri Tolain et animé par les partisans de Proudhon.
En 1866, lors du congrès de Genève, les représentants du courant mutuelliste présentent un mémoire dans lequel ils prônent l'apolitisme et condamnent « les grèves, les associations collectivistes de 1848, l'instruction publique et le travail des femmes ». Néanmoins, en février 1867, l'AIT apporte un soutien financier à la grève victorieuse des ouvriers bronziers menée par la société de crédit mutuel et de solidarité des ouvriers du bronze, dirigée par Zéphirin Camélinat. En septembre 1867, lors du congrès de Lausanne, sous l'influence des partisans de Marx venus en nombre et des « éléments radicaux » de plus en plus nombreux, l'AIT proclame que « l'émancipation sociale des travailleurs devait s'accompagner d'une émancipation politique » et ce « en complète rupture avec l'esprit du mutuellisme proudhonien et avec le manifeste des soixante », même si la ligne des partisans de Proudhon s'impose finalement de justesse. Deux jours plus tard, lors du congrès de la paix et de la liberté à Genève, « l'Internationale s'en prend vivement aux armées permanentes et aux gouvernements autoritaires », visant notamment Napoléon III. De retour de ces congrès, les membres du « bureau parisien de l'Internationale, autour de Tolain », qui étaient déjà de plus en plus « enclins à intégrer la politique dans leur projet de transformation sociale » renoncent au « réformisme proudhonien pour se lancer dans la lutte active et organiser des manifestations ». La section parisienne ne tarde pas à être perquisitionnée tandis que Tolain est arrêté et condamné en justice. La section est finalement dissoute pour avoir participé à des manifestations à caractère politique comme des protestations contre l'envoi à Rome de troupes françaises,. À la fin de l'année 1868, une seconde section française est créée, dirigée par Eugène Varlin et Benoît Malon dont l'un des mots d'ordre est de faire la « révolution politique », alors que l'AIT « passe définitivement sous l'influence marxiste » lors du Congrès de Bruxelles. Si le gouvernement envisage alors la légalisation des syndicats avec, pour corollaire, leur ralliement au socialisme césarien, il ne peut tolérer un ralliement au socialisme international marxiste qui semble se profiler au travers de l'AIT. Pour couper court, plusieurs militants sont poursuivis, condamnés et emprisonnés (dont Albert Theisz, Varlin et Malon) au cours de trois procès de l'AIT tenus entre 1868 et 1870. Mais lors des élections législatives de 1869, pour la première fois, les ouvriers rallient en majorité les candidats républicains, ce qui sonne comme un échec pour la politique d'ouverture sociale de Napoléon III. En 1870, une fédération parisienne de l’AIT ouvre de nouveau ses portes à Paris mais, quelques jours plus tard, le 30 avril, « l’arrestation « de tous les individus qui constituent l’Internationale » est ordonnée ». Le 8 juillet, elle est déclarée dissoute bien que non effective dans les faits à la suite de la déclaration de guerre.

#### Les œuvres sociales
En dépit de toutes ces déconvenues pour se rapprocher des ouvriers, Napoléon III décide de maintenir ce qu'il considère être son œuvre sociale. Des soupes populaires sont organisées pour les pauvres alors que se mettent en place les premiers systèmes de retraites et qu'une loi fonde une Caisse d’assurance décès, une Caisse d’assurance contre les accidents du travail (1868) et une caisse d'épargne. Le 2 août 1868, une loi abroge un article du Code civil qui donnait primauté, en cas de contentieux, à la parole du maître sur celle de l’ouvrier. Le 23 mars 1869, le Conseil d’État refuse de valider le projet de suppression du livret ouvrier, une demande récurrente de Napoléon III,. En décembre, la bourse du travail est inaugurée à Paris.
Sur la période, si la grande misère recule et si le niveau de vie des ouvriers reste précaire, leur pouvoir d'achat a cependant réellement augmenté alors que les périodes de sous-emploi se font plus brèves.

#### L'instruction publique

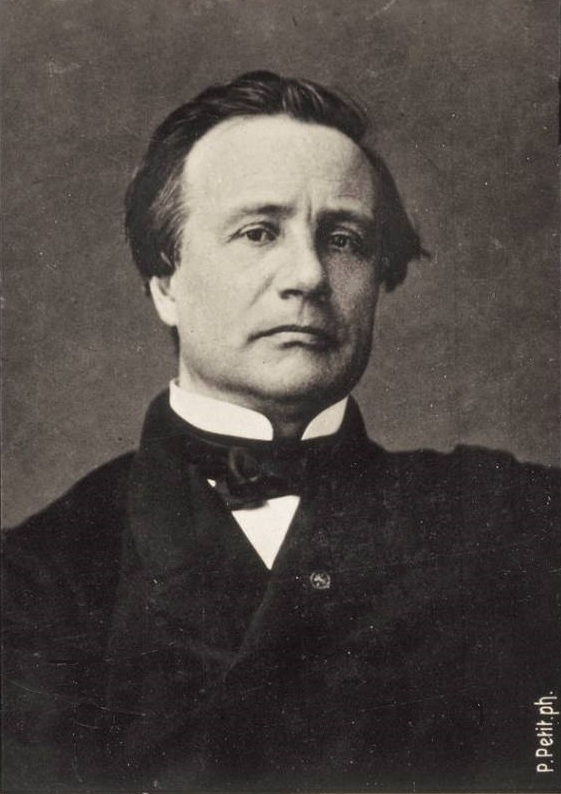
Victor Duruy.

Dans le même temps, Victor Duruy, le ministre de l'Instruction publique, par ailleurs universitaire et historien dont l'ambition est « l'instruction du peuple », met l'accent sur l'enseignement populaire alors que les premières années de la décennie ont été marquées en ce domaine par quelques avancées : en 1861 la Fontenaicastrienne Julie-Victoire Daubié est ainsi la première femme reçue au baccalauréat mais pour obtenir son diplôme, elle avait attendu que le couple impérial intervienne auprès du ministre, Gustave Rouland, pour qu'il signe le diplôme. En 1862, la première école professionnelle pour jeunes filles est ouverte par Élisa Lemonnier alors que Madeleine Brès obtient le droit de s'inscrire à la Faculté de médecine de Paris. Membre du gouvernement impérial de 1863 à 1869, Duruy ouvre l'enseignement secondaire aux jeunes filles et s'efforce, à partir de 1865, de développer l'enseignement primaire, en dépit de l'hostilité de l'Église catholique romaine qui craint une perte de son influence. Bien qu'ayant plaidé auprès de l'empereur avec succès, puis auprès du Corps législatif sans succès, la constitution d'un grand service public de l'enseignement primaire, gratuit et obligatoire, il impose, en 1866 et 1867, l'obligation pour chaque commune de plus de 500 habitants d'ouvrir une école pour filles, l'extension de la "gratuité" de l'enseignement public du premier degré à 8 000 communes, l'institution d'un certificat d'études primaires sanctionnant la fin du cycle élémentaire et développe les bibliothèques scolaires,. Il rend obligatoire dans les programmes scolaires du primaire l'enseignement de l'histoire et de la géographie, restitue la philosophie dans le secondaire et y introduit l'étude de l'histoire contemporaine, les langues vivantes, le dessin, la gymnastique et la musique.

#### Mécénat et dons
Passionné par les sciences et bien informé sur les dernières inventions, Napoléon III entretient des rapports privilégiés avec les savants dont il se plait à écouter les conférences et à suivre les expériences. Celui qui rencontra le plus ses faveurs est Louis Pasteur qu'il rencontre pour la première fois en 1863 après que celui-ci a réfuté la thèse de la génération spontanée et démontré l'existence des animalcules (plus tard appelés microbes). Devenu familier de l'Empereur et de l'Impératrice qui lui ôtent tout souci matériel pour poursuivre ses travaux, il est nommé à la commission chargée de la réforme de l'enseignement supérieur, envoyé dans le Gard pour lutter contre l'épidémie de pébrine qui menaçait les élevages de vers à soie, avant d'être nommé sénateur en juillet 1870,.
L'appui de Napoléon III au projet de Ferdinand de Lesseps, par ailleurs cousin de l'Impératrice, de percer le canal de Suez est déterminant à plusieurs occasions. Après plusieurs hésitations, l'empereur accepte de patronner l'entreprise et de faire pression diplomatiquement sur l'Empire ottoman, hostile au projet. Il sauvera encore à plusieurs reprises les travaux en les soutenant face au vice-roi d'Égypte (1863-1864), une nouvelle fois face au Sultan (1865-1866) et encore en 1868 en consentant un emprunt pour renflouer la compagnie de Lesseps au bord de la faillite. Cependant, le contexte politique et social ainsi que sa santé précaire ne lui permettent pas de se rendre en Égypte pour voir l'achèvement des travaux, laissant son épouse assister seule à l'inauguration du canal de Suez le 17 novembre 1869.

## Politique étrangère sous le Second Empire

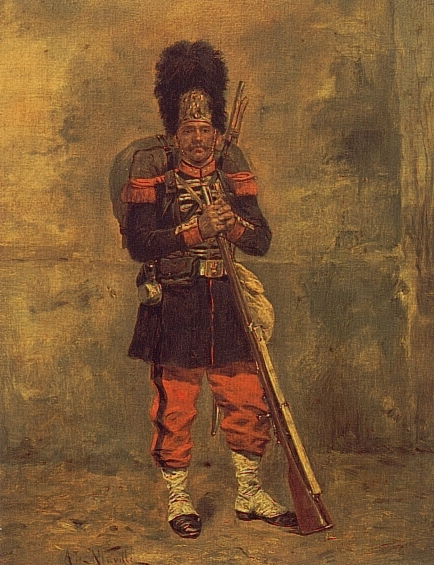
Grenadier du Second Empire, Alphonse de Neuville.

### Une nouvelle place en Europe
Napoléon III, dans la tradition napoléonienne, veut une politique étrangère ambitieuse, tout en tentant d'éloigner le spectre d'une politique d'expansion militaire, qui avait fini par coaliser l'Europe entière contre la France. Il la dirige lui-même, court-circuitant parfois les desseins de la diplomatie française, une haute administration composée de diplomates majoritairement monarchistes et opposés au césarisme de Napoléon III. Depuis 1815, la France est reléguée diplomatiquement aux pays de second rang. Pour Napoléon III, le travail artificiel du Congrès de Vienne, qui consacra la chute de sa famille et de la France, devait être détruit, et l'Europe devait être organisée en un ensemble de grands États industriels, unis par des communautés d'intérêts et liés entre eux par des traités commerciaux, et exprimant leurs liens par des congrès périodiques présidés par lui-même, et par des expositions universelles. De cette façon, il souhaitait réconcilier les principes révolutionnaires de la suprématie du peuple avec la tradition historique, une chose que ni la Restauration ni la monarchie de Juillet ni la Deuxième République n'ont été à même de faire. Le suffrage universel, l'organisation des nations (de la Roumanie, de l'Italie et de l'Allemagne) et la liberté de commerce relèvent pour lui de la Révolution.
Le premier objectif de Napoléon III est d'abord de redonner à la France un rôle en Europe, alors en quête d'une nouvelle organisation sous la pression du nationalisme. Il entend à la fois disloquer la coalition antifrançaise héritière du congrès de Vienne (1815), et aider à remodeler la carte de l'Europe en fonction du « principe des nationalités » : chaque peuple doit pouvoir disposer de lui-même et le regroupement en États-nations est à favoriser.

#### La guerre de Crimée

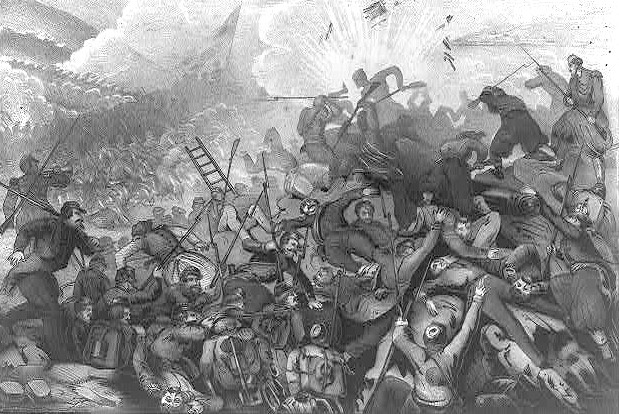
Des zouaves français et des soldats russes dans un combat au corps à corps à la tour Malakoff lors du siège de Sébastopol.

La guerre de Crimée (1854-1856), marquée notamment par le siège de Sébastopol, va ainsi permettre à Napoléon III de jeter les bases de sa politique extérieure et de rétablir la France sur la scène européenne. La défense de l'Empire ottoman contre la Russie est aussi une excellente occasion pour lui de faire oublier les visées impérialistes de Napoléon Ier et de sortir Paris de son isolement international. Ainsi, à la suite de la déclaration de guerre entre la Russie et l’Empire ottoman le 4 octobre 1853, la France, voulant renforcer son influence en Égypte, et le Royaume-Uni, voulant protéger ses positions en Inde, s'allient aux Turcs et, le 27 mars 1854, déclarent à leur tour la guerre aux Russes dont l'ambition est de contrôler les détroits de la mer Noire à la Méditerranée.
La guerre de Crimée représente paradoxalement en premier lieu une victoire diplomatique car l'alliance avec l'Angleterre brise celle conçue autrefois entre cette dernière, l'Autriche et la Russie contre Napoléon Ier.
Après la bataille de l'Alma, la destruction de la flotte russe à Sébastopol et la bataille de Malakoff, la Russie capitule. La politique d'intégrité de l'Empire ottoman, une politique traditionnelle en France depuis l'époque de François Ier, lui gagne l'approbation à la fois des vieux partis et des libéraux. Néanmoins, cette guerre victorieuse pour la France lui a coûté 95 000 hommes dont 75 000 tués lors du siège de Sébastopol.

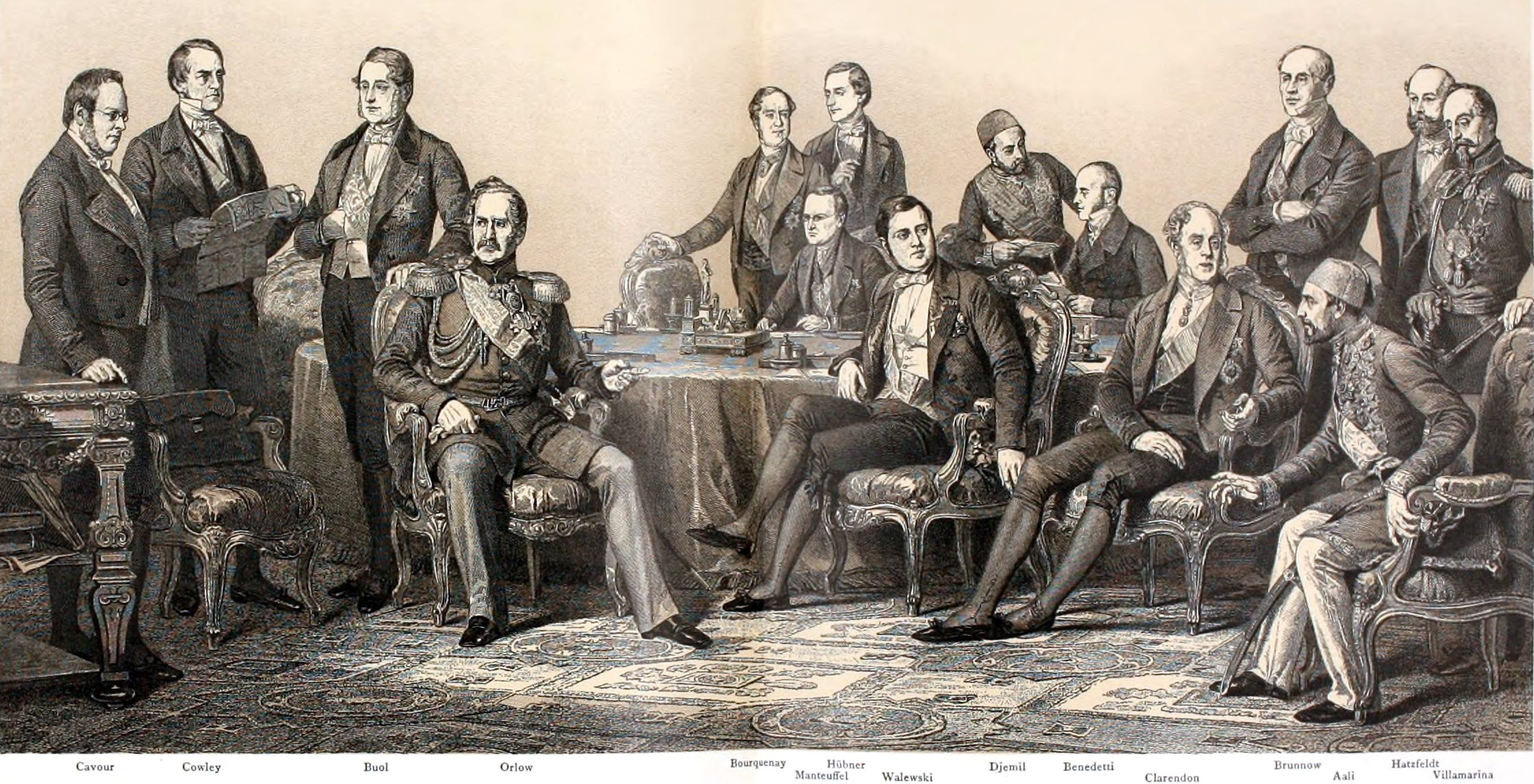
Le Congrès de Paris en 1856.

Coïncidant avec la naissance de Louis, son fils et héritier, le 16 mars 1856, le traité de Paris est un triomphe personnel pour l'Empereur qui replace la France aux côtés des grands royaumes européens et efface des esprits le congrès de Vienne de 1815. Les Anglais et les Français non seulement obligent la Russie à reconnaître l’indépendance de l’Empire ottoman, la renonciation à tout protectorat sur les sujets orthodoxes du sultan et l’autonomie des deux principautés ottomanes de Moldavie et de Valachie mais ils obtiennent aussi la neutralisation de la mer Noire et la liberté de navigation sur le Danube. La signature de ce traité marque l'apogée de la bonne entente de Napoléon III avec la Grande-Bretagne de la reine Victoria.
Le comte Walewski, ministre français des Affaires étrangères, donne une soudaine et inattendue extension aux propos des délibérations du traité en invitant les plénipotentiaires à considérer les questions de la Grèce, de Rome, de Naples et des différents États italiens. Le Piémont-Sardaigne, allié des vainqueurs, profite de l'occasion pour dénoncer l'occupation de l'Italie par l'Autriche des Habsbourg et de prendre ainsi date auprès de l'Empereur des Français.
Par la suite, appuyées par Napoléon III et en dépit de l'opposition de l'Autriche, les deux principautés de Moldavie et de Valachie élisent toutes les deux le même candidat au trône, Alexandre Cuza (1859). L'union des deux principautés est formalisée en 1862 avec la formation des principautés unies de Roumanie qui deviendra en 1881 le royaume de Roumanie.

#### La politique italienne
La politique italienne de l'Empereur — en faveur de l'Unification et au détriment de l'Autriche — va permettre à la France d'annexer après un plébiscite le comté de Nice et la Savoie (1860).
Au nom du droit des peuples à disposer d'eux-mêmes, Napoléon III, ancien carbonaro, veut s'engager contre l'Autriche et mettre un terme à sa domination sur l'Italie, alors morcelée en divers duchés, principautés et royaumes, pour construire une Italie unie. Mais les militaires français refusent régulièrement une guerre ouverte, trop risquée. Par ailleurs, l'unification italienne pourrait menacer le pouvoir temporel du pape, tandis que les banquiers craignent les coûts et répercussions économiques possibles d'une telle aventure.
C'est l'attentat manqué d'Orsini du 14 janvier 1858 qui va convaincre Napoléon III de s'impliquer sur la question de l'Unification italienne. Condamné à mort, Orsini écrit à Napoléon III que « les sentiments de sympathie de [Sa] Majesté ne sont pas pour [lui] un mince réconfort au moment de mourir ». L’Empereur, très touché, ne peut obtenir la grâce de son agresseur mais décide de renouer ses relations avec le royaume sarde. La victoire de ses armées en Crimée lui donnait aussi l'envergure nécessaire pour accomplir cette mission qui lui tenait à cœur.

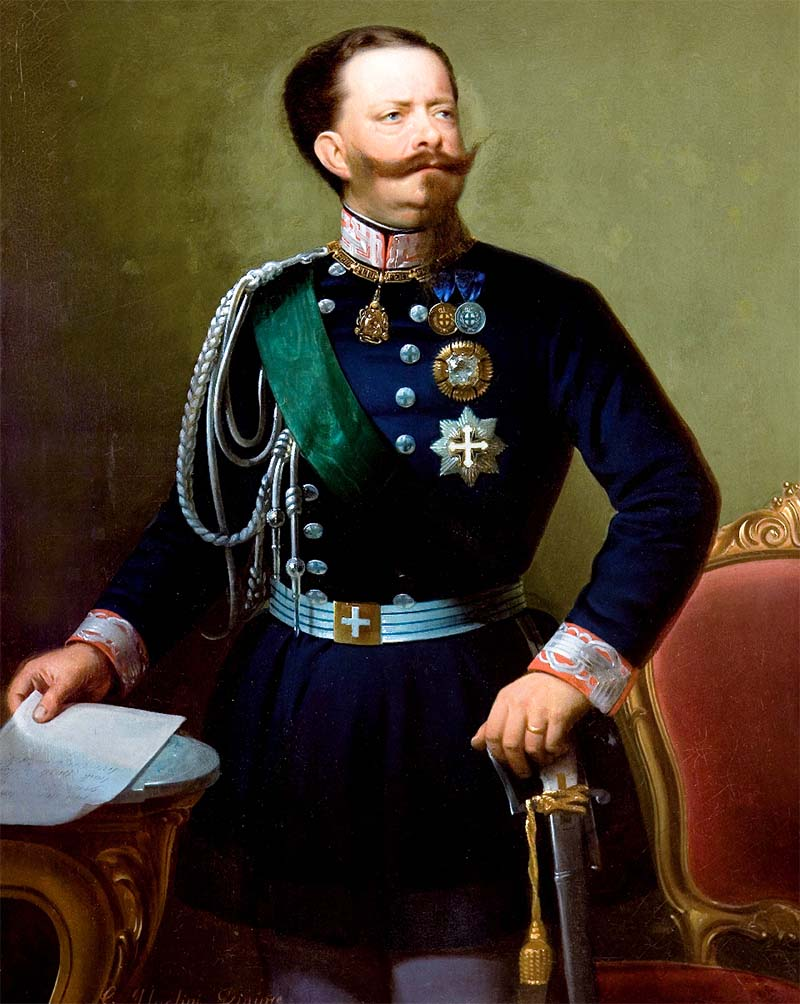
Victor-Emmanuel II, roi de Sardaigne puis roi d'Italie.

Camillo Cavour, chef du gouvernement du royaume de Sardaigne.

Il contacte secrètement Camillo Cavour, président du Conseil des ministres du Royaume de Piémont-Sardaigne à qui il propose son aide pour la création d'un royaume de Haute-Italie, lors des accords de Plombières (juillet 1858), en échange du duché de Savoie et du comté de Nice ainsi que du maintien du pouvoir temporel du pape à Rome. Il n'est pas question pour l'Empereur de faire l'unité de la péninsule mais plutôt d'aider les populations d'Italie du Nord (Piémont, Sardaigne, Lombardie, Vénétie, Parme et Modène) à s'affranchir de la puissance autrichienne tandis que le reste de la péninsule se partagerait entre un royaume d'Italie centrale (Toscane, Marches, Ombrie, Rome et Latium) et le royaume de Naples. Pour sceller cet engagement mutuel, Jérôme-Napoléon, un cousin de l’Empereur, doit épouser Clothilde, fille de Victor-Emmanuel II de Savoie. Un traité d'alliance avec le Piémont-Sardaigne est signé en bonne et due forme le 28 janvier 1859.
Avant toute intervention sur le sol italien, Napoléon III s’assure par prudence de la neutralité de la Russie et de la passivité britannique. Le 26 avril 1859, à la suite d'un ultimatum adressée au royaume de Piémont-Sardaigne quant au désarmement de ses troupes, l’Autriche lui déclare la guerre. La France engagée par son alliance défensive avec le Piémont-Sardaigne honore le traité et entre en campagne militaire contre l'Autriche. Napoléon III prend lui-même la tête de l'armée. Après les batailles de Montebello, de Palestro, de Magenta et de Solférino en mai et juin 1859, Napoléon III décide de suspendre les combats en raison des pertes françaises importantes. Il craint aussi que le conflit ne s'enlise alors que se mobilise la Prusse le 6 juin 1859. Après une rencontre au sommet entre les empereurs François-Joseph et Napoléon III à Villafranca, l'Autriche accepte de céder la Lombardie mais obtient de garder la Vénétie. Le traité de paix est signé à Zurich le 11 novembre 1859 mais Cavour, insatisfait de l'armistice, active les foyers révolutionnaires italiens par l’entremise de Garibaldi. De juillet 1859 à avril 1860, des duchés italiens se rallient les uns après les autres dans un mouvement unitaire, soutenu par l'opinion publique, et le roi de Sardaigne, Victor-Emmanuel. L'expédition des Mille menée par Garibaldi, qui débute en mai 1860, permet l'annexion du royaume des Deux-Siciles. Le 14 mars 1861, le royaume d'Italie est proclamé et Victor-Emmanuel devient roi d'Italie.

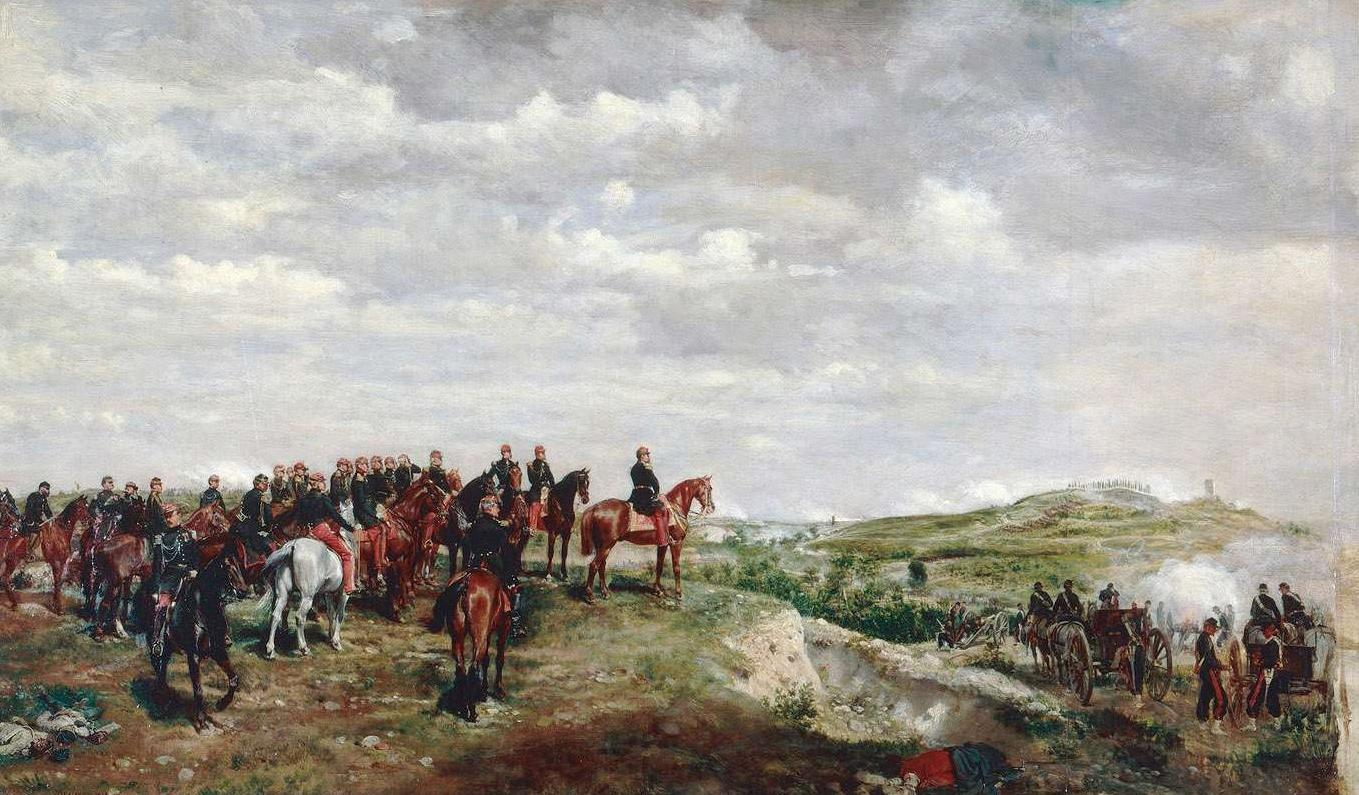
Napoléon III à la bataille de Solférino, toile de Jean-Louis-Ernest Meissonier.
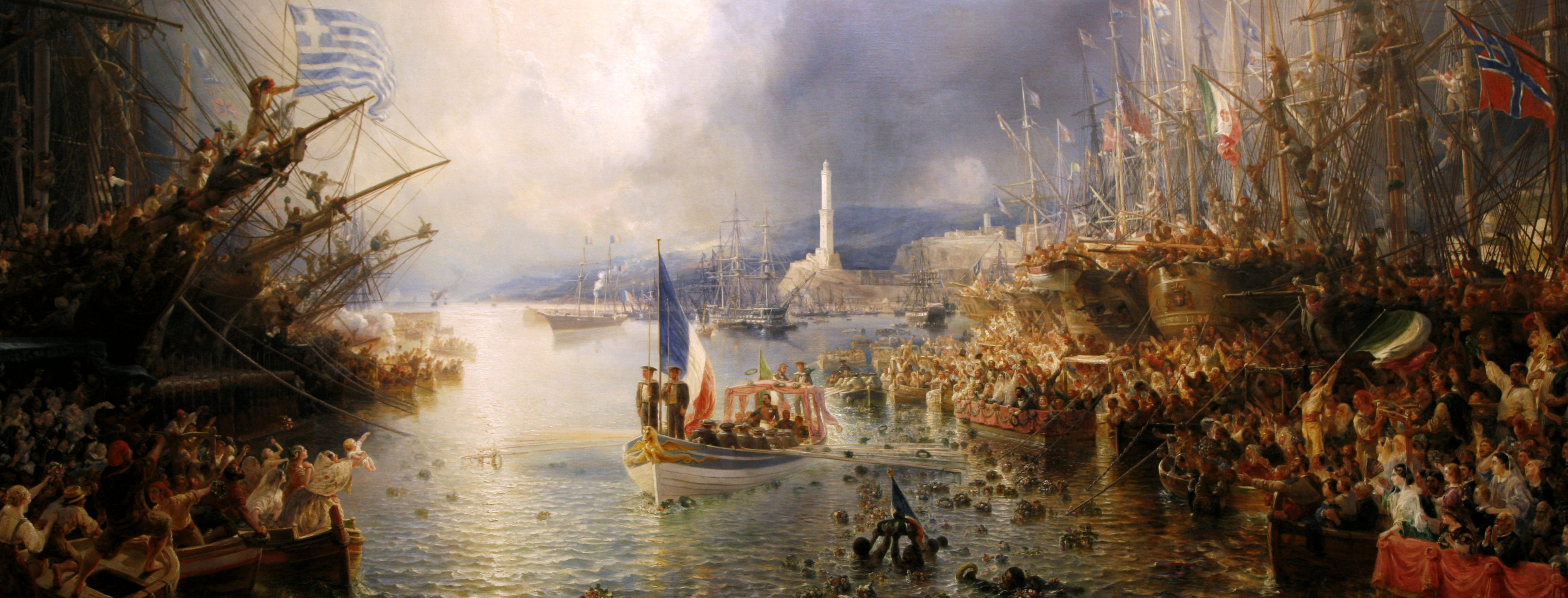
Napoléon III à Gênes (1859), toile de Théodore Gudin.

Pour Napoléon III, le bilan de cette politique italienne est mitigé. Ses succès militaires et la faiblesse de sa diplomatie ont renforcé à son égard l'hostilité de l'Autriche et de la Prusse alors que l'Italie, qui lui doit beaucoup, reste un État faible. En refusant de poursuivre la campagne victorieuse (mais coûteuse en hommes) de 1859, l'Empereur laisse Venise aux mains des Autrichiens et déçoit ses alliés savoyards.

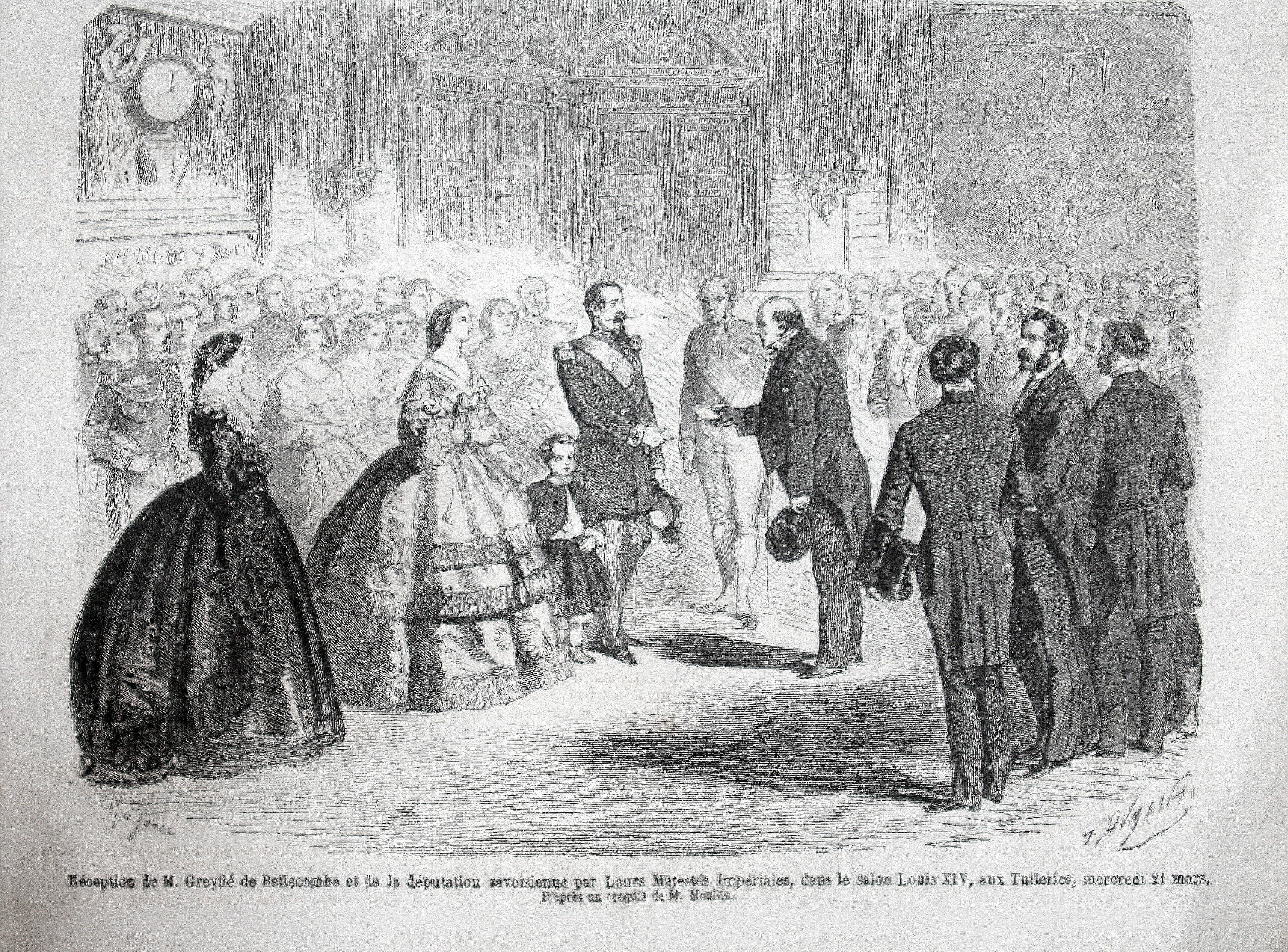
Croquis de M. Moulin, paru dans Le Monde Illustré, journal hebdomadaire, no 155, 31 mars 1860. Commentaire : Réception de M. Greyfié de Bellecombe et de la députation savoisienne par Leurs Majestés Impériales, dans le salon Louis XIV, aux Tuileries, mercredi 21 mars.

Il a néanmoins obtenu l'annexion du comté de Nice à la France ainsi que celui de la Savoie. Le traité de Turin, en mars 1860, entérine ce changement de souveraineté tout comme l'annexion au Piémont-Sardaigne des duchés de Toscane, de Parme et de Modène. La limite géographique des territoires cédés n'est cependant pas clairement fixée et l'exécution du traité est subordonnée à son approbation par les populations concernées. Ainsi, la population niçoise semble tout d'abord assez réticente à ce changement de souveraineté. Lors des élections législatives de mars 1860, les deux députés élus par les Niçois au Parlement de Turin ont été Giuseppe Garibaldi et Charles Laurenti Robaudi, tous deux farouchement opposés à l'annexion. Cependant, à l'appel du roi Victor-Emmanuel, la population finit par accepter son changement de souveraineté lors du plébiscite des 15 et 16 avril 1860 où le « oui » remporte officiellement 83 % des inscrits dans l'ensemble du comté de Nice et 86 % dans la ville même de Nice. En Savoie, les mêmes réticences s'expriment. Certains veulent être indépendants et d'autres réclament leur réunion à la Suisse. Le résultat du plébiscite organisé dans les mêmes conditions qu'à Nice donne la victoire aux partisans de l'annexion à la France. Le 14 juin 1860, la réunion de la Savoie à la France devient effective sous la forme de deux départements : la Savoie et la Haute-Savoie. L'année suivante, ce sont Menton et Roquebrune, deux villes libres placées sous la protection de la maison de Savoie et également consultées lors du plébiscite d'avril 1860, qui rejoignent le département français des Alpes-Maritimes après dédommagement du Prince Charles III de Monaco.
La politique italienne de Napoléon III lui a cependant aussi aliéné les catholiques français ultramontains, car l'unité de l'Italie du Nord a mis les États pontificaux en péril. Cherchant à apaiser le mécontentement des milieux catholiques français, l'Empereur initia en 1860 une intervention en Syrie après le massacre de populations chrétiennes et jusqu'en 1870, empêche le nouveau royaume d'Italie de finaliser l'unité, en laissant des troupes à Rome pour protéger les derniers vestiges du pouvoir temporel du pape.

### Expéditions lointaines et expansion coloniale

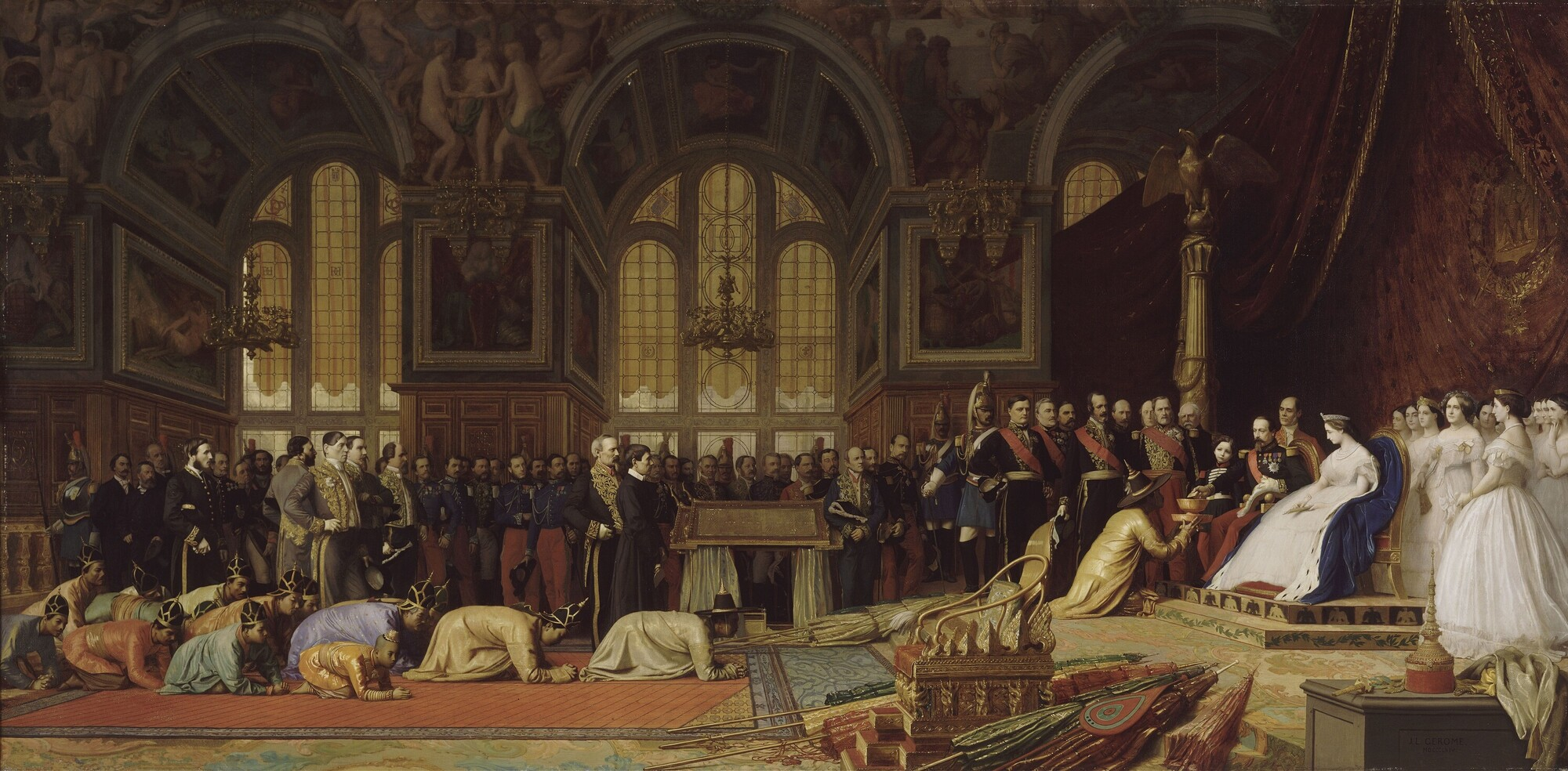
Réception des ambassadeurs siamois par Napoléon III et l'Impératrice Eugénie dans la grande salle de bal Henri II du château de Fontainebleau, le 27 juin 1861.
Tableau par Jean-Léon Gérôme, 1864. Musée national du château de Fontainebleau.

À son arrivée au pouvoir, Napoléon III avait hérité d'un empire colonial modeste comprenant la Martinique, la Guadeloupe, la Guyane, La Réunion, des comptoirs en Inde, Saint-Pierre-et-Miquelon, Mayotte et ses dépendances ainsi que quelques autres îles notamment en Polynésie. Si au début, Napoléon III n'a aucun programme pour les colonies qu'il considère comme des fardeaux, l’idéologie des saint-simoniens va toutefois ostensiblement influencer les grandes lignes politiques de la colonisation sous le Second Empire, époque sous laquelle la surface des possessions françaises est finalement triplée. Napoléon III encourage une politique d’expansion et d’intervention outre-mer, autant par souci de prestige, que dans le but également de se concilier certaines fractions du corps social comme les militaires, les catholiques et les candidats à l'émigration vers des contrées lointaines. Sur son initiative est réorganisée l'administration coloniale en 1854 avec la création d'un comité consultatif des colonies suivie en 1858 de la création du ministère de l'Algérie et des Colonies. La politique coloniale de l'Empereur est principalement inspirée par les saint-simoniens. Elle se manifeste non seulement par le développement des ports coloniaux mais aussi par le commencement du percement du canal de Suez (1859-1869) en Égypte à l'initiative de Ferdinand de Lesseps et de Prosper Enfantin. Ce dernier sera, au côté du saint-simonien Ismaÿl Urbain, le grand inspirateur de la politique arabophile de l'Empereur et notamment de sa politique algérienne. Dans le cadre de cette expansion coloniale, les forces navales sont aussi modernisées avec la mise en chantier d'une quinzaine de cuirassés et de navires à vapeur pour transporter les troupes.

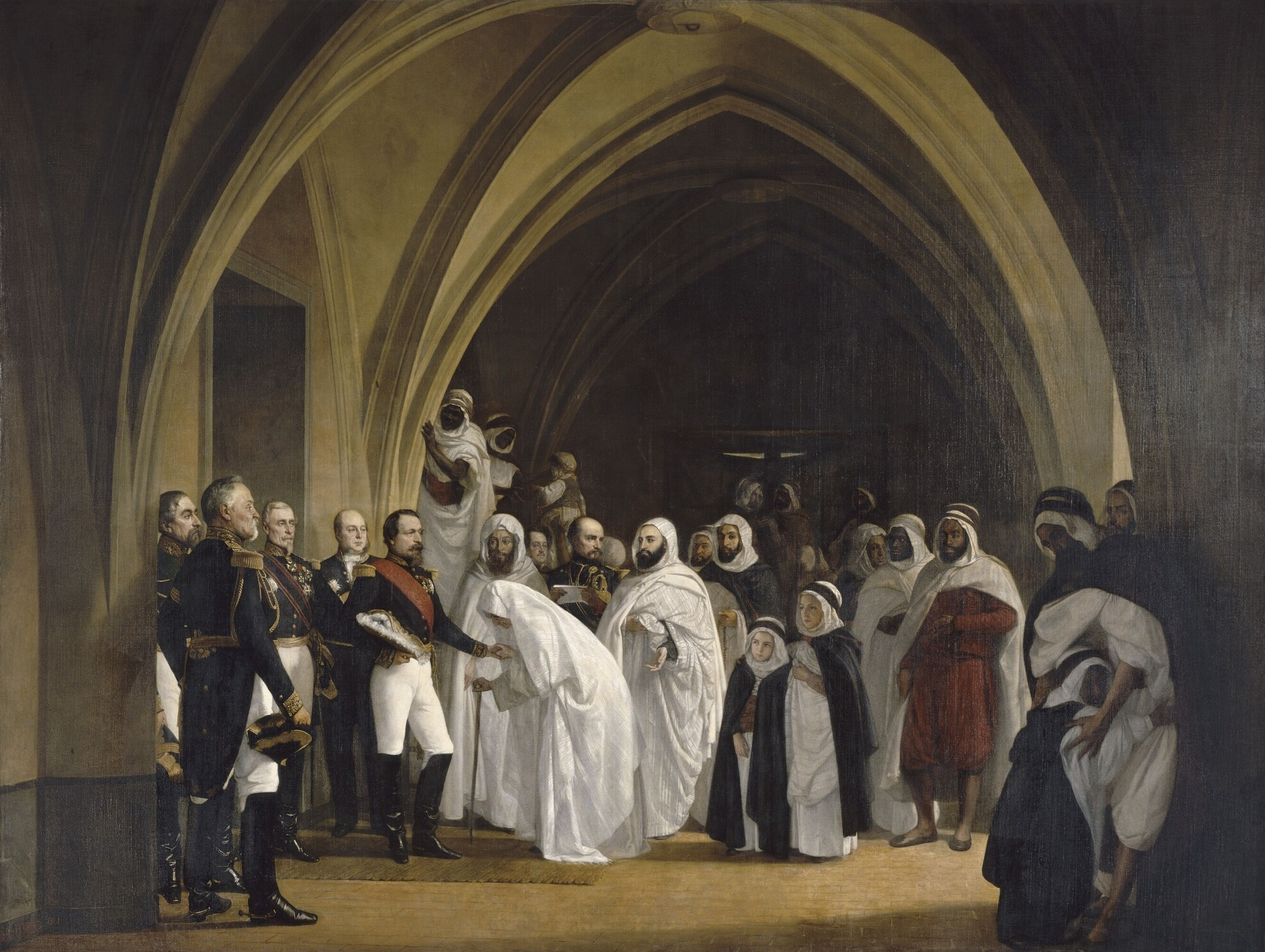
Napoléon III rend la liberté à l'émir Abd el-Kader. Tableau par Ange Tissier (1861).

Au nom du libre-échangisme dont il est un ardent partisan et en dépit d'une forte opposition, Napoléon III autorise les colonies à pouvoir librement commercer avec les pays étrangers dans des conditions douanières similaires à celle de la métropole. Mais c'est en Algérie que va se manifester avec le plus d'éclat le volontarisme napoléonien. L'Algérie française est une colonie qui ne lui est pas acquise. Les électeurs y avaient désapprouvé le coup d'État lors du plébiscite de décembre 1851. La colonie est d'abord négligée dans les premières années du règne et laissée sous le contrôle de l'armée. Napoléon III s'y rend pour la première fois en septembre 1860 et en revient avec une vision nettement plus favorable qu'à son arrivée. À son retour, l'une de ses premières initiatives est de supprimer le ministère de l'Algérie et des Colonies dont l'administration civile a sur place porté atteinte à la propriété foncière musulmane et de remettre la colonie sous administration militaire avec pour mission notamment d'arrêter le cantonnement des indigènes. Il envisage à l'époque la création d'une entité arabe centrée sur Damas et dirigée par l'émir Abd el-Kader, ancien chef de la rébellion algérienne qu'il avait fait libérer en 1852 et qui vivait depuis en Syrie. Ainsi constituée, cette nation arabe serait placée sous la protection de l'Empereur des Français. En 1862, dans cette perspective, il expose sa vision, teintée de paternalisme, du développement de l'Algérie basé sur « l'égalité parfaite entre indigènes et Européens ». Pour lui, l'Algérie n'est pas une colonie mais un royaume arabe, « les indigènes comme les colons ont aussi droit à ma protection. Je suis l'Empereur des Français et des Arabes ». En Algérie, la déclaration est non seulement mal reçue par les autorités militaires dirigées successivement par le maréchal Pélissier puis par le maréchal de Mac Mahon, mais aussi par les colons soutenus en métropole par Jules Favre et Ernest Picard. Symboliquement, Napoléon III décore de la Légion d'honneur Abd el-Kader alors qu'Ismayl Urbain publie l’Algérie pour les Algériens, où il défend les idées de royaume arabe que Napoléon III songe à mettre en œuvre mais auquel s’opposent farouchement les colons et les intérêts économiques algériens. Lors de sa seconde visite en Algérie au printemps 1865, Napoléon III expose son intention de créer un royaume arabe qui serait uni à la France sur le modèle d'une « union personnelle » comme l’Autriche et la Hongrie et comme le sera sous peu la Grande-Bretagne et le Canada. Il envisage également la partition de l'Algérie en deux, réservant une large façade maritime pour les colons qui devraient alors évacuer toute la partie méridionale des hauts-plateaux ainsi que les abords du Sahara. Parallèlement, plusieurs sénatus-consultes sont édictés pour mettre en forme la volonté de l'Empereur. Après un premier sénatus-consulte du 22 avril 1863 qui avait réformé le régime de propriété foncière pour délimiter les terres des tribus et les protéger des confiscations abusives, un autre en date du 14 juillet 1865 accorde la nationalité française aux Algériens musulmans (et aussi juifs) accompagnés de droits civils et politiques à condition qu'ils aient renoncé à leur statut personnel fixé par la loi religieuse (ils doivent concrètement renoncer à la polygamie, au divorce alors interdit en France et aux prescriptions du droit successoral coranique),. Mais ces diverses initiatives, comme celle de donner une constitution à l'Algérie, ne résistent pas à l'opposition des colons, majoritairement hostiles à l'Empire, puis à la famine qui affecte la colonie à la fin des années 1860. L'idée d'instaurer un royaume en Algérie uni à la France par des liens personnels et dirigé par les autochtones est finalement abandonnée en 1869.

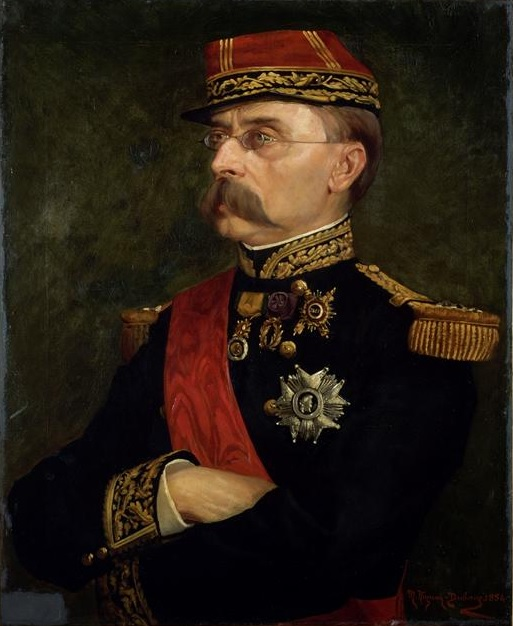
Louis Faidherbe.

Dans l'ouest africain, la présence française se renforce au Sénégal grâce au colonel Louis Faidherbe, gouverneur de 1854 à 1865. En 1857, les troupes françaises, conduites par le capitaine Protet, prennent ainsi possession de la côte de Dakar et y érigent un petit fort sur lequel le pavillon français est hissé. La construction du poste de Médine en 1865 assure alors le contrôle de toute la vallée du fleuve Sénégal. D’habiles manœuvres permettent à Joseph Lambert, commerçant et armateur à l’île Maurice d’obtenir pour la France, en 1860, une grande influence sur Madagascar qui ne manque pas de s'étendre aux Comores. En 1862, la France s'implante également en Nouvelle-Calédonie et à Djibouti par l'achat d'Obock (1862).
Enfin, en Extrême-Orient, à la suite de massacres de missionnaires en Chine et de la saisie de navires de commerce, les premières expéditions d'envergure sont lancées. La France se joint à l'Angleterre pour participer à une expédition punitive. Après avoir bombardé Canton en décembre 1857, la flotte franco-britannique remonta jusqu'à Pékin où de lourdes pertes sont infligées à l'escadre européenne. Un nouveau corps expéditionnaire comprenant 8 000 Français et 12 000 Britanniques est alors envoyé en Chine en décembre 1858. Après avoir dispersé 40 000 Chinois, il investit le palais d'été avant d'entrer dans Pékin. L'épisode qui se solde par la reddition des Chinois et la rédaction d'un nouveau traité de commerce est ternie par la mise à sac du palais d'été dont les œuvres d'art partent notamment enrichir les collections du château de Fontainebleau.
Dans la même région, à la suite du massacre de missionnaires français en Annam, notamment dans la région de Cochinchine, la flotte française s'empare de Saïgon en 1859. Le 5 juin 1862, le traité de Saïgon accorde à la France trois provinces de la Cochinchine tandis que l'année suivante le roi Norodom Ier signe un accord avec la France établissant un protectorat français sur le Cambodge afin de le préserver des ambitions territoriales de l'Annam et du Siam. En 1867, en échange de la reconnaissance par le Siam du protectorat français, la France s'engage à ne pas annexer le Cambodge à la Cochinchine et accepte de reconnaître la mainmise siamoise sur les provinces de Battambang et d'Angkor.
En fin de compte, l'Empire colonial français dont la superficie était inférieure à 300 000 km2 en 1851 verra celle-ci dépasser 1 000 000 km2 en 1870.

### L'expédition du Mexique
Au début des années 1860, le Mexique est un pays en proie à de profondes rivalités politiques et à l'instabilité qui mettent le pays au bord d'une nouvelle guerre civile. Appauvri, l’État mexicain, endetté principalement vis-à-vis de l’Angleterre mais aussi vis-à-vis de l’Espagne et de la France, décide le 17 juillet 1861 de suspendre pour deux ans le paiement de sa dette extérieure.
Pour Napoléon III, qui vient alors d'obtenir un succès relatif en Italie, l’opportunité est tentante d'intervenir au Mexique et d'y installer un régime qui lui soit favorable politiquement mais aussi économiquement. Depuis longtemps, dès l'époque où il était enfermé au fort de Ham, il avait réfléchi aux enjeux géostratégiques de cette région du monde. Rêvant de la possibilité de constituer un solide empire latin dans cette région d'Amérique du Nord capable de freiner et repousser l'expansion des États-Unis et l'influence anglo-saxonne et protestante, il avait pris également conscience de la position stratégique majeure de l'isthme de Panama. En créant une zone d'influence française dans cette région du monde, il offrirait des débouchés pour l'industrie mais aussi un accès à de nombreuses matières premières. Une fois l'ordre rétabli, le progrès serait au rendez-vous permettant à cet hypothétique nouveau centre de commerce et d'exploitation que serait un Mexique sous influence française de devenir le premier pays industrialisé d’Amérique latine détournant des États-Unis des milliers de colons italiens, irlandais, grecs ou de ressortissants en provenance de tout autre pays en difficulté.
Si pour son conseiller économique, Michel Chevalier, l'ambition mexicaine constitue ainsi une « œuvre visionnaire et moderne », dans l'entourage d'Eugénie, l'enjeu politique et religieux prédomine avec la perspective de l'émergence d'une grande monarchie catholique, modèle régional capable de contrer la république protestante des États-Unis et, par effet de dominos, de procurer des trônes pour les princes européens.

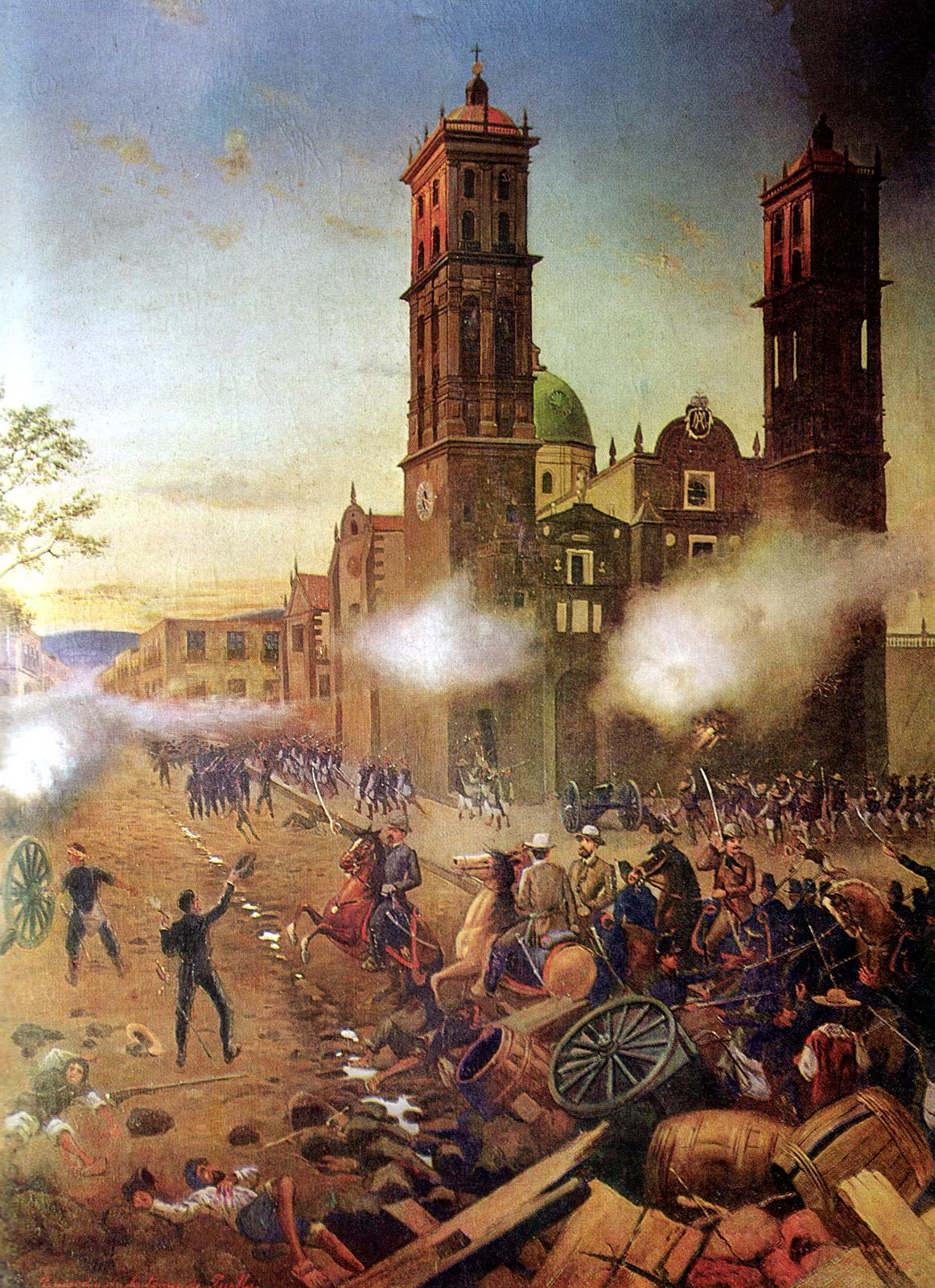
Bataille et siège de Puebla.

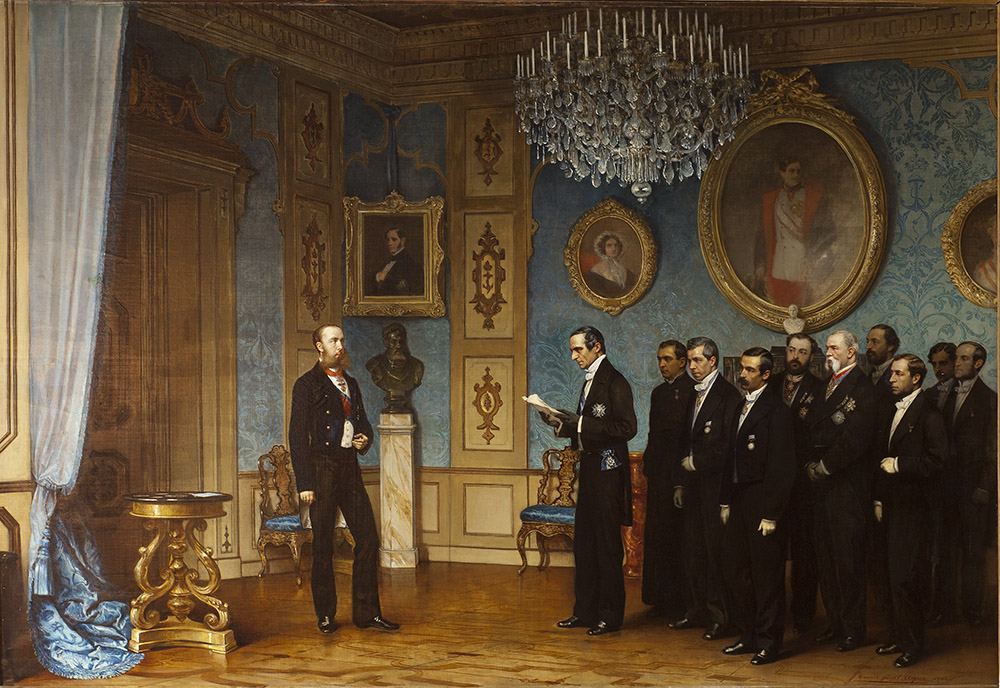
L'Archiduc Maximilien est désigné empereur du Mexique en 1864.

Afin officiellement de protéger les intérêts économiques français au Mexique, Napoléon III, profitant de la guerre de Sécession qui déchire l'Amérique s’allie le 31 décembre 1861 avec le Royaume-Uni et l’Espagne pour lancer une expédition militaire. Des négociations ont lieu entre le gouvernement libéral mexicain et Européens, après que ces derniers eurent signé la Convention de Soledad mais elles n'aboutissent qu'à une impasse. En avril 1862, il ne reste plus au Mexique que la seule armée française à la suite du retrait du conflit des Britanniques et des Espagnols peu enclins à suivre les initiatives de la France.
Dans un contexte de guérilla soulignée par la bataille de Camerone, après la bataille de Las Cumbres del Borrego suivie notamment du siège de Puebla, la ville de Mexico, capitale du pays, est prise le 7 juin 1863. Benito Juárez se retire à San Luis Potosi où il refuse de se démettre de ses fonctions, installe son gouvernement et son état major et appelle la population à la résistance. En juillet 1863, une assemblée de notables membres du parti conservateur mexicain, réunie à Mexico, appelle à la formation d'un gouvernement monarchique dirigé par un prince catholique. La couronne est proposée à Maximilien de Habsbourg, frère de François-Joseph Ier d'Autriche, afin de compenser diplomatiquement l'engagement français en Italie et de resserrer l'alliance franco-autrichienne. Après avoir tergiversé une année, Maximilien l'accepte. Si le Second Empire mexicain est proclamé le 10 avril 1864, Maximilien n'entre dans Mexico que deux mois plus tard le 12 juin 1864, accompagné de son épouse, l'archiduchesse Charlotte.

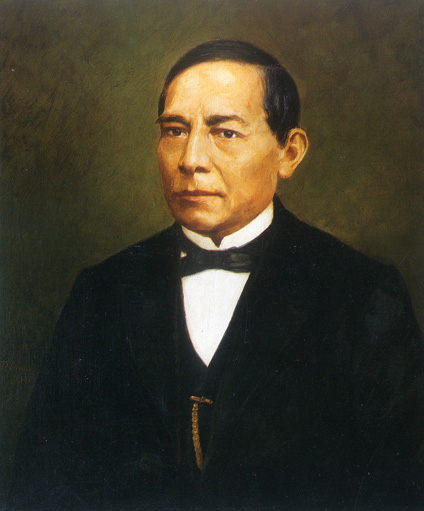
Benito Juárez.

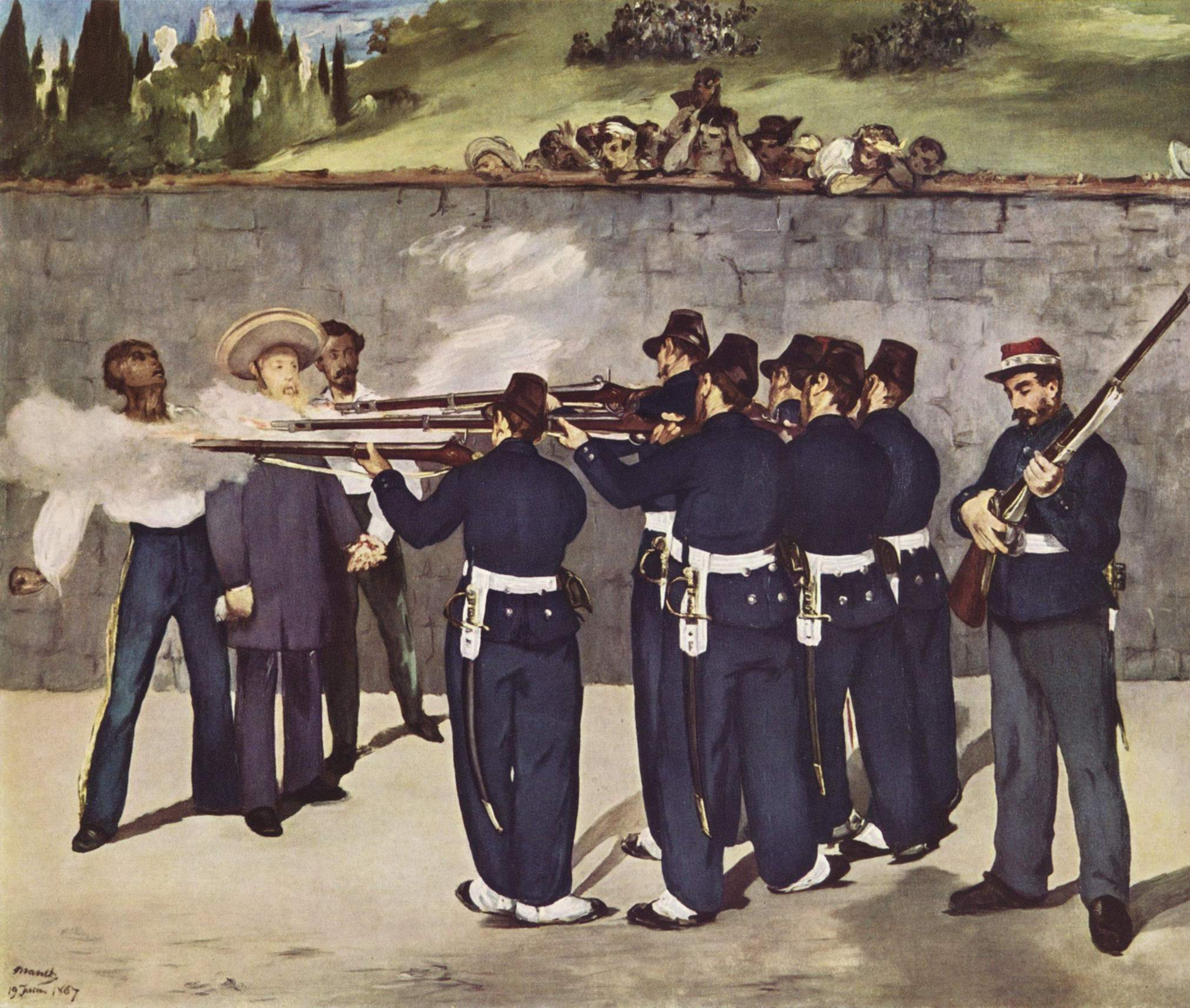
L'Exécution de Maximilien, toile d'Édouard Manet.

Il ne règne pourtant que sur une partie du territoire mexicain, certaines régions comme l'Oaxaca ou le port de Matamoros échappant au contrôle du gouvernement impérial tandis que des gouverneurs de province apportent leur soutien à Juarez établi à Monterrey après avoir été obligé de fuir San Luis Potosi avant de s'installer à Paso del Norte. Conscient que son armée n'a servi qu'à épauler les conservateurs mexicains, Napoléon III est décidé à retirer ses troupes d'une manière honorable mais définitive. Même la légion étrangère qu'il comptait céder à Maximilien est finalement rapatriée. Il confie au général Bazaine une mission de pacification mais les opérations s'enlisent face à la guérilla juariste tandis que Maximilien se montre incapable de gagner la confiance du peuple mexicain et ne tarde pas à se rendre impopulaire. A contrario, Juarez, assimilé à un nouveau Simón Bolívar, devient progressivement dans toute la région le symbole du refus de la servitude, le héros de l'indépendance des peuples et s'attire la bienveillance des États-Unis. Au moment où son propre pouvoir est remis en cause au sein du camp républicain, il organise un coup d'état qui lui permet de proroger ses fonctions à la tête du gouvernement républicain au lieu de passer les pouvoirs en vertu de la constitution républicaine du Mexique. En février 1865, si Oaxaca tombe aux mains des Français sans combat, les milliers de Mexicains qui sont faits prisonniers lors de la chute de la ville sont relâchés, faute de pouvoir être emprisonnés. La plupart rejoignent les guérilleros ou les troupes du gouvernement de la république au nord.
En avril 1865, la guerre de Sécession prend fin aux États-Unis. Dans ce conflit, la France avait été officiellement neutre. Mais à l'exception de quelques personnalités, la cour impériale avait été favorable à la sécession,, le Sud étant d'ailleurs reconnu comme État belligérant d'autant plus que pour Napoléon III, la sécession du Sud correspondait au droit des peuples à disposer d'eux-mêmes. La fin de cette guerre permet au gouvernement américain d'appliquer la doctrine Monroe et d'apporter un soutien plus direct aux troupes de Benito Juárez, renversant la dynamique militaire jusque-là favorable aux Français. Le ministre des Affaires étrangères américain, William H. Seward signifie ainsi à Napoléon III que son pays n'accepte pas l’intervention française contre le gouvernement républicain de Juárez et exige le retrait des troupes françaises. Cet appui des États-Unis au gouvernement républicain qui n'a jamais quitté le territoire national,, mais aussi le coût de l'expédition militaire, et les victoires successives des troupes républicaines menées par des généraux de valeurs tels que Porfirio Díaz et Mariano Escobedo à la fin de l'année 1865 amènent Napoléon III à ordonner le 15 janvier 1866 l'abandon de Mexico, Puebla et Veracruz puis le rapatriement de toute l'armée française dans les 18 mois y compris la Légion étrangère initialement cédée à Maximilien . En février 1867, le dernier navire français quitte les rives du Mexique, laissant derrière lui l'Empereur Maximilien qui a refusé d'abdiquer. Fait prisonnier à Santiago de Querétaro, il est exécuté le 19 juin 1867. En conséquence de cet abandon, le rapprochement avec l'Empereur François-Joseph est définitivement compromis. Sur les 38 493 militaires français envoyés au Mexique représentant 20 % des forces françaises, 6 654 sont morts de blessures ou de maladie. À ces troupes françaises s'étaient joints 450 soldats soudano-égyptiens, 7 000 austro-hongrois et 2 000 volontaires belges.

### Relations franco-japonaises

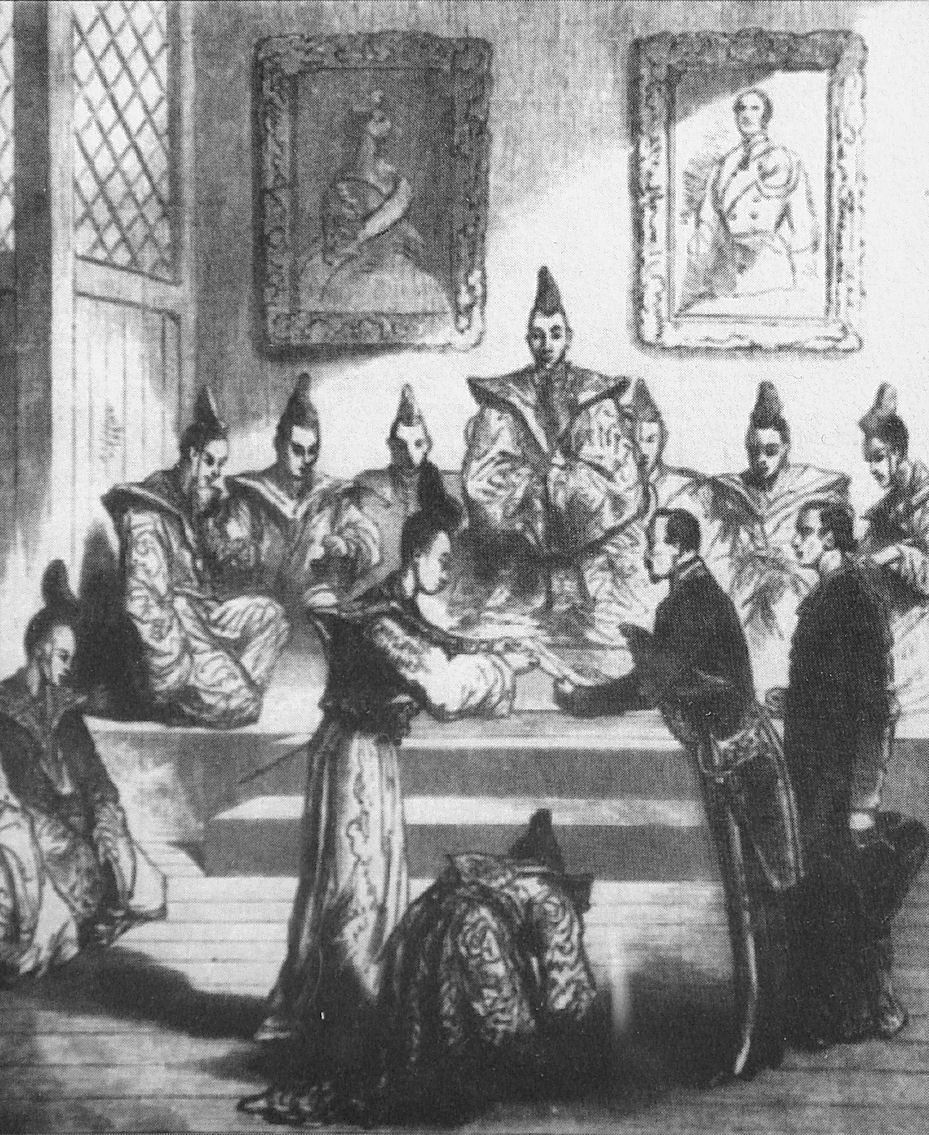
Le 4 février 1860, Duchesne de Bellecourt remet le traité ratifié d'amitié et de commerce entre la France et le Japon au shogun.

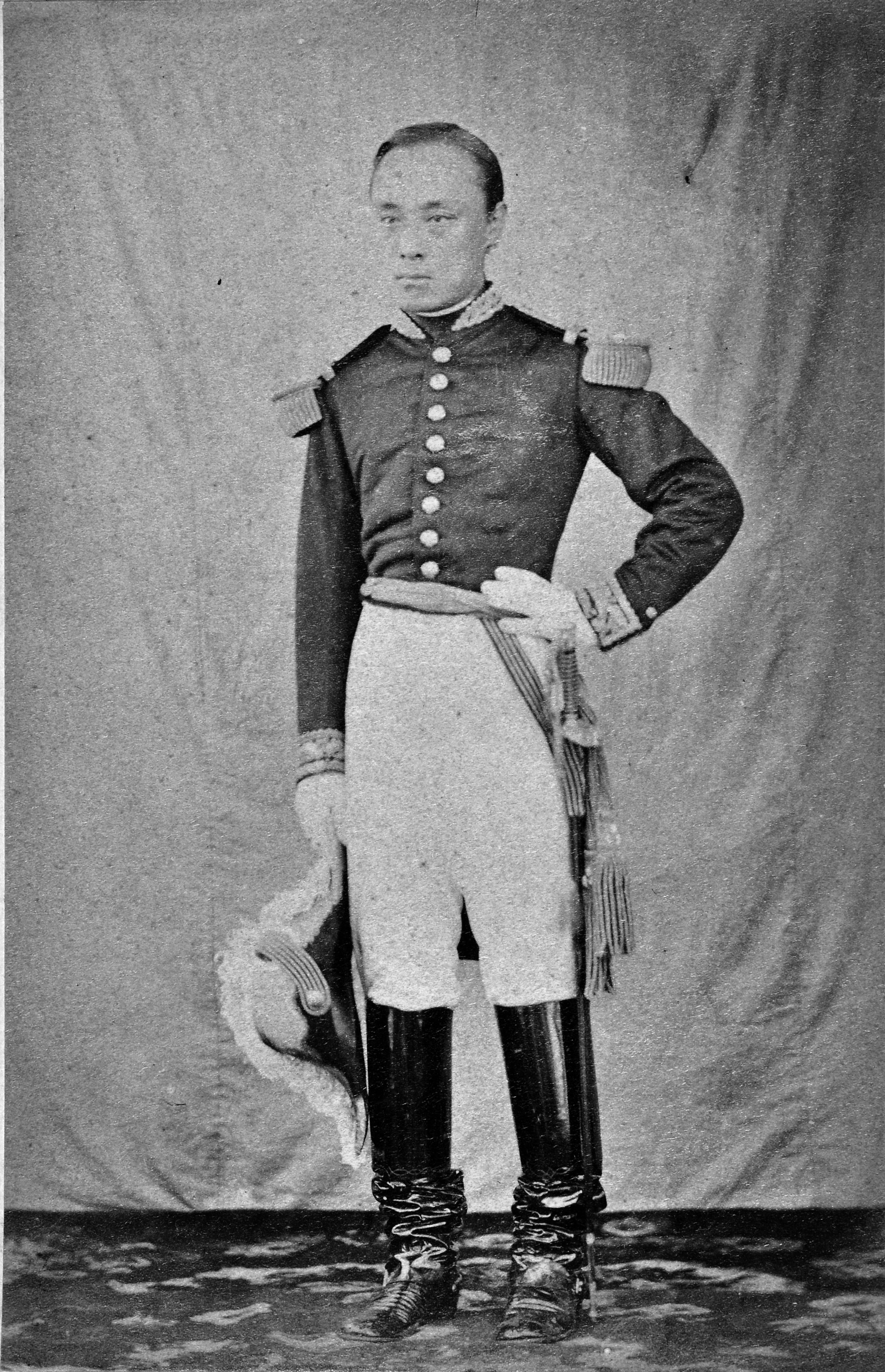
Yoshinobu Tokugawa en uniforme de militaire français (1867).

Sous le Second Empire, c’est par le biais de Gustave Duchesne de Bellecourt, ambassadeur de France au Japon (1859-1864) que les rapports entre les deux pays vont s’officialiser le 9 octobre 1858 autour du Traité de Paix, d’Amitié et de Commerce, ce traité prévoyant notamment l’ouverture de cinq ports au commerce et aux sujets français (d'Edo, de Kōbe, de Nagasaki, de Niigata et de Yokohama). Le 4 février 1860, l’ambassadeur apporte au Shôgun le traité franco-japonais ratifié. Napoléon III confiera par la suite l’ensemble de ses prérogatives concernant le Japon à Léon Roches qui succède à Duchesne de Bellecourt.
C'est le Shôgun Yoshinobu Tokugawa qui règne alors sur le Japon ; il appartient à une dynastie (1603-1867) ayant su établir et préserver 250 ans de paix. Tokugawa subit des pressions intérieures et extérieures, de la part tant des partisans du rejet des étrangers qui vont se rapprocher progressivement de l’autorité impériale et pencheront pour la restitution du pouvoir à l'empereur, que des puissances étrangères qui forcent l’ouverture au commerce extérieur et hormis l’Empire français, favorisent la montée en puissance de l’empereur japonais.
De ce fait, Léon Roches, qui avait su gagner la confiance du Shôgun, tint une position privilégiée au regard du contexte hermétique du Japon hérité d’une culture multiséculaire. Suivant la volonté de l’Empire français, il parvient à établir une relation diplomatique, culturelle, commerciale, industrielle et militaire qui servira à la fois l’essor japonais et l’essor français sur des points cruciaux de leur histoire et de leur développement.
En 1865 est obtenue la création d’une ligne de navigation directe entre la France et le Japon, assurée par la Compagnie des Messageries Impériales (Messageries maritimes).

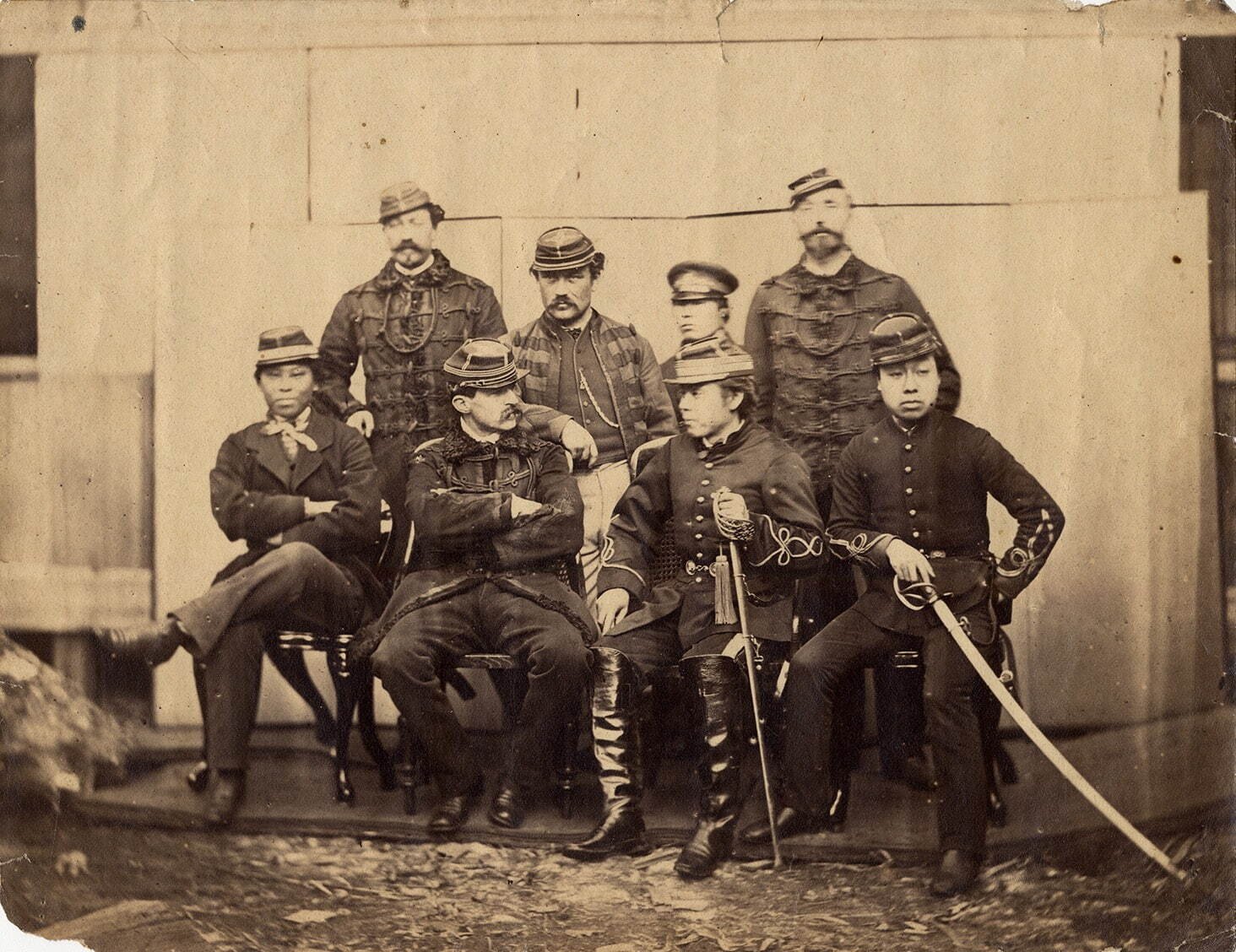
Le lieutenant Jules Brunet et d'autres conseillers militaires français en compagnie de leurs alliés japonais durant la guerre de Boshin.

Dans les années 1850, l’élevage des vers à soie est fortement touché par la pébrine et la production française alors à son apogée au sein des maisons soyeuses de l’industrie lyonnaise se dégrade considérablement. Le Shôgun Tokugawa envoie en présent des cocons de soie à Napoléon III. À partir de 1865, le commerce des graines et des balles de soie entre Yokohama et Lyon se développe (le jumelage entre Lyon et Yokohama établi par le consul général du Japon Louis Michallet sous l’égide du club Lyon-Japon fait écho à cette période). En cinq ans Lyon devient la première place mondiale du commerce de la soie. En 1872, afin de répondre à la forte demande étrangère, la première filature de soie est construite à Tomioka au Japon, et la France joue un rôle de premier plan dans les exportations japonaises.

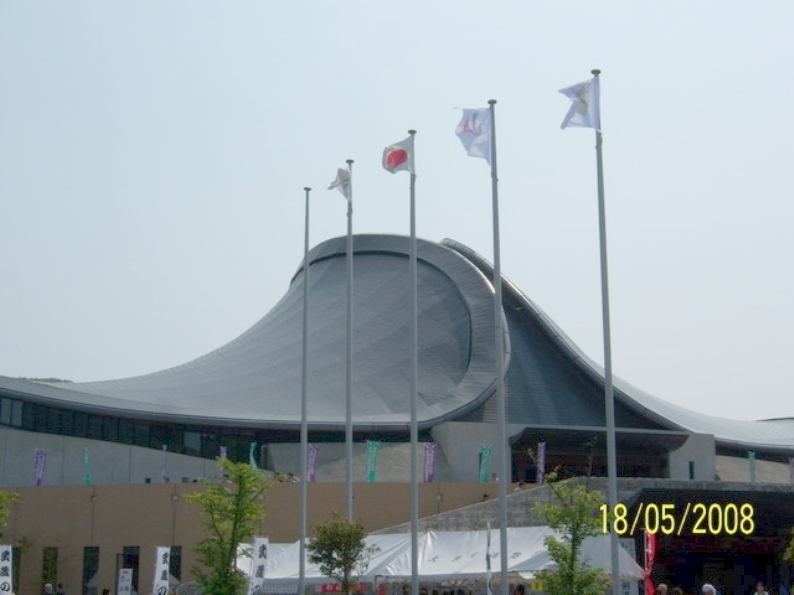
Budokan Miyamoto Musashi lors du anniversaire des relations franco-japonaises, le 18 mai 2008.

Par la suite, le Shôgun confie à la France la construction du premier arsenal maritime japonais. L'Empire français envoie ses ingénieurs qui dispensent savoir-faire et technologies. De 1865 à 1876, François Léonce Verny entreprend la construction de l’arsenal de Yokosuka. De plus, en 1866, afin de résister à la montée de forces rebelles attisées par les politiques et les agressions extérieures, le Shôgun demande que soit envoyée une mission militaire française afin de moderniser et renforcer l’armée de terre qu’il mène. Napoléon III répond à cette demande par la vente d’armement français et la venue au Japon du lieutenant d’artillerie Jules Brunet (qui sera plus tard appelé « dernier samouraï » eu égard au service qu’il rendit inlassablement au Shôgunat, combattant à ses côtés). Il arrive ainsi sous les ordres du capitaine Jules Chanoine pour former l’armée du shôgun et instaurer une administration militaire fondée sur le modèle français.
En 1868, Napoléon III rappelle l’ambassadeur Léon Roches en France après la chute du Shôgunat tandis que l’ambassadeur britannique reste au Japon grâce à son soutien au parti de l'empereur. Le Japon moderne a rendu hommage aux liens étroits qui unirent l'Empire français et le Shôgunat Tokugawa au travers du Budokan Miyamoto Musashi dont le toit rappelle le bicorne, couvre-chef de l'oncle de Napoléon III.

### La crise luxembourgeoise
Le soutien que Napoléon III avait donné à la cause italienne avait provoqué les espoirs d'autres nations. La proclamation du royaume d'Italie le 18 février 1861 après la rapide annexion de la Toscane et du royaume de Naples avait prouvé le danger des demi-mesures. Mais quand la concession, même limitée, a été faite pour la liberté d'une nation, elle pouvait difficilement être refusée pour les non moins légitimes aspirations des autres.
Au début des années 1860, l'attachement de Napoléon III au principe des nationalités le pousse à ne pas s'opposer à l'éventualité d'une unification allemande, remettant ainsi en cause une politique menée depuis Richelieu et le traité de Westphalie (1648). Pour lui, « la Prusse incarne la nationalité allemande, la réforme religieuse, le progrès du commerce, le constitutionnalisme libéral ». Il la considère comme « la plus grande des véritables monarchies allemandes » notamment parce qu'elle accorde « plus de liberté de conscience, est plus éclairée, accorde plus de droits politiques que la plupart des autres États allemands ». Cette conviction basée sur le principe des nationalités le conduit non seulement à apporter en Russie son soutien à la révolte polonaise contre le Tsar en 1863 mais aussi à adopter une neutralité bienveillante lors de l'affrontement décisif entre la Prusse et l'Autriche. L'Empereur espère en fait tirer avantage de la situation quel que soit le vainqueur en dépit des avertissements de Thiers devant le Corps législatif.
À la suite de la défaite autrichienne de Sadowa, l'Autriche est refoulée vers les Balkans : l'Italie obtient la Vénétie comme le souhaitait Napoléon III alors que la Prusse obtient le Holstein, le Hanovre, la Hesse-Cassel, le duché de Nassau et Francfort-sur-le-Main pour former la confédération d'Allemagne du Nord.

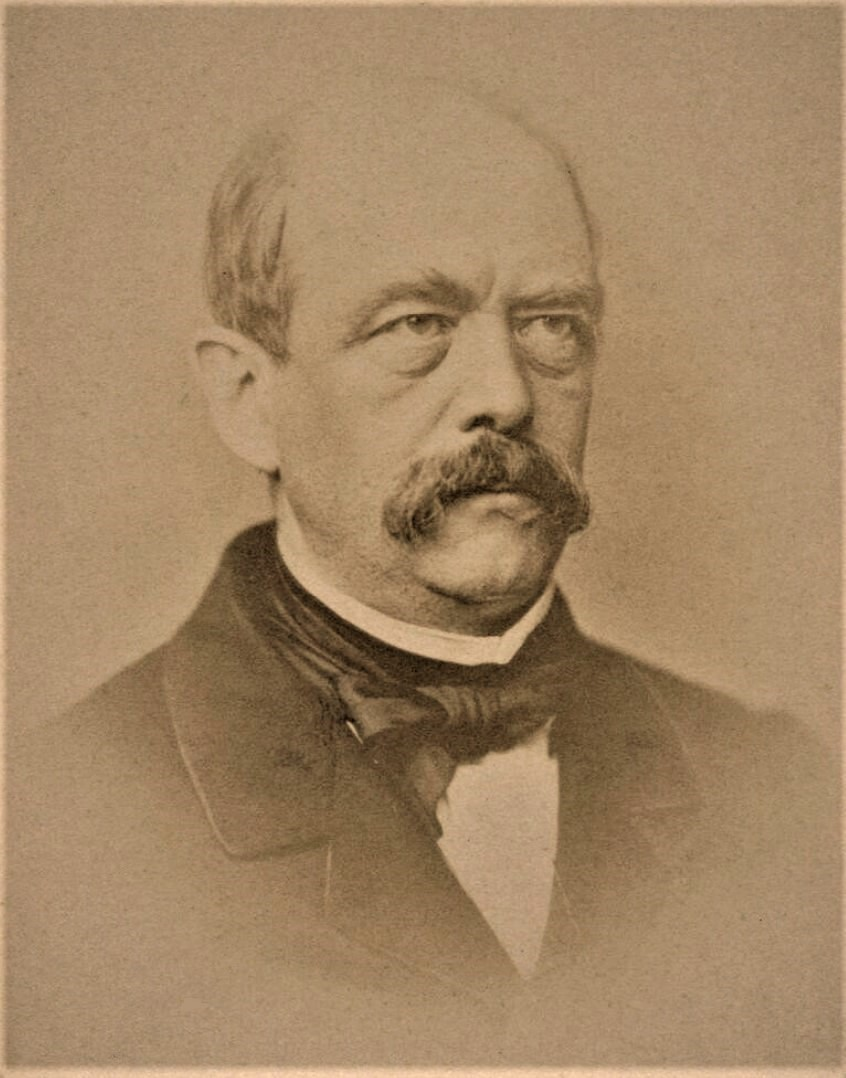
Otto von Bismarck.

Napoléon III entend aussi récolter les fruits de son attitude conciliante vis-à-vis de la Prusse. Lors de l'entrevue de Biarritz (1865), le chancelier Otto von Bismarck lui avait affirmé qu'aucune cession de territoire allemand à la France n'était envisageable mais qu'il admettait toutefois, qu'en cas d'intercession de la France dans la résolution du conflit avec l'Autriche, des concessions territoriales puissent être possibles. Ainsi, la Prusse resterait neutre en cas d'occupation par la France de la Belgique et du Luxembourg (politique dite des « pourboires »). Dans le même temps, Bismarck passe secrètement avec les États d'Allemagne méridionale un traité de protection mutuelle pour se prémunir d'une agression éventuelle de la France.

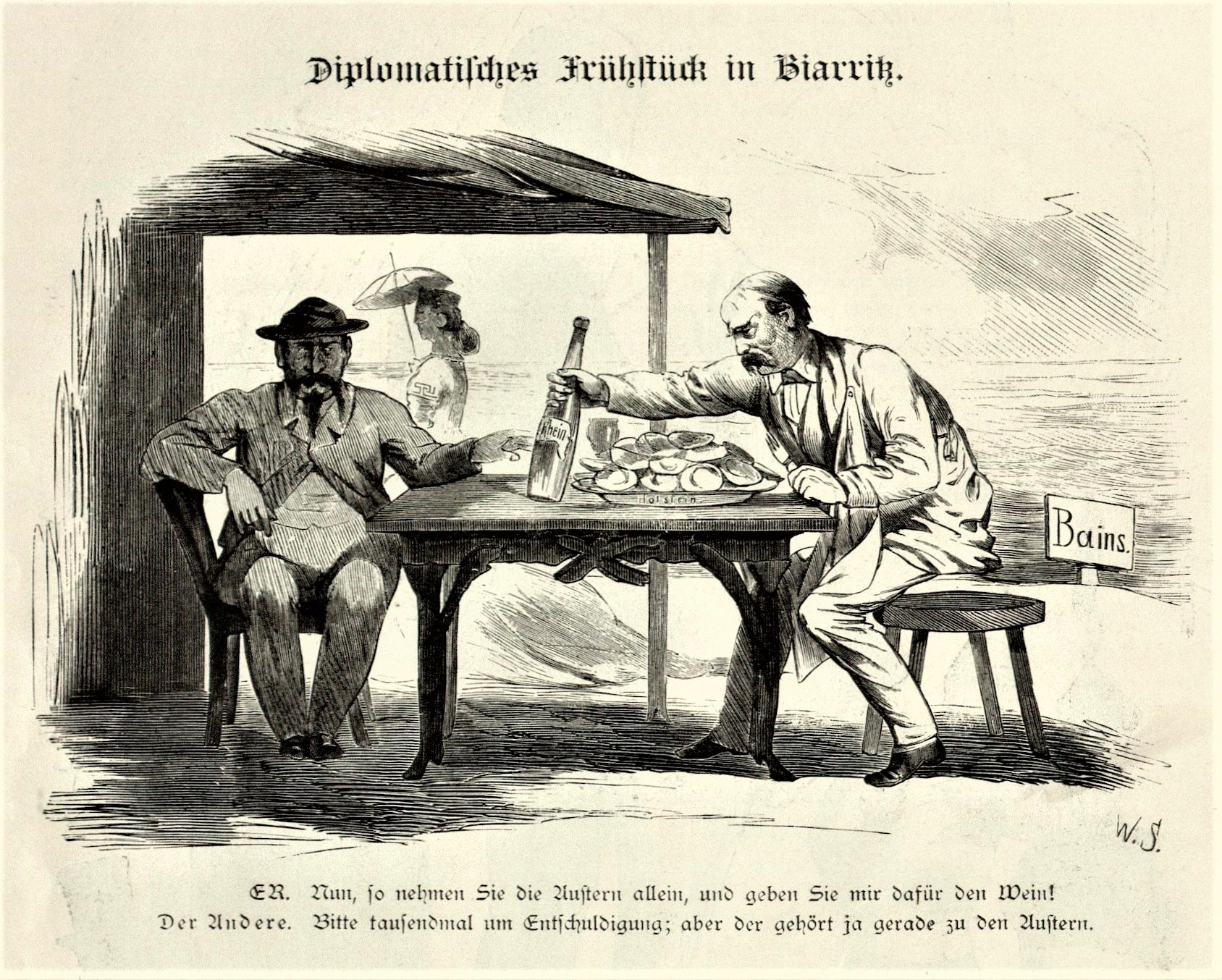
Bismarck et Napoléon III caricaturés par Wilhelm Scholz (Kladderadatsch, 22 octobre 1865) :
« Petit déjeuner diplomatique à Biarritz.
LUI : Prenez donc pour vous les huîtres, et donnez-moi en échange le vin !
L’Autre : Mille excuses ; mais justement il accompagne parfaitement les huîtres. »

L'annexion par la France du grand-duché du Luxembourg paraît d'autant plus accessible que Guillaume III, le roi des Pays-Bas, souverain en titre du Luxembourg, se déclare ouvert à une compensation financière. Ainsi, le 23 mars 1867, il accepte l'offre française de lui verser 5 millions de florins en échange du grand-duché. Les accords secrets de 1866 entre la Prusse et les États d'Allemagne méridionale ayant été officialisés, Guillaume III subordonne la vente du Luxembourg à l'accord de la Prusse. Celle-ci, via Bismarck, fait alors connaître publiquement l'offre française à toute l'Europe, divulguant ainsi la teneur de ces pourparlers secrets, déchaînant une réaction explosive de l'opinion publique dans les États allemands et provoquant la crise luxembourgeoise.
L'opinion publique allemande est d'autant plus scandalisée que la dynastie des Luxembourg avait donné quatre empereurs au Saint-Empire romain germanique. Il leur est inimaginable de laisser le grand-duché à la France. Dans ces circonstances, Bismarck considère qu'il ne peut plus honorer les promesses faites secrètement à la France et enjoint à Guillaume III de revenir sur la vente du Luxembourg.
En France, l'opinion publique se mobilise elle aussi, entraînant la mobilisation des troupes, tandis que des députés allemands poussent Bismarck à décréter la mobilisation générale de la Confédération d'Allemagne du Nord. Au Luxembourg même, des activistes pro-français provoquent la garnison prussienne alors que d'autres manifestants demandent au roi des Pays-Bas le retour au statu quo.
La crise est résolue par le deuxième traité de Londres selon lequel la France renonce à ses prétentions sur le Luxembourg, en laisse la souveraineté au roi des Pays-Bas, tandis que la Prusse démobilise sa garnison et démantèle ses fortifications autant que le roi des Pays-Bas le jugera utile. Il est entendu que le Luxembourg restera neutre au cours des futurs conflits.
Le déroulement de la crise luxembourgeoise montre le poids des opinions publiques et la prégnance croissante du nationalisme. L'antagonisme entre la France et la Prusse en sort d'autant plus attisé que Napoléon III réalise désormais à quel point il a été joué par Bismarck depuis 1864 n'ayant obtenu aucune des compensations secrètement convenues avec le Prussien. En conséquence de l'expédition militaire au Mexique et de la crise luxembourgeoise, sa politique étrangère se retrouve alors discréditée et la France se retrouve de nouveau relativement isolée en Europe, y compris par l'Angleterre désormais méfiante envers les ambitions territoriales de son voisin. Ainsi, au nom du principe de souveraineté des nations, l'Allemagne avait été réunie sous la coupe d'une dynastie de tradition militariste, agressive et ennemie de la France.

### La guerre franco-allemande
Les tensions avec la Prusse resurgissent à propos de la succession d'Espagne quand le prince Léopold de Hohenzollern se porte candidat le 21 juin 1870 au trône d'Espagne vacant depuis deux ans.
Un Hohenzollern sur le trône espagnol placerait la France dans une situation d'encerclement similaire à celui que le pays avait vécu à l'époque de Charles Quint. Cette candidature provoque des inquiétudes dans toutes les chancelleries européennes qui apportent leur soutien aux efforts de la diplomatie française.

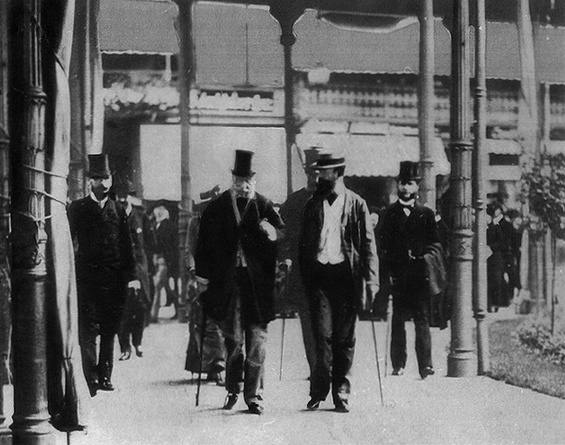
Le roi Guillaume de Prusse et l'ambassadeur Vincent Benedetti à Bad Ems, le 13 juillet 1870.

En dépit du retrait de la candidature du Prince le 12 juillet 1870, ce qui constitue sur le moment un succès de la diplomatie française, le gouvernement de Napoléon III, pressé par les belliqueux de tous bords (la presse de Paris, une partie de la Cour, les oppositions de droite et de gauche), exige un engagement écrit de renonciation définitive et une garantie de bonne conduite de la part du roi Guillaume de Prusse. Celui-ci confirme la renonciation de son cousin sans se soumettre à l'exigence française. Cependant, pour le chancelier Otto von Bismarck, une guerre contre la France est le meilleur moyen de parachever l'unification allemande. La version dédaigneuse qu'il fait transcrire dans la dépêche d'Ems de la réponse polie qu'avait faite le roi de Prusse confine au soufflet diplomatique pour la France d'autant plus qu'elle est diffusée à toutes les chancelleries européennes et publiée dans la presse allemande.
Tandis que la passion antifrançaise embrase l'Allemagne, la presse et la foule parisiennes réclament la guerre. Bien que tous deux personnellement favorables à la paix et à l'organisation d'un congrès pour régler le différend, Ollivier et Napoléon III, qui ont finalement obtenu de leur ambassadeur la version exacte de ce qui s'était passé à Ems, se laissent dépasser par les partisans de la guerre dont l'Impératrice Eugénie mais aussi de ceux qui veulent une revanche sur l'Empire libéral. Les deux hommes finissent par se laisser entraîner contre leur conviction profonde. Émile Ollivier, voulant se montrer aussi jaloux des intérêts nationaux que n'importe quel ministre absolutiste, perçoit la guerre comme inévitable et, épuisé par les débats à la Chambre, sur les nerfs, déclare accepter la guerre d'un « cœur léger ». Bien que pacifique de nature, Napoléon III est cependant affaibli par ses échecs internationaux antérieurs et a besoin d'un succès de prestige avant de laisser le trône à son fils. Il n'ose pas contrarier l'opinion majoritaire pro-guerre, exprimée au sein du gouvernement et au parlement, y compris chez les républicains (malgré les avertissements lucides de Thiers et de Gambetta), décidée à en découdre avec la Prusse.
La Chambre, en dépit des efforts désespérés de Thiers et de Gambetta, vote l'entrée en guerre dont le motif est l'insulte publique qui est ainsi déclarée le 19 juillet 1870. L'armée prussienne a d'ores et déjà l'avantage en hommes (plus du double par rapport à l'armée française), en matériels (le canon Krupp) et même en stratégie, celle-ci ayant été élaborée dès 1866.

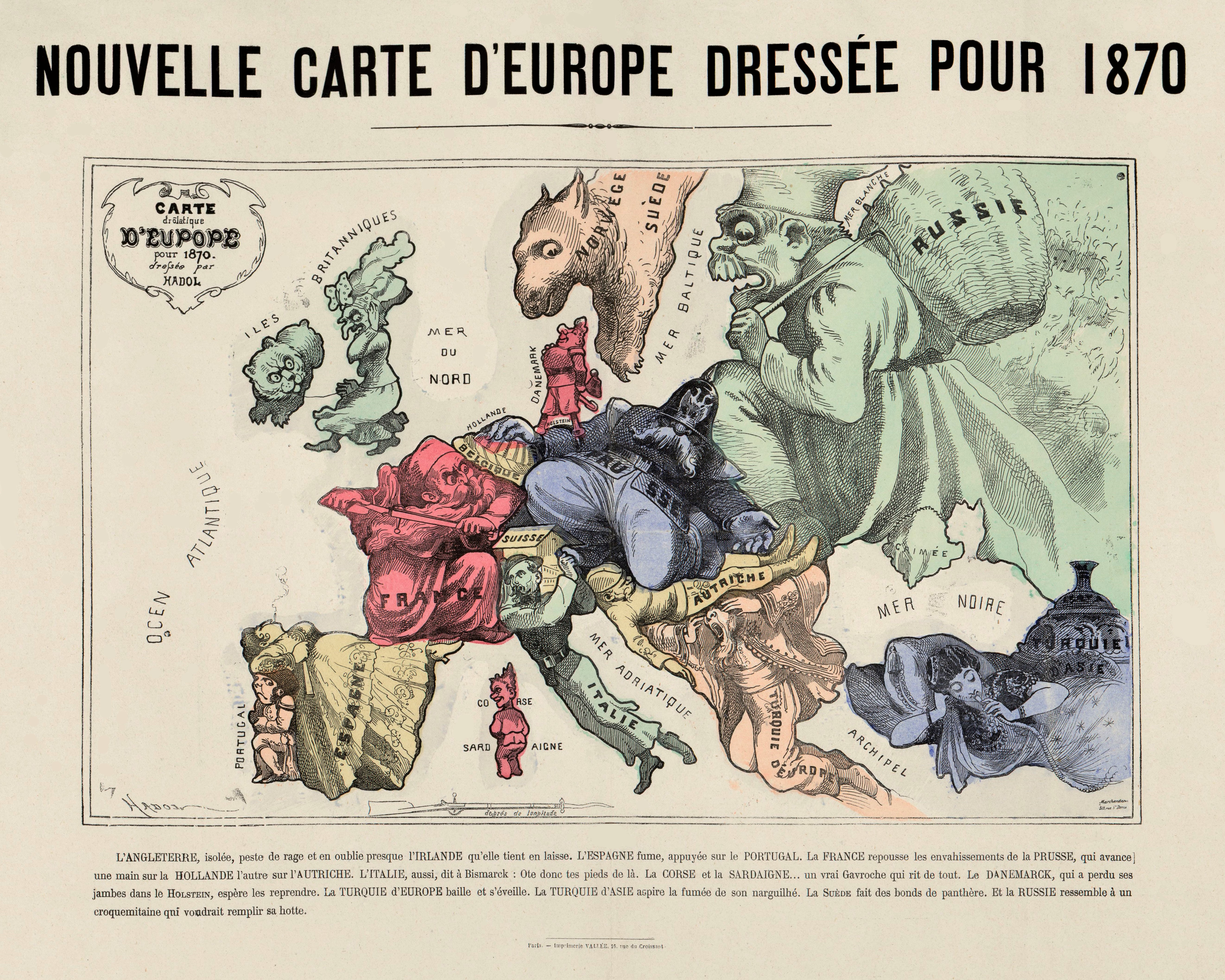
Carte drôlatique d’Europe pour 1870, caricature de Paul Hadol illustrant les tensions européennes.

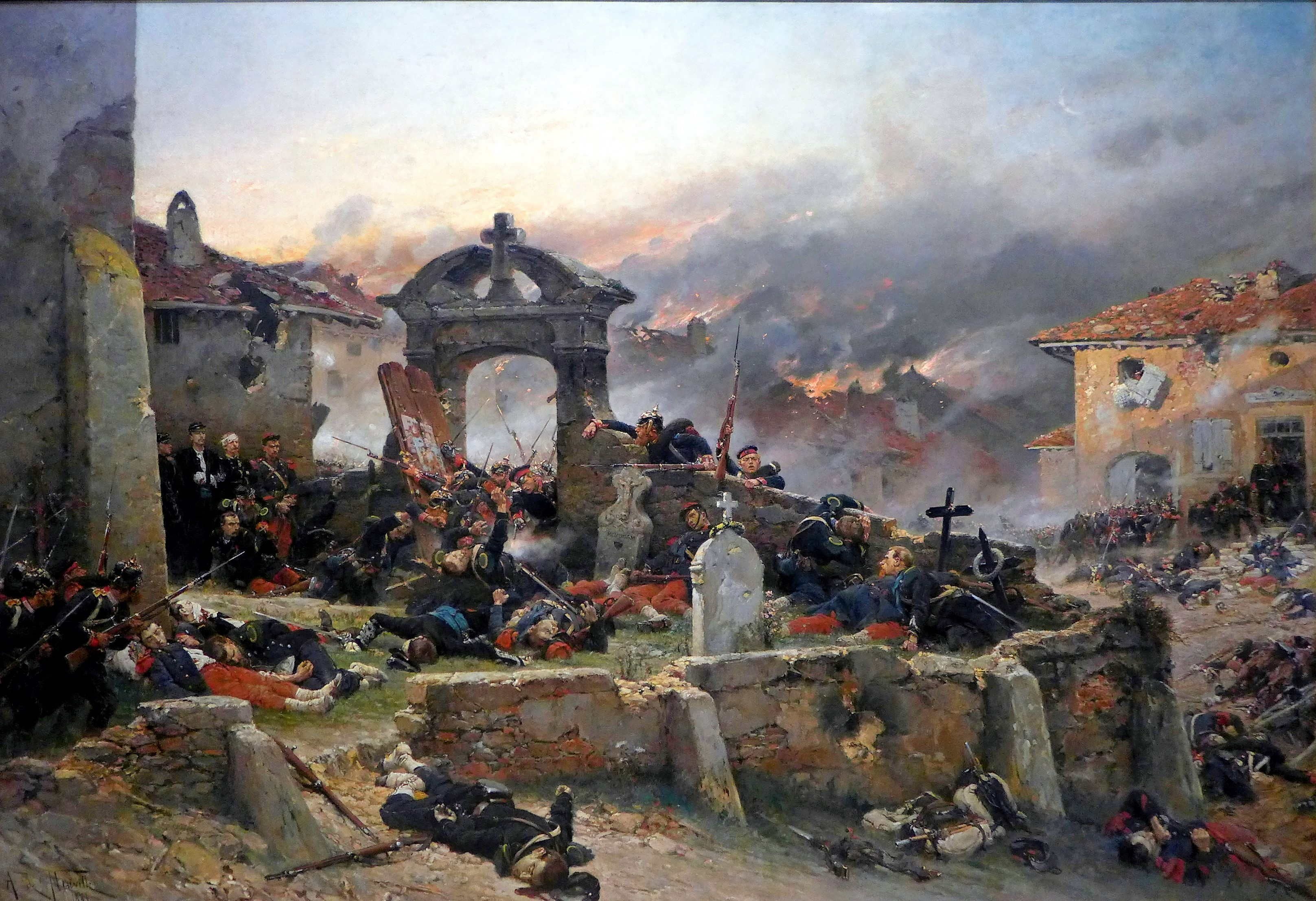
Le cimetière de Saint-Privat, le 18 août 1870, toile d'Alphonse de Neuville, 1881.

Entrant en guerre, la France est cependant sans alliés. L'Empereur comptait sur la neutralité des États allemands du Sud mais la révélation aux diètes de Munich et de Stuttgart des prétentions de Napoléon III sur les territoires de Hesse et Bavière les avaient amené à signer un traité de soutien avec la Prusse et la confédération d'Allemagne du Nord. De son côté, le Royaume-Uni, à qui Bismarck avait communiqué le brouillon de traité datant de 1867 par lequel Napoléon III revendiquait la Belgique, ne se soucie que du respect de la neutralité de cette dernière par les belligérants. De son côté, la Russie souhaite que le conflit reste localement isolé et n'ait pas de conséquences sur la Pologne tandis que l'Autriche, en dépit des bonnes relations entre les deux empereurs, n'est pas prête et demande un délai avant de s'associer à une éventuelle victoire des Français. Enfin, l'Italie exige pour sa participation l'évacuation de Rome mais l'hostilité de l'Impératrice catholique s'y oppose, du moins dans un premier temps. L'évacuation du territoire pontifical s'effectue bien le 19 août mais trop tard pour permettre aux Italiens d'intervenir aux côtés de l'armée impériale.
Les armées du Maréchal Lebœuf n'étaient pas plus efficaces que les alliances d'Agénor de Gramont, le ministre des Affaires étrangères, qui avait participé activement à l'escalade verbale entre les chancelleries. L'incapacité des officiers de haut rang de l'armée française, le manque de préparation à la guerre des quartiers généraux, l'irresponsabilité des officiers, l'absence d'un plan de contingence et le fait de compter sur la chance, stratégie précédemment fructueuse pour l'Empereur, plutôt qu'une stratégie élaborée, apparurent tout de suite lors de l'insignifiant engagement de Sarrebruck.
Ainsi l'armée française multiplia les défaites et les victoires inexploitées, notamment celles de Frœschwiller, Borny-Colombey, Mars-la-Tour ou Saint-Privat, pour aboutir au désastre de Metz.

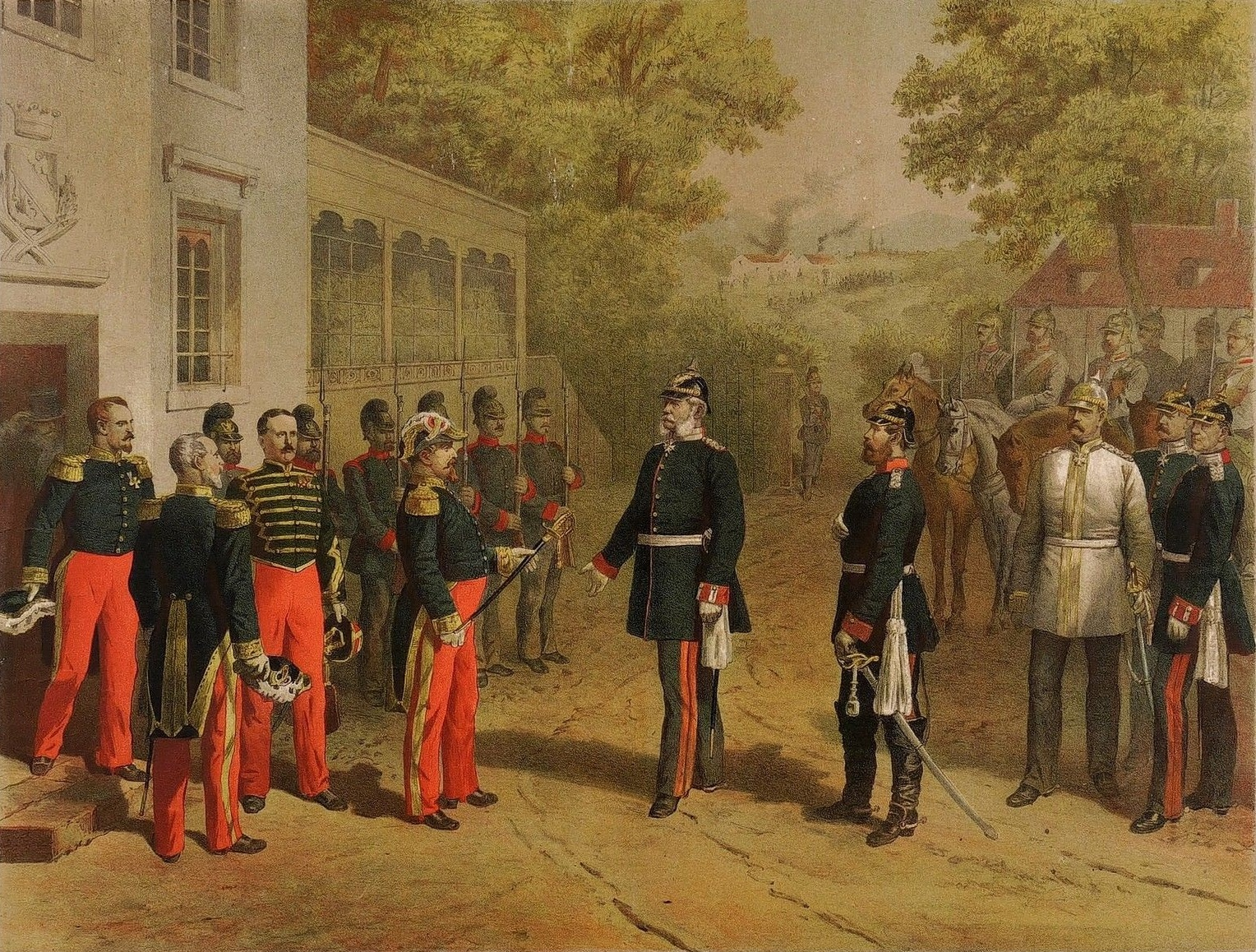
Napoléon III remet son épée au roi Guillaume de Prusse en présence du chancelier Bismarck à l'issue de la bataille de Sedan, le 2 septembre 1870.
Lithographie de 1875.

Par la capitulation de la bataille de Sedan, l'Empire perdit son dernier soutien, l'armée. Paris était laissée sans protection, avec une femme aux Tuileries (Eugénie), une assemblée terrifiée au palais Bourbon, un ministère, celui de Palikao, sans autorité, et les chefs de l'opposition qui fuyaient alors que la catastrophe approchait.

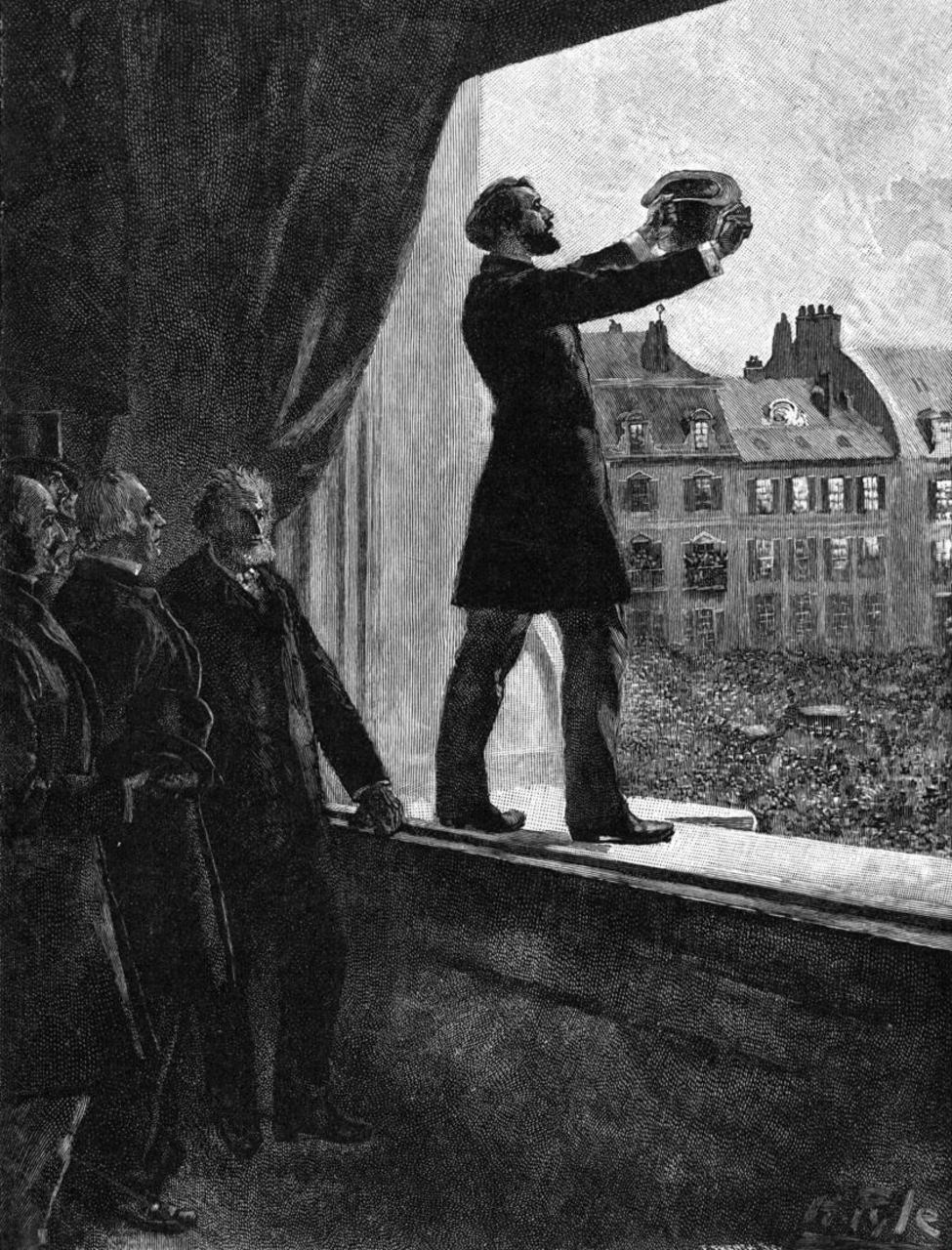
Léon Gambetta proclamant la Troisième République à l'hôtel de ville de Paris le 4 septembre 1870.

Le 4 septembre 1870, le Corps législatif est envahi par des manifestants et dispersé. L'Impératrice est obligée de fuir le palais des Tuileries avec l'aide des ambassadeurs d'Autriche et d'Italie avant de trouver refuge chez son dentiste de nationalité américaine. Celui-ci l'aide à rejoindre Deauville où un officier britannique la mène jusqu'en Angleterre où elle retrouve son fils. L'Empereur est de son côté prisonnier en Allemagne.
À Paris, pendant ce temps, les députés républicains réunis à l'hôtel de ville constituèrent un gouvernement provisoire et proclamèrent la République.
L'historien Louis Girard attribue cette chute rapide de l'Empire au fait qu'il était peu enraciné, qu'il n'y avait pas de loyalisme envers la dynastie, comme le prouve, après la défaite de Sedan, l'abandon de l'Impératrice, qui ne doit son salut qu'à des étrangers, mais aussi l'absence de défenseurs de la Constitution et du gouvernement. Il estime aussi que le régime était peut-être trop récent ou trop contesté. Pour l'historien André Encrevé, les raisons de la chute rapide de l'Empire sont bien à rechercher du côté de l'action politique de Napoléon III. Il relève non seulement l'incapacité de l'Empereur à avoir réussi à enraciner le bonapartisme face aux royalistes et aux républicains, mais aussi le fait qu'il avait été contraint de gouverner souvent avec des hommes qui ne partageaient qu’une partie de ses idées.
Atteint de la maladie de la pierre qui le faisait souffrir depuis de nombreuses années, Napoléon III meurt en exil en Angleterre en 1873 des suites d'une opération chirurgicale. Son image personnelle reste pour plus d'un siècle marquée avant tout par la défaite de Sedan et de ses conséquences à la suite du traité de Francfort (perte de l'Alsace-Lorraine et paiement d'une indemnité de 5 milliards de francs-or).

## Armée française sous le Second Empire

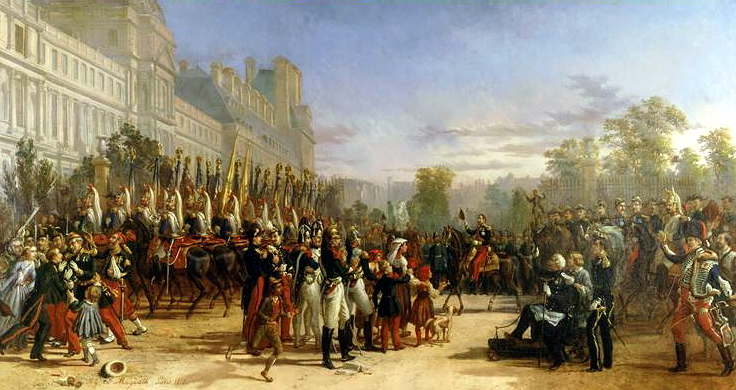
Retour de Napoléon III après la Campagne d'Italie (1859)

### Administration
Sous le Second Empire, l'armée dépend du Ministère de la Guerre et la marine dépend du Ministère de la Marine et des Colonies. La Garde impériale, unité attachée à la personne de Napoléon III, dépend elle de la Maison de l'Empereur.

## Postérité

### Mouvement patriotique à la suite de la chute de l'Empire
À la suite de la chute de l'Empire français, l'Empire allemand se réunifie et la France perd l'Alsace-Lorraine. Le nouveau gouvernement prône la paix tandis que la majorité des Français (surtout les classes moyennes et populaires) acquièrent un sentiment anti-allemand. Ce sentiment est renforcé par une campagne de patriotisme lancée en France, musiques, affiches et articles de presse défendent les acquis nationaux et dénigrent le nouvel Empire allemand.
Un sentiment nationaliste prend de l'ampleur en France, ce qui constitue pour les historiens la principale raison de l'apogée et de la création du boulangisme. Le sentiment de revanche sur la Prusse sera assouvi par les Français lors de la Première Guerre mondiale, puis la chute de l'Empire allemand en 1918.

### La légende noire
« Napoléon III a longtemps été victime d'une légende noire, d'une caricature forgée par ses nombreux ennemis politiques, les républicains, les royalistes, les libéraux… » pour reprendre les mots du professeur d'histoire contemporaine Guy Antonetti. Selon les détracteurs et opposants du dernier Empereur des Français, il est à la fois un « crétin » (Thiers), « Napoléon le petit » ou « Césarion » (Victor Hugo) ou encore Badinguet, « une espèce d'aventurier sans scrupules, et d'arriéré mental ridicule, un mélange de satrape débauché et de démagogue fumeux, bref un pantin insignifiant ».

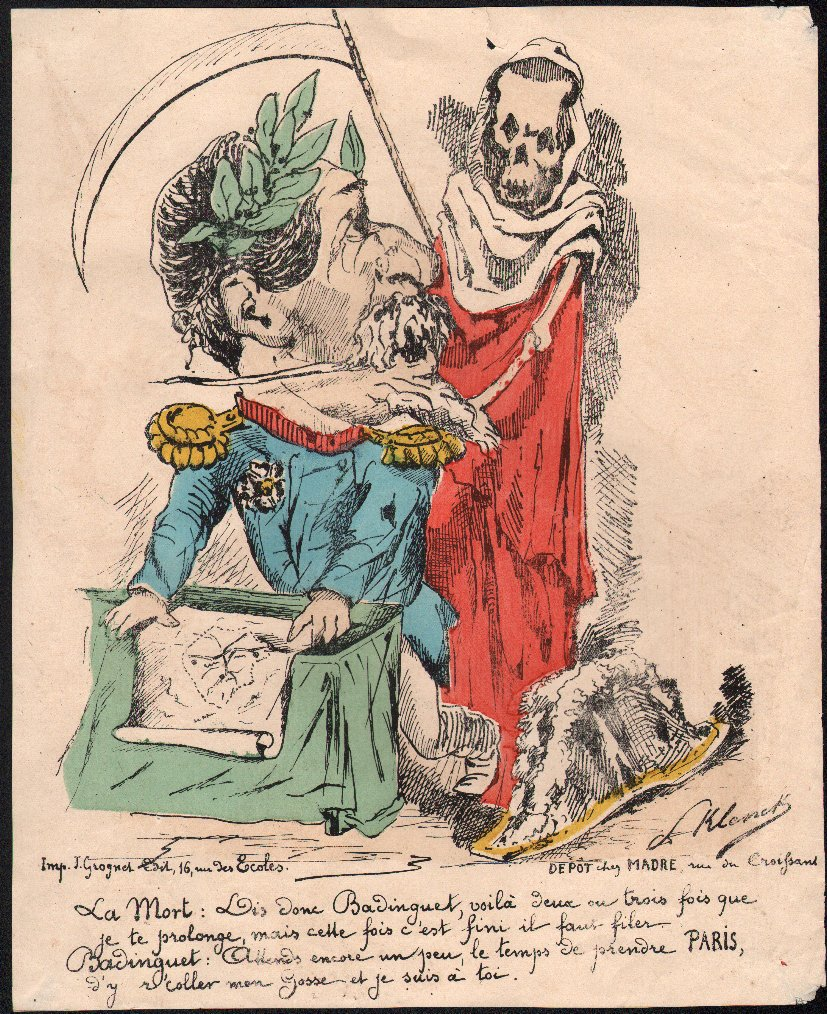
Badinguet et la mort, caricature de Paul Klenck, vers 1870.

Si la « légende noire » est si souvent évoquée pour parler de Napoléon III et de son règne et que le Second Empire a eu « longtemps mauvaise presse »,, notamment parce que l'historiographie du Second Empire « fut souvent dominée par les opposants », il le doit néanmoins beaucoup à son acte fondateur (le coup d'État) et à sa fin sans gloire dans la désastreuse guerre franco-prussienne. L'historien Jacques-Olivier Boudon note en ce sens que si la république finit par s'imposer, c'est à cause de la défaite militaire de Sedan et de la capture de Napoléon III par les Prussiens. Louis Pasteur, fervent bonapartiste affligé par la chute de l'Empire, déclarait alors confiant que « malgré les vaines et stupides clameurs de la rue et toutes les lâches défaillances de ces derniers temps, l'Empereur peut attendre avec confiance le jugement de la postérité. Son règne restera comme l'un des plus glorieux de notre histoire ».

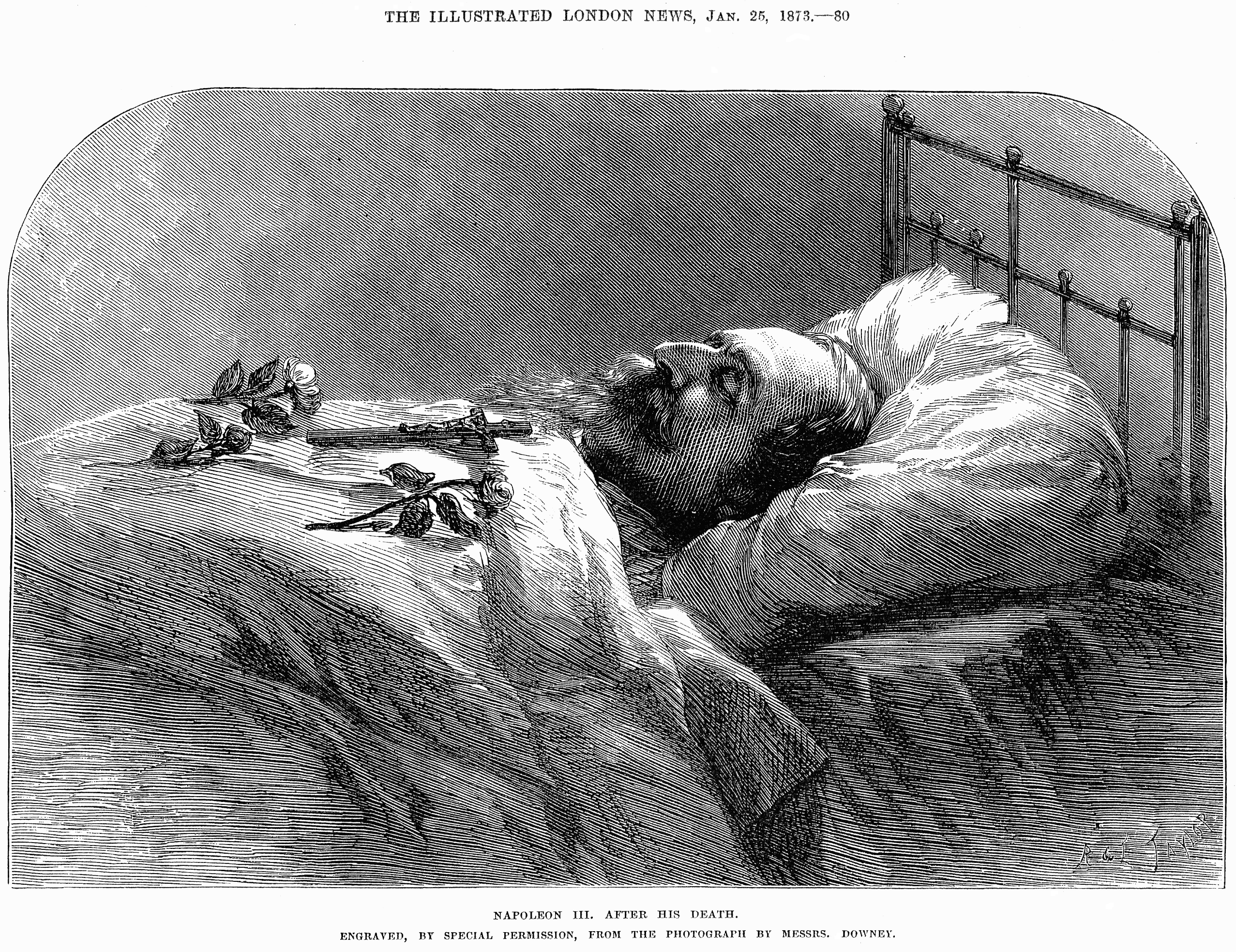
Napoléon III sur son lit de mort (illustration publiée dans The Illustrated London News, 25 janvier 1873).

Ainsi, après Sedan et la mort de Napoléon III, le régime impérial voué aux gémonies reste longtemps résumé historiquement et politiquement, du moins en France, comme un tout dont l'identité se résume au coup d'État, le péché originel du Second Empire, à la débâcle militaire, à l'affairisme et à la dépravation morale. Les acquis territoriaux de 1860 (Nice et la Savoie) obtenus à la suite d'une guerre victorieuse contre l'Autriche sont ainsi effacés par le traumatisme que constitue la perte de l'Alsace et de la Moselle marquant durablement la conscience nationale jusqu'à la fin de la Première Guerre mondiale. L'écrivain Émile Zola, circonspect sur l'Empereur dont il note la complexité et qu'il appelle « l'énigme, le sphynx », rappela ainsi dans ses romans la spéculation effrénée et la corruption nées de l'« haussmannisation » et de la flambée boursière (La Curée, L'Argent), le choc que l'irruption des grands magasins représenta pour le petit commerce (Au Bonheur des Dames), la dureté des luttes sociales sous Napoléon III (Germinal). Toutefois, le même Émile Zola démontra comment le même homme pouvait être regardé différemment en fonction du camp idéologique où l'on se situait, des revirements idéologiques ou des métamorphoses de l'âge, en écrivant que « Le Napoléon III des Châtiments, c'est un croquemitaine sorti tout botté et tout éperonné de l'imagination de Victor Hugo. Rien n'est moins ressemblant que ce portrait, sorte de statue de bronze et de boue élevée par le poète pour servir de cible à ses traits acérés, disons le mot, à ses crachats ».
Pour l'historien Éric Anceau, le 2 décembre 1851, qui a permis aux « républicains de s’ériger en défenseurs du droit et de faire du coup d’État le mal absolu », constitue le péché originel du Second Empire. Depuis cette date, « qui se dit républicain en France ne peut prêter la main à un coup d’État, ni s’en faire l’apologiste » comme le note aussi l'historien Raymond Huard. Cette référence ainsi négative fut l'argument des républicains pour combattre tout retour en force du césarisme plébiscitaire, que ce soit lors du boulangisme puis plus tard lors de la montée du gaullisme. Le précédent d'un président devenu empereur ainsi rendra impensable, jusqu'en 1962, toute élection du chef de l'État au suffrage universel direct, François Mitterrand comparant avec virulence le général de Gaulle à Napoléon III afin d'instruire le procès des institutions de la Ve République.
Pour Pierre Milza, « l'année terrible [1870] a fortement traumatisé les contemporains, peut-être autant que le fera la débâcle de 1940 » ce qui explique également, en sus du 2 décembre, le « long discrédit » dont souffre longtemps l'image de Napoléon III. La nouvelle légitimité républicaine exige alors que tous les mythes sur lesquels reposaient le précédent pouvoir, telle l'image idéalisée du « sauveur de la nation », soient abattus et discrédités alors que tout nom relatif à la toponymie impériale est globalement éliminé de la voie publique, à l'exception des batailles remportées durant le régime. Néanmoins, dès 1874, dans un discours prononcé à Auxerre, Léon Gambetta, opposant irréductible au régime bonapartiste, constatait que c'était pendant les 20 ans de ce « régime détesté » que s'était formée « une nouvelle France », invoquant notamment la politique des transports, la liberté des échanges, la diffusion des Lumières et les progrès de l'instruction publique. Un siècle plus tard, en 1973, Alain Plessis, dans son ouvrage de référence pense pouvoir écrire à propos de l'histoire du Second Empire que « les mythes qui encombraient sa légende noire sont un à un déchirés [et que] de nouvelles interprétations révèlent une époque étonnamment riche en contrastes ».

### Historiographie

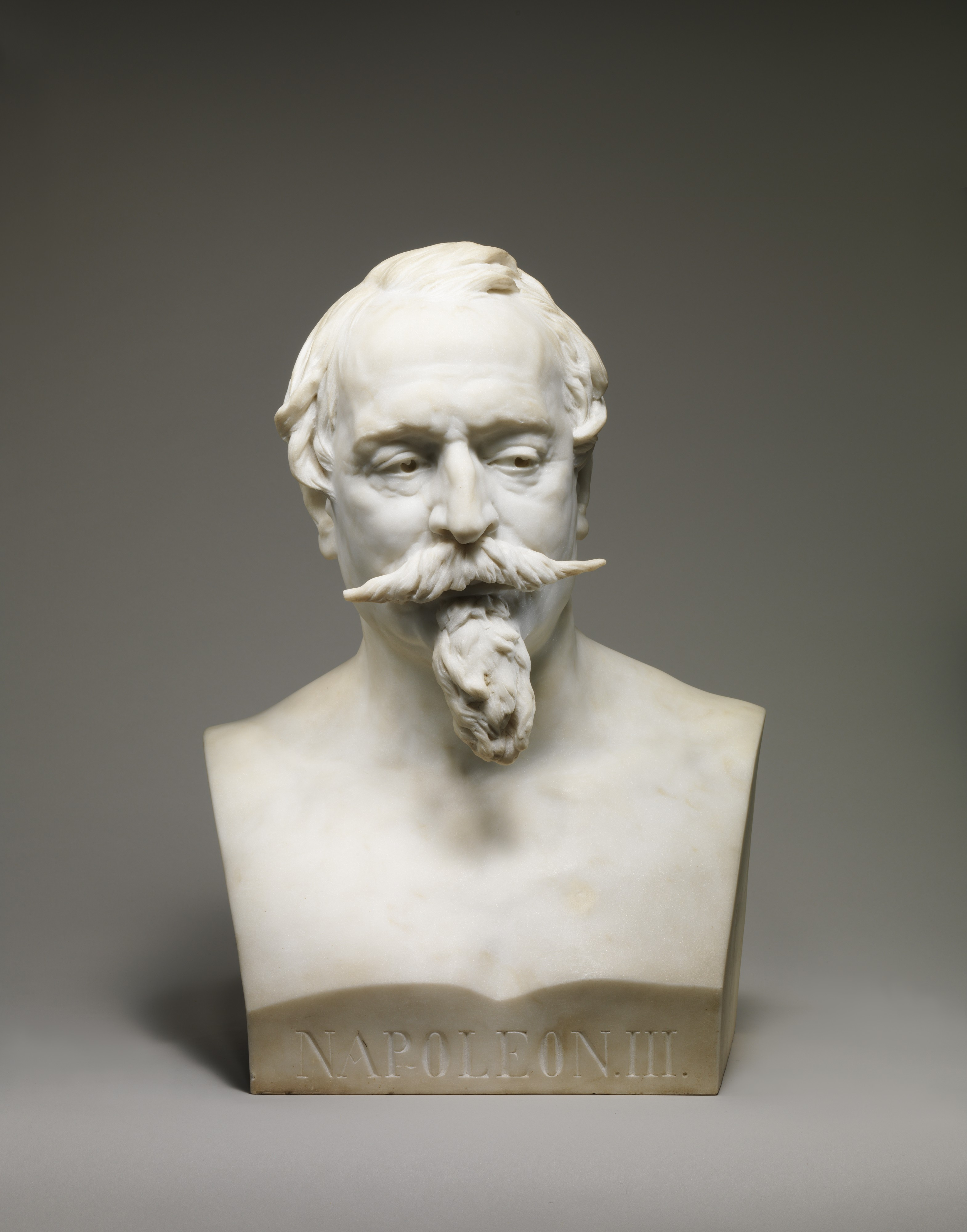
Buste de Napoléon III par Jean-Baptiste Carpeaux, 1873.

Du point de vue historiographique, il faut attendre les années 1890 pour que des personnalités commencent à produire des ouvrages dépassionnés des enjeux politiques, à une époque où le mouvement bonapartiste est en voie d'extinction. Ainsi, Pierre de La Gorce écrit une Histoire du Second Empire en sept volumes dont la première version, rédigée sur fond du scandale de Panama, reste néanmoins hostile au souverain. Cependant, avec cet auteur, « on sort du journalisme pour entrer dans l'histoire générale » tandis qu'Émile Ollivier publie ses mémoires consacrés à l'Empire libéral.
Si la politique intérieure et la diplomatie ne font l'objet d'aucun consensus, l'œuvre économique et sociale du Second Empire est déjà analysée de façon plus nuancée, notamment par Albert Thomas à qui Jean Jaurès avait confié la rédaction du volume X de Histoire socialiste. Néanmoins, « l'instrumentalisation de l'ancien souverain persistait malgré l'affirmation d'une histoire positiviste et scientifique ».
Visant notamment Charles Seignobos, Pierre Milza considère que « l'historiographie républicaine — en position dominante dans l'université française — conserve au moins jusqu'en 1914 une position critique […]. Le Second Empire reste fondamentalement lié au 2 décembre et à la capitulation de Sedan. Les manuels scolaires sont les véhicules d'une histoire officielle destinée à former des citoyens et des patriotes attachés aux valeurs républicaines ». C'est également l'avis de l'historien Louis Girard qui note dans la tonalité critique de l'œuvre de Seignobos « l'écho des passions républicaines ». Néanmoins, ces mêmes ouvrages scolaires et universitaires commencent eux aussi à aborder les réalisations économiques et sociales, s'écartant définitivement du « déchaînement de haine et de mauvaise foi » des premières années ayant suivi la chute de l'Empire et commencent à présenter des portraits plus nuancés de la personnalité de l'Empereur,.
À partir des années 1920, alors que la France a repris possession des territoires perdus en 1870, Napoléon III fait l'objet de biographies plus favorables voire romancées alors que l'historiographie officielle porte la marque d'une révision des jugements portés sur l'Empereur et son régime.

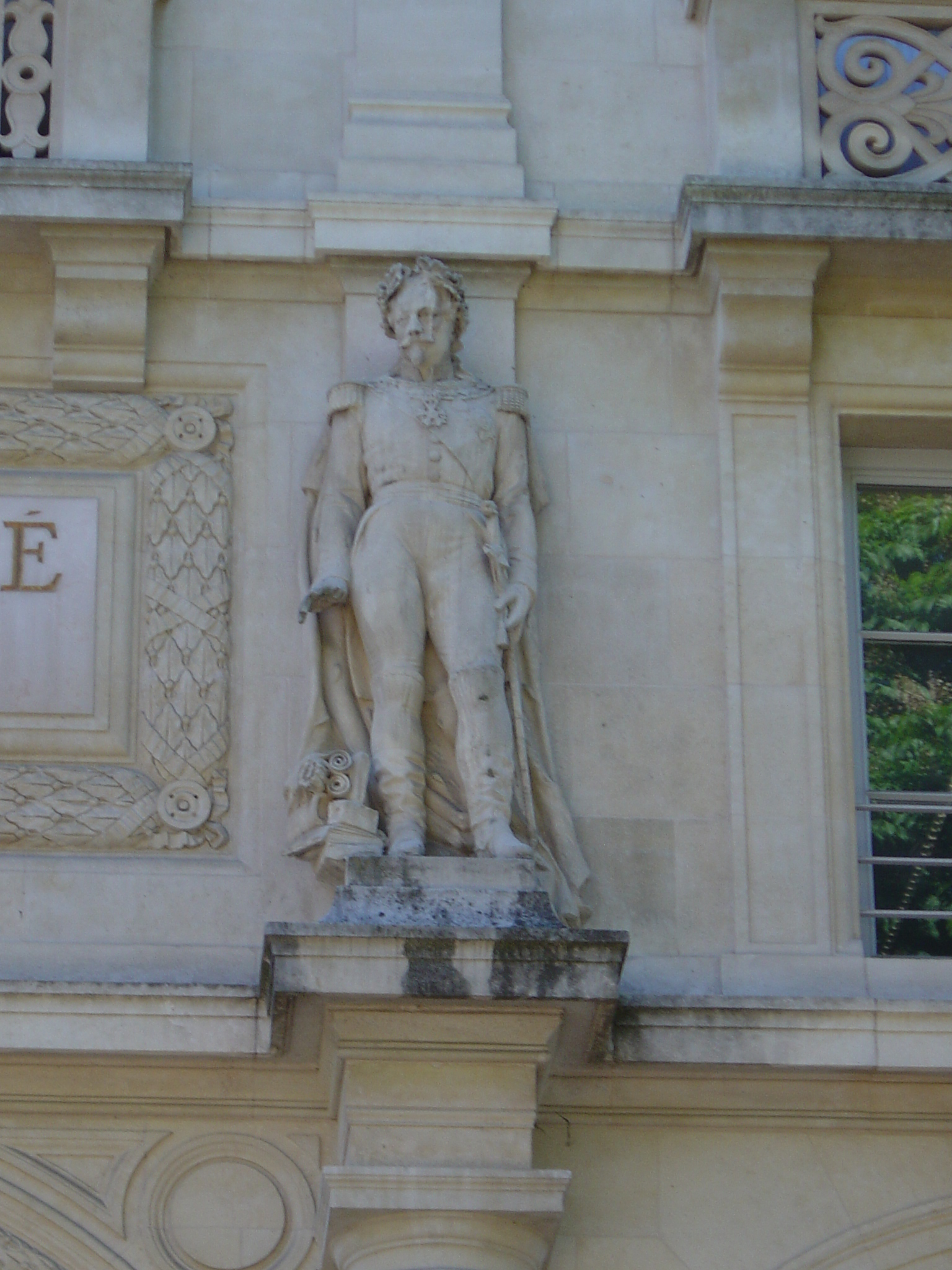
Statue de Napoléon III à Nancy.

Après la Seconde Guerre mondiale, le Second Empire est enfin étudié vraiment scientifiquement par de nombreux universitaires historiens ou économistes (Charles-Hippolyte Pouthas, Jean Bouvier, Alain Plessis, René Rémond, Maurice Agulhon, Jeanne Gaillard) tandis que Napoléon III fait l'objet, en France, de premières études approfondies par les historiens Adrien Dansette, et Louis Girard.
Depuis les années 1970, de nombreux historiens ont écrit sur le régime et sur l'Empereur. Quand Maurice Agulhon note que « l’histoire économique et culturelle » du Second Empire se caractérise par « une période prospère et brillante », Louis Girard note aussi que Napoléon III « n'a jamais envisagé la démocratie autrement que s'incarnant dans un chef » mais qu'il voulait, à terme, pouvoir doter son pays d'institutions analogues à celles de la Grande-Bretagne, attendant pour cela une évolution des mœurs politiques. Si pour l'historien Pierre Milza, reprenant la suite de Louis Girard, le Second Empire est une « étape » plus progressiste que régressive dans la démocratisation de la France, une période qui « a familiarisé les Français avec le vote », que « la dénonciation du césarisme, réel ou supposé, appartient à la culture de la République parlementaire », il estime aussi que le régime politique de Napoléon III « appartient à la galaxie démocratique » et qu'il a su évoluer dans le sens de la libéralisation. Il note par ailleurs que « les historiens, les politistes, les spécialistes de l'Histoire des idées et de la philosophie de l'histoire ont entrepris de réexaminer le bonapartisme et de replacer celui-ci dans la longue durée, ce qui a permis de considérer sous un jour nouveau le bilan de l'Empire »,. Pour André Encrevé et Maurice Agulhon, la réhabilitation à faire ou non du Second Empire, et surtout de son origine qu'est le coup d'État, n'est pas seulement une problématique d'historien mais relève aussi d'une « question d’éthique personnelle et civique ». Pour Jean-Jacques Becker, il n'y a pas à « réhabiliter le Second Empire » mais à l'analyser sans lui jeter d'opprobre parce que « l'histoire est ce qu'elle est [et qu'elle] n'a pas besoin ni d'être condamnée ni d'être réhabilitée ». Enfin, pour Jean-Claude Yon, plus affirmatif, « la légende noire du Second Empire appartient largement au passé mais l'étude de la période s'en ressent parfois encore ».

## Documentaire
- Second Empire, le pouvoir en scène réalisé par Laurence Jourdan en 2016[236],[237].

### Bibliographie

Armoiries du Second Empire, 1852-1870